# Lijst van fatale ongelukken op de Snaefell Mountain Course
Dit is een lijst van fatale ongelukken op de Snaefell Mountain Course tijdens de Isle of Man TT en de Manx Grand Prix. 

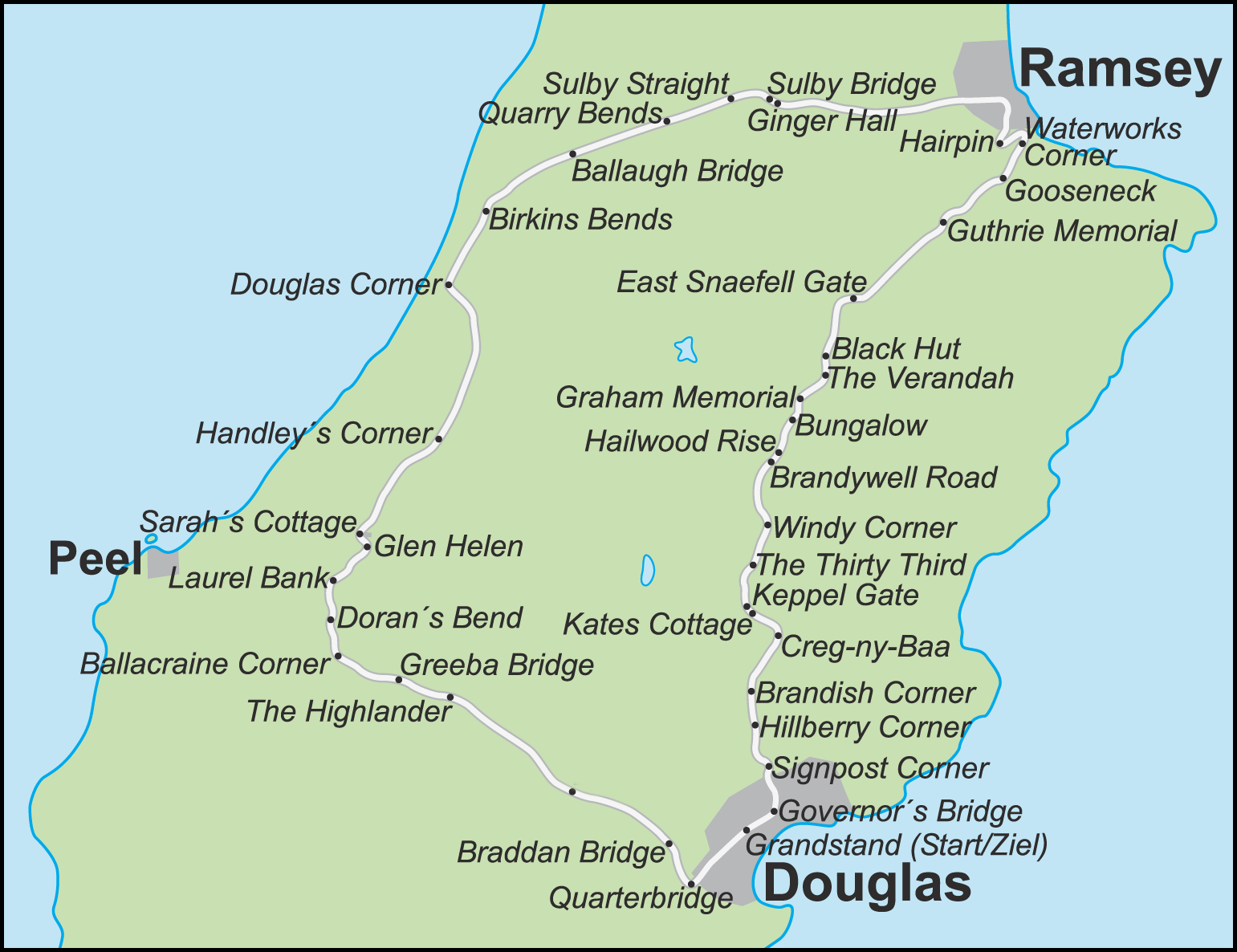
De Snaefell Mountain Course

De Snaefell Mountain Course werd pas in 1911 voor het eerst gebruikt voor de Isle of Man TT (IOMTT). Van 1907 tot 1910 gebruikte men de St John's Short Course. Vanaf 1923 werd in het najaar het Manx Amateur Road Race Championship (MARRC, vanaf 1930 Manx Grand Prix (MGP)) georganiseerd.
Victor Surridge was in 1911 het eerste slachtoffer toen hij bij Glen Helen tijdens een inhaalmanoeuvre viel en overleed. Hij was ook het eerste slachtoffer met een gemotoriseerd voertuig op het eiland Man. Zijn dood leidde in 1912 nog tot een boycot van de TT door een aantal teams.

## Oorzaken
Hoewel de oorzaken van de ongevallen op de eerste plaats gezocht moeten worden bij menselijk falen, zijn er altijd factoren geweest die de Mountain Course gevaarlijker maakten dan de meeste andere circuits. Maar zeker in de beginjaren waren er ook nog factoren die de gevolgen van oorzaken verergerden. Dan moet men vooral denken aan gewonden die overleden omdat hun val niet opgemerkt werd of omdat hulp uitbleef door gebrekkige of ontbrekende telefoonverbindingen, gebrekkig gewondentransport (paard en wagen of de trein) en de afwezigheid van baancommissarissen (marshals) en artsen. In 1927 viel Jack Cooke om half elf 's ochtends maar hij kwam pas vier uur later aan in Noble's Hospital in Douglas, waar hij de volgende dag overleed.

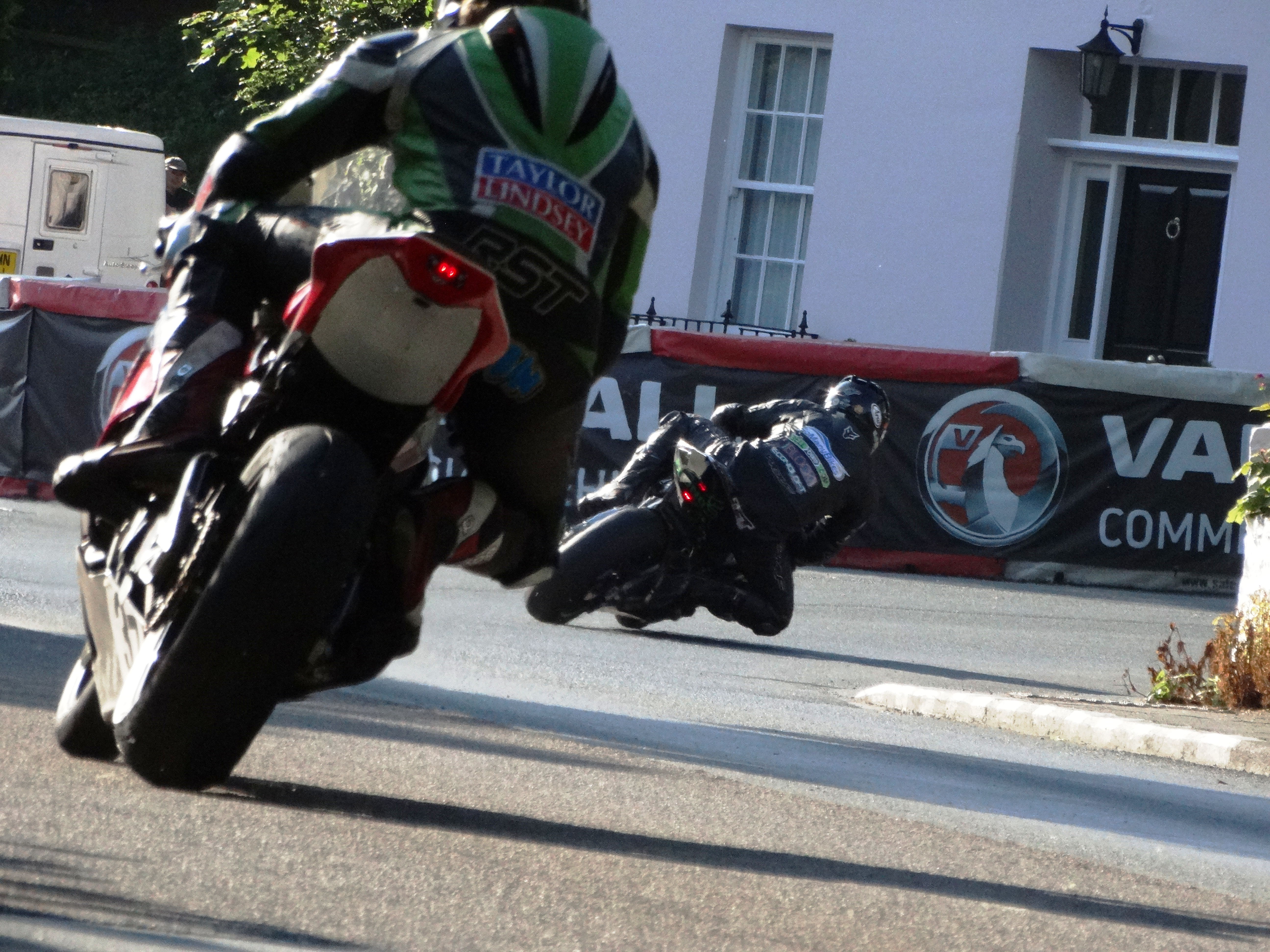
Voor komische de film No Limit uit 1935 reed stuntman Cyril Standen de voordeur van het toenmalige Ballacraine Hotel binnen. In 1971 gebeurde het werkelijk met Brian Finch. Het kostte Finch het leven en drie toeschouwers raakten gewond.
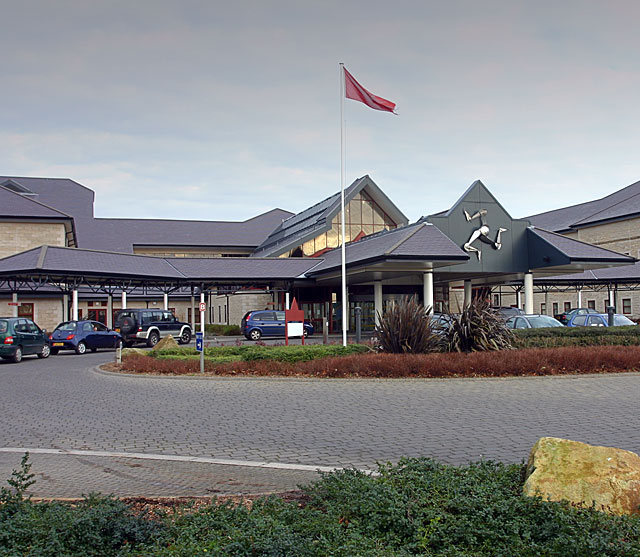
Veel coureurs overleden in Noble's Hospital, dat tot 2003 in Douglas lag, maar dit is de nieuwe vestiging in Braddan
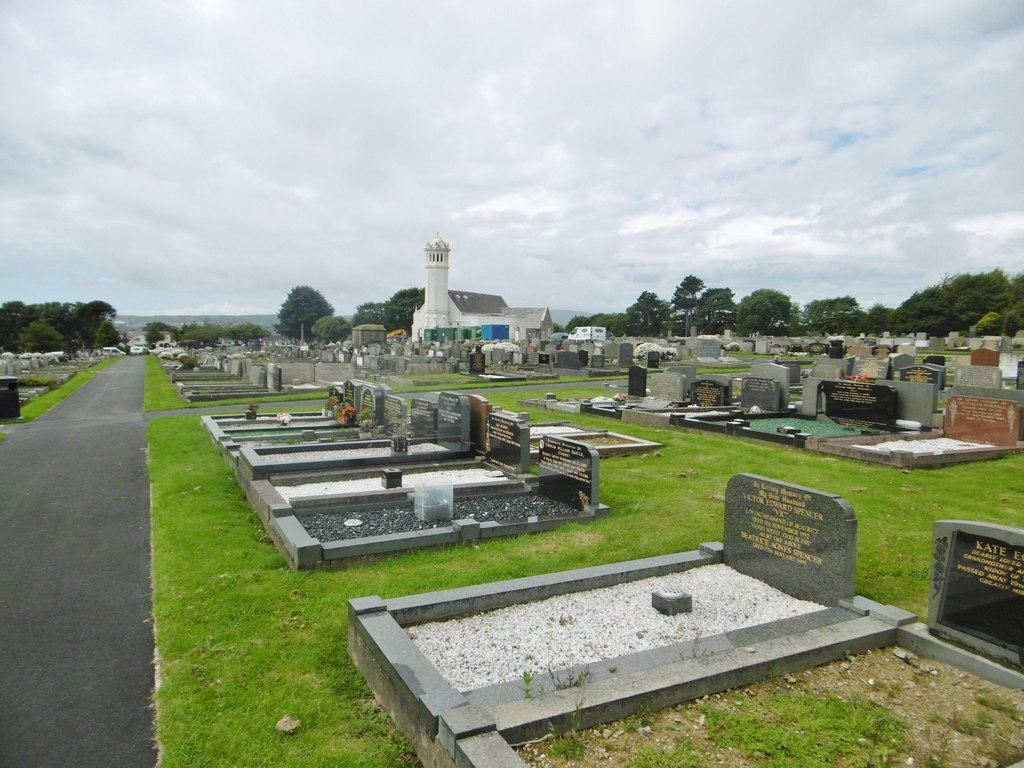
Veel verongelukte coureurs liggen begraven op Douglas Borough Cemetery, tegenover de TT Grandstand. Ze hadden dat vaak voor hun dood al aangegeven. Toen de Grand Prix Riders Association nog bestond stelde voorzitster Nanou Lyonnard er een eer in om samen met de dames van de coureurs tijdens de TT de graven te voorzien van verse bloemen.

### De wegen en het parcours
Tot in de jaren twintig werd gereden op zandwegen. Dat was weliswaar ongemakkelijk, maar men wist niet beter en hield er rekening mee. De eerste verharding (tarmac) werd in de tweede helft van de jaren twintig aangebracht. Toch had men in de jaren voor de Tweede Wereldoorlog nog vaak last van lekke banden door verloren hoefnagels. Toen de A1, de A2, de A3 en de A18 eenmaal geasfalteerd waren, had men last van het gebruik door het normale verkeer. Zeker bij nat wegdek waren er gevaarlijke plekken waar auto's bij kruisingen en verkeerslichten olie hadden gelekt, maar ook de wegmarkeringen waren vaak glad. Op sommige plaatsen houden ondergrondse bronnen het wegdek lang vochtig als de rest van het circuit droog is. De Ballig Bridge was vroeger een "humpback"-brug, waar de toen nog veel tragere motorfietsen toch een sprong door de lucht maakten. Bij Ballaugh Bridge is dat nog steeds zo.
Het parcours is voor veel rijders een probleem, in het verleden meer dan tegenwoordig. Op de eerste plaats is het een stratencircuit, met alle noodzakelijke voorzieningen voor het normale verkeer, maar ook met de daarbij horende slijtage. Op de tweede plaats is daar de lengte van ruim 60 km, die het voor beginners moeilijk maakt om het circuit te leren kennen. Niet voor niets huurden buitenlandse merken als Indian, NSU, Motosacoche, BMW, Moto Guzzi, Gilera, MV Agusta, Mondial en anderen graag Britse coureurs in die het circuit goed kenden. Maar omdat het hele circuit uit openbare wegen bestaat zijn er ook gevaren langs de weg als heggen, muren, trottoirbanden, bomen en afzettingen van weilanden. Vroeger kwamen daar ook nog de schaapspoorten bij. De gevaren zijn groot in het zuidelijke en westelijke deel, waar men door steden en dorpen (Douglas, Union Mills, Glen Vine, Crosby en Kirk Michael) rijdt.

#### Extra gevaar voor zijspannen
Opvallend is het aantal dodelijke ongelukken met zijspancombinaties bij Ago's Leap, 120 meter voorbij Bray Hill op de splitsing van Quarterbridge Road met Brunswick Road op de A2 in de stad Douglas. Lang niet alle gesneuvelde zijspancoureurs en bakkenisten vielen daar, maar alle dodelijke slachtoffers bij Ago's Leap waren zijspancoureurs en bakkenisten: Marty Ames (1980), Alan Jervis (1986), Ricky Dumble (1988), César Chanal, Olivier Lavorel en Roger en Bradley Stockton (2022).

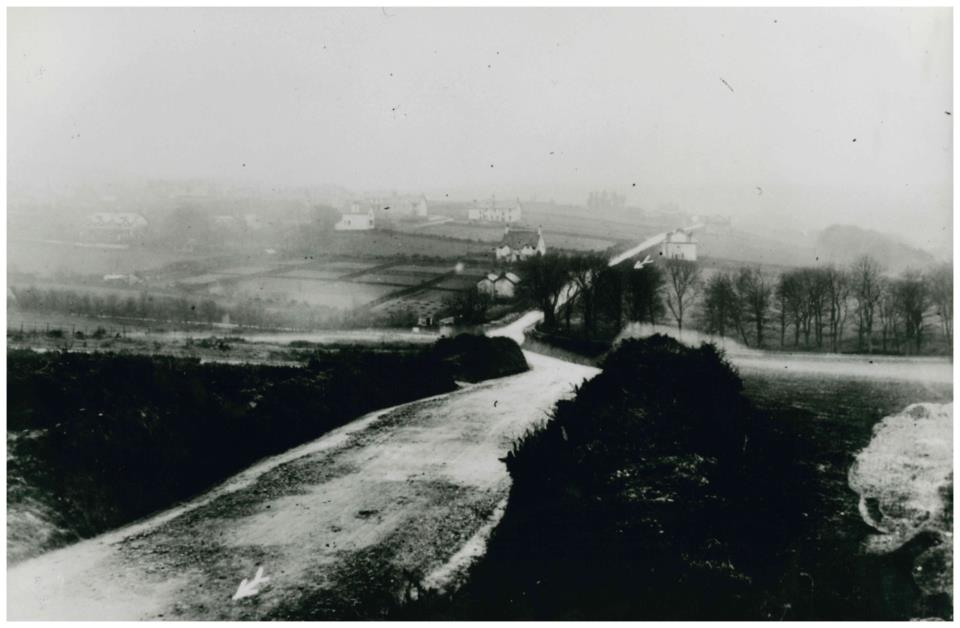
Bray Hill, nu in het hartje van Douglas, was in 1911 nog een zandweg buitenaf met een gevaarlijke S-bocht
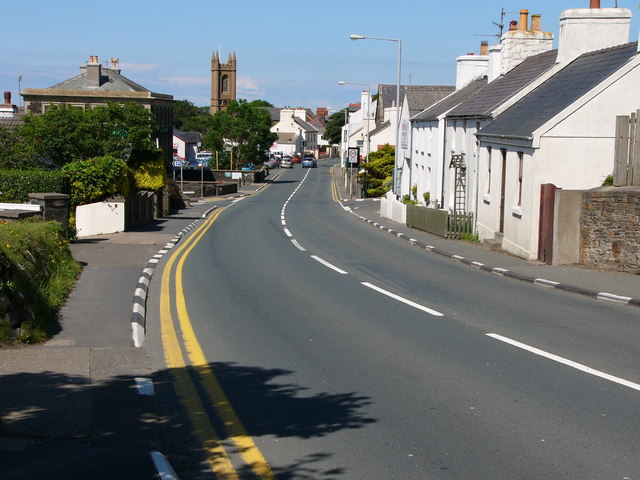
Huizen, muren en trottoirbanden in Kirk Michael.
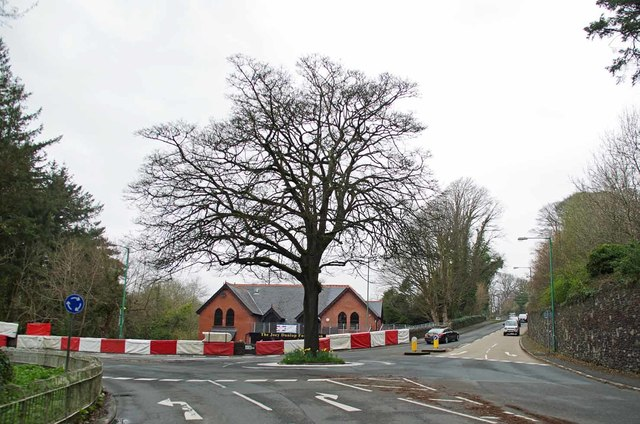
Bij Braddan Bridge staat een flinke boom in de weg, de Jubilee Oak
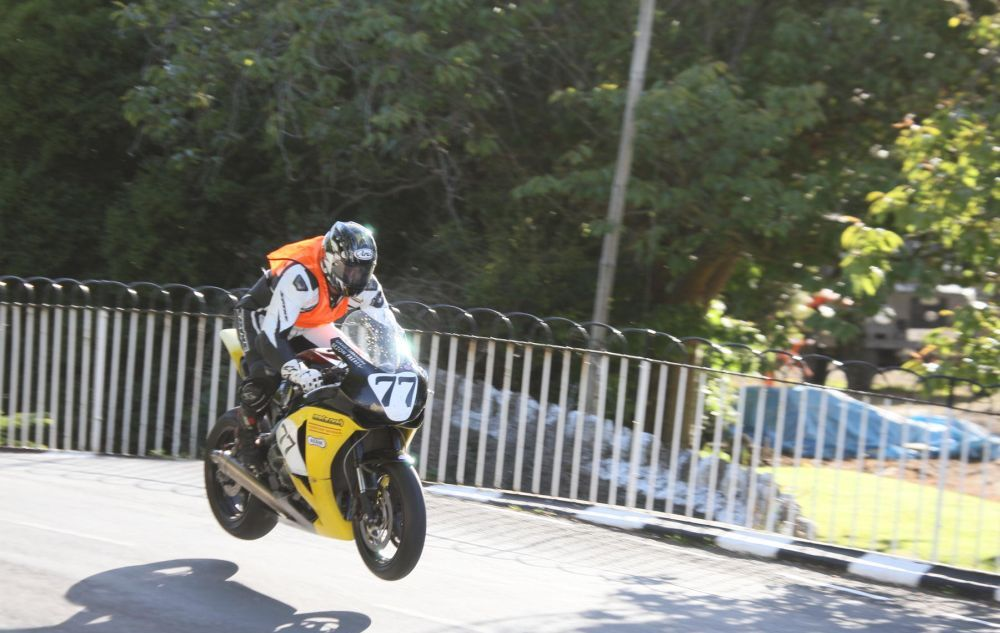
Hervé Gantner was in 2010 nog een nieuwkomer (getuige het rode hesje). Toch maakte hij de sprong op Ballaugh Bridge.

### Het weer
Vanzelfsprekend is regen op het eiland Man heel gewoon. Het komt ook op andere circuits voor en de coureurs kunnen er rekening mee houden. De vele klassen maken met hun grote deelnemersveld echter ook veel trainingen nodig, die daarom vaak in de vroege ochtend begonnen. Op het noordelijke deel tussen Ballaugh en Ramsey reden coureurs dan ruim 10 kilometer tegen de laagstaande zon in, waardoor veel ongelukken gebeurden. Daarom werden ochtendtrainingen later verboden, maar soms "oefenden" coureurs de route toch in die periode, buiten de officiële trainingen om. Op het oostelijk deel tussen Ramsey en Douglas (de "Mountain Section") gebeurden veel ongelukken door de dikke mist, die "Mantle of Mona" wordt genoemd. Hier gebeurden ook regelmatig "niet opgemerkte ongelukken" omdat er niemand in de buurt was die een coureur zag vallen. Dat werd in eerste instantie opgelost door er extra marshalposten te plaatsen, later door trainingen en races bij mist te verbieden. Tegenwoordig wordt dat bepaald door het zicht dat de reddingshelikopters nodig hebben. Op de Mountain Section is tussen Water Works Corner en Hillberry Corner 18 kilometer lang nauwelijks begroeiing. Hier ligt dan ook "Windy Corner", want de wind heeft hier vrij spel.

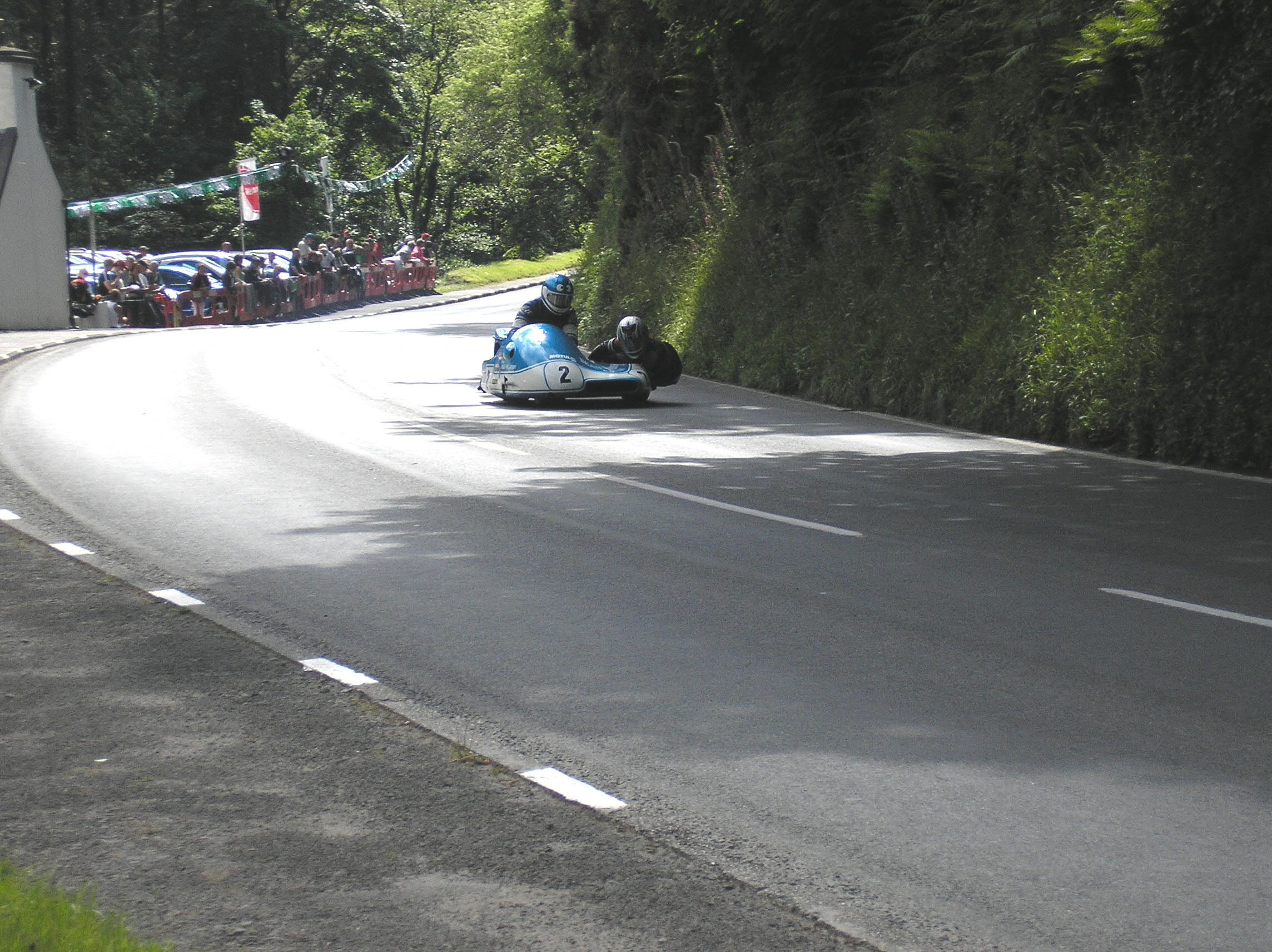
The Black Dub is typerend voor de westkant van het circuit, met bomen, lang nat blijvende wegen, trottoirs en rotspartijen.
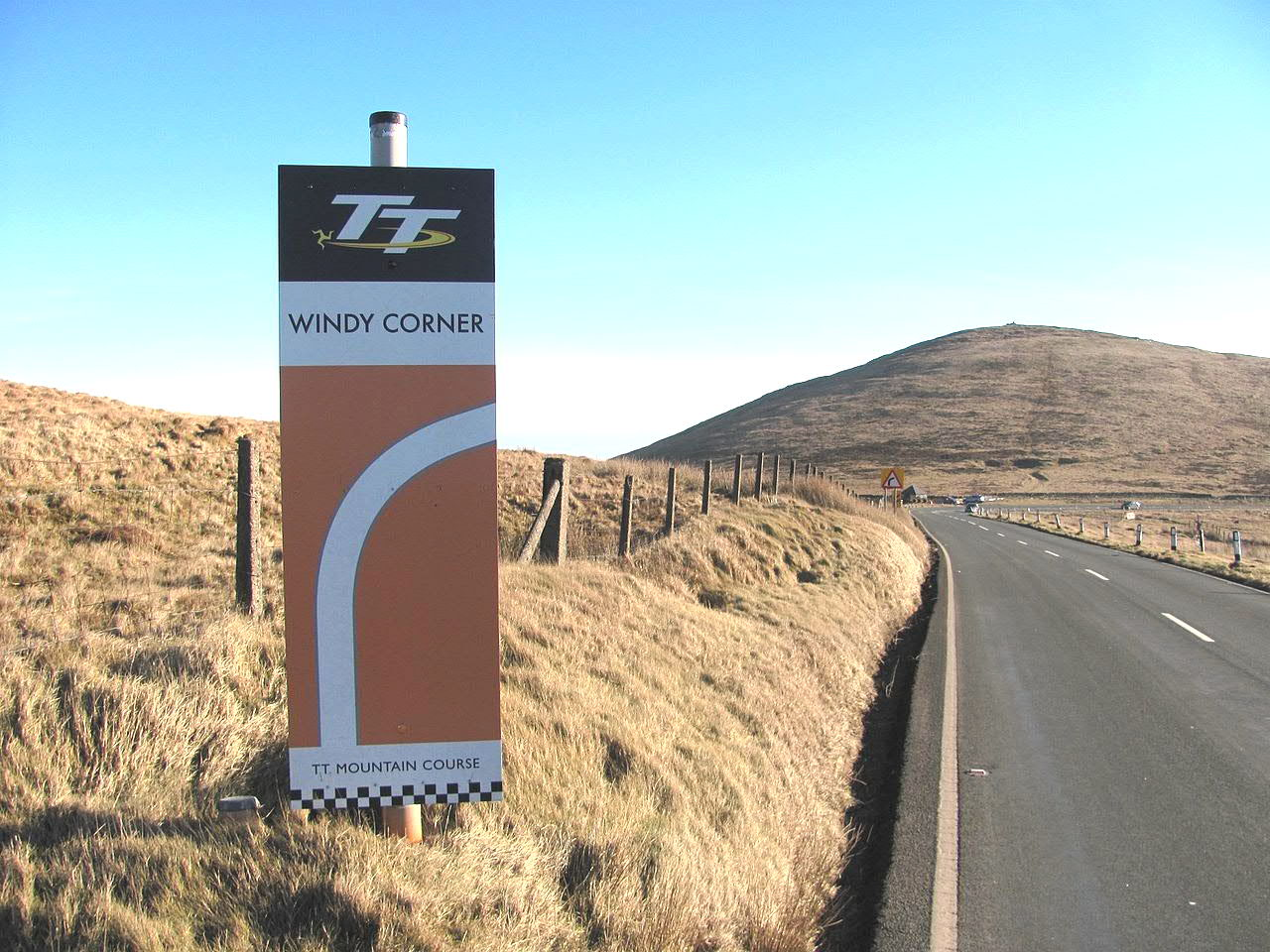
Windy Corner typeert de oostkant van het circuit. Open en blootgesteld aan weer en wind.

### Beschermende kleding

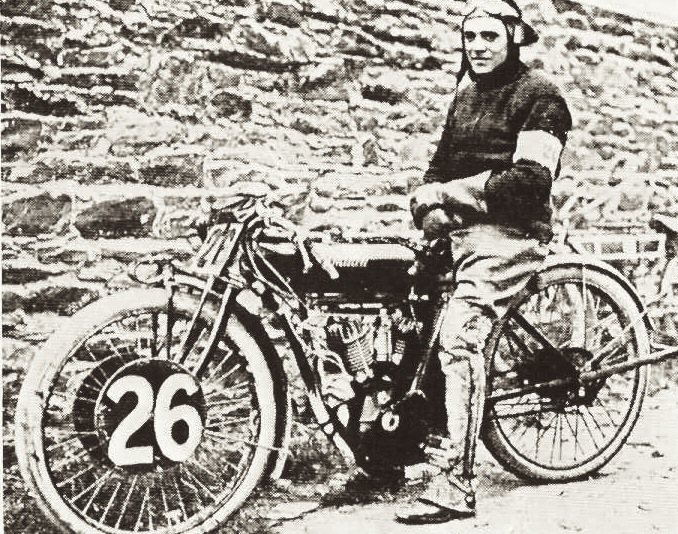
vliegenierskapje en wollen trui; Oliver Godfrey, winnaar van de Senior TT van 1911

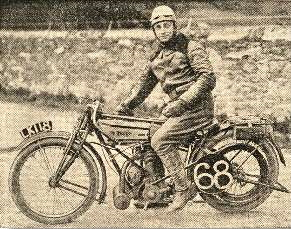
Cyril Pullin won de Senior TT van 1914 mét verplichte helm

De eerste bescherming kwam al in 1914, nadat Dr. Eric Gardner de Auto-Cycle Union had overtuigd van het nut en een Mr. Moss opdracht had gegeven 94 motorhelmen van canvas en schellak te produceren. De coureurs waren niet overtuigd, maar de helmen werden verplicht gesteld en later schreef de Medical Officer van de TT aan dr. Gardner dat hij voor het eerst geen hersenschuddingen had geconstateerd. De coureurs hadden in die tijd nog geen beschermende kleding, maar na de Eerste Wereldoorlog was leren motorkleding al gemeengoed bij de TT. In races op het Europese vasteland werd toen nog veel geracet met wollen truien, waar men het merk van de motorfiets in kon breien. Zowel de helmen als de kleding werden in de volgende decennia verbeterd. Desondanks verongelukte de Australiër Laurie Boulter in 1954 toen hij buiten de officiële training om het circuit ging verkennen. Daarvoor was een helm niet verplicht en dat werd hem fataal.

### Het gewone verkeer

Het gewone verkeer moet tussen de races door de wegen kunnen gebruiken. Dit is de A3 in Ballaugh

Het gewone verkeer heeft nog slechts indirect invloed op het verloop van de races, in die zin dat het hele circuit uit openbare wegen bestaat, met wegmarkeringen en rotondes, maar ook troittoirbanden en een enkele vluchtheuvel. In het verleden waren de wegen tijdens de trainingen nog open voor het normale verkeer. Nadat Archie Birkin in 1927 verongelukte toen hij een viskar probeerde te ontwijken werden de wegen voor het openbare verkeer gesloten. In het verleden was het bij kruispunten weleens glad door uit auto's gelekte motorolie, maar met de moderne auto's is dat verleden tijd.

### Dieren
In de eerste jaren kon het nog voorkomen dat coureurs ontsnapte schapen op hun weg vonden. Niet iedereen maakte de talloze schaapspoorten dicht en soms sprong een schaap ook over de omheining van de wei. Verder had men nog tot kort voor de Tweede Wereldoorlog last van lekke banden door verloren hoefnagels van paarden. Tot dodelijke ongevallen leidde dat allemaal niet, maar dat gebeurde wel tijdens de Junior TT van 1986. Gene McDonnell werd het slachtoffer van een zeer bizar ongeluk. Na een val van Brian Reid bij Ballaugh Bridge werd Reid, die een sleutelbeen had gebroken, opgehaald door een helikopter die naast de baan landde. Een pony schrok van de helikopter en sprong over een aantal afrasteringen de weg op. McDonnell kon het dier niet meer ontwijken en rijder en pony werden op slag gedood.

### Veiligheidsmaatregelen
Behalve de beschermende kleding voor de coureurs, neemt de organisatie zo veel mogelijk beveilingsmaatregelen, maar ze is daarin beperkt door de tijdelijke status van het circuit, dat tussen trainingen en races door weer bruikbaar moet zijn voor het normale verkeer. Permanente beveilingsmaatregelen zijn nauwelijks mogelijk, maar - zoals bijvoorbeeld geleiderails - ook niet altijd wenselijk. Waar mogelijk worden muren, telegraafpalen en bomen voorzien van strobalen, zandzakken of kleine airfences, maar de bescherming is altijd beperkt doordat coureurs niet zelden over de bescherming heen "gelanceerd" worden. Verder is zowel trainen als racen verboden als de reddingshelikopters door slecht zich niet kunnen vliegen. Langs het hele parcours zijn marshals geplaatst, indien nodig in speciaal gebouwde "shelters" met telefoon- en radioverbindingen en soms zelfs een klein weerstation. Travelling marshals zijn voorzien van snelle motoren en kunnen ook snel op de plaats van een ongeval zijn om daar als "incident manager" de zaken te regelen en eerste hulp te verlenen. Langs het hele circuit zijn EHBO-posten ingericht. Publiek wordt op gevaarlijke plaatsen niet toegelaten. 

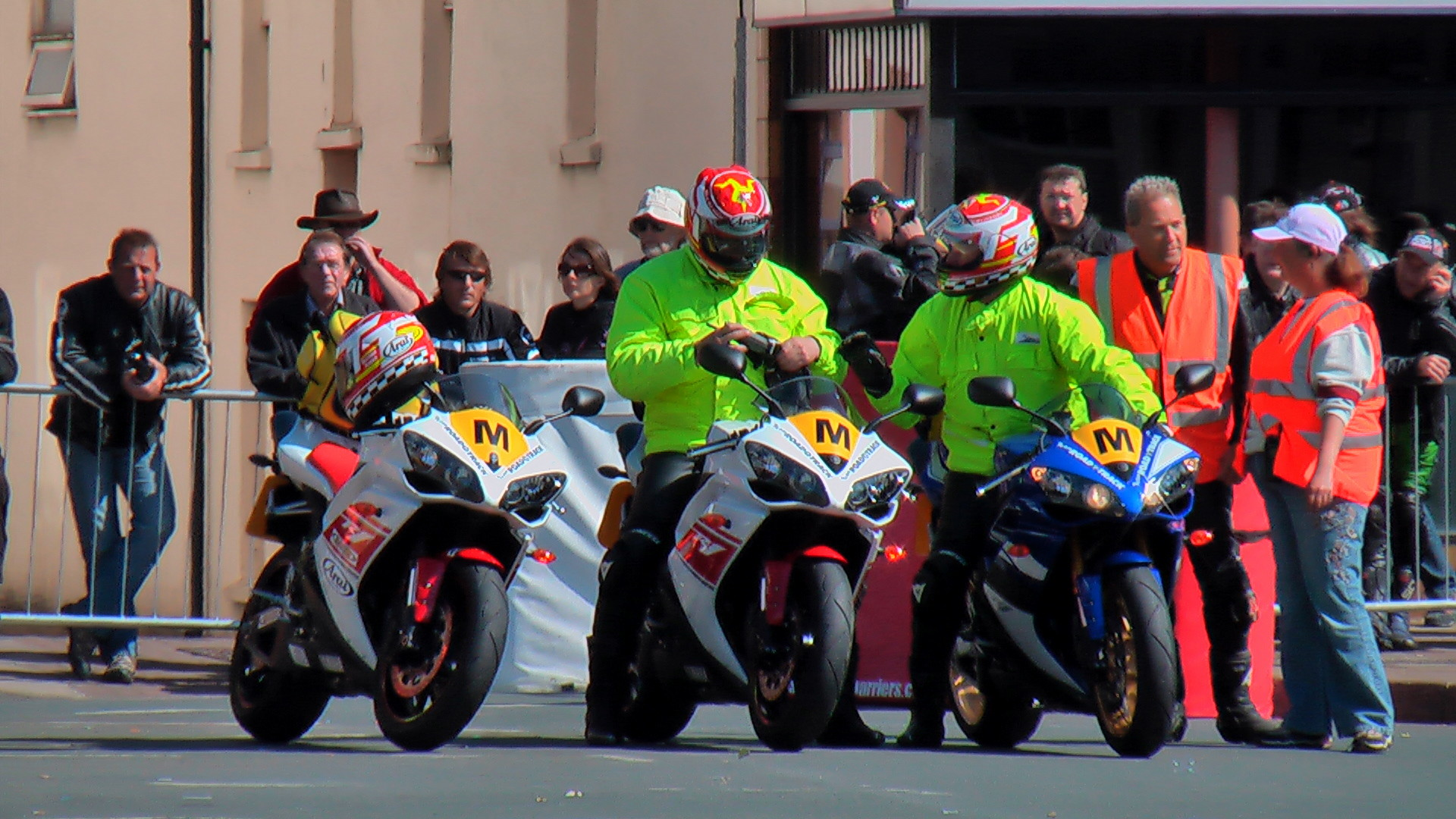
Travelling marshals bij Parliament Square in Ramsey. De gele EHBO-koffer zit achterop
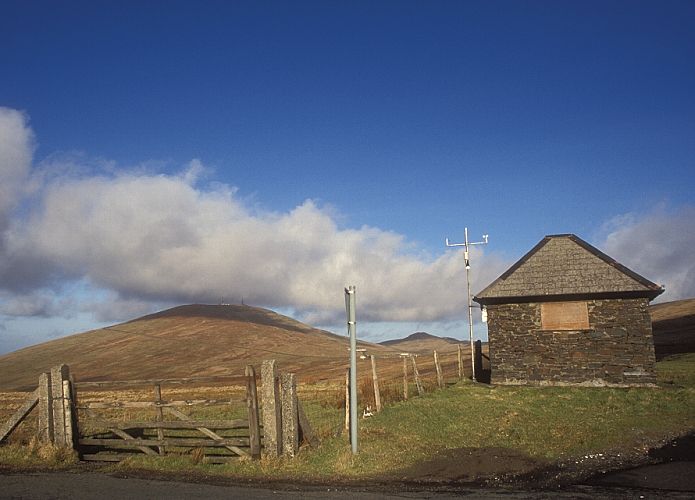
Marshal shelter annex weerstation bij Brandywell
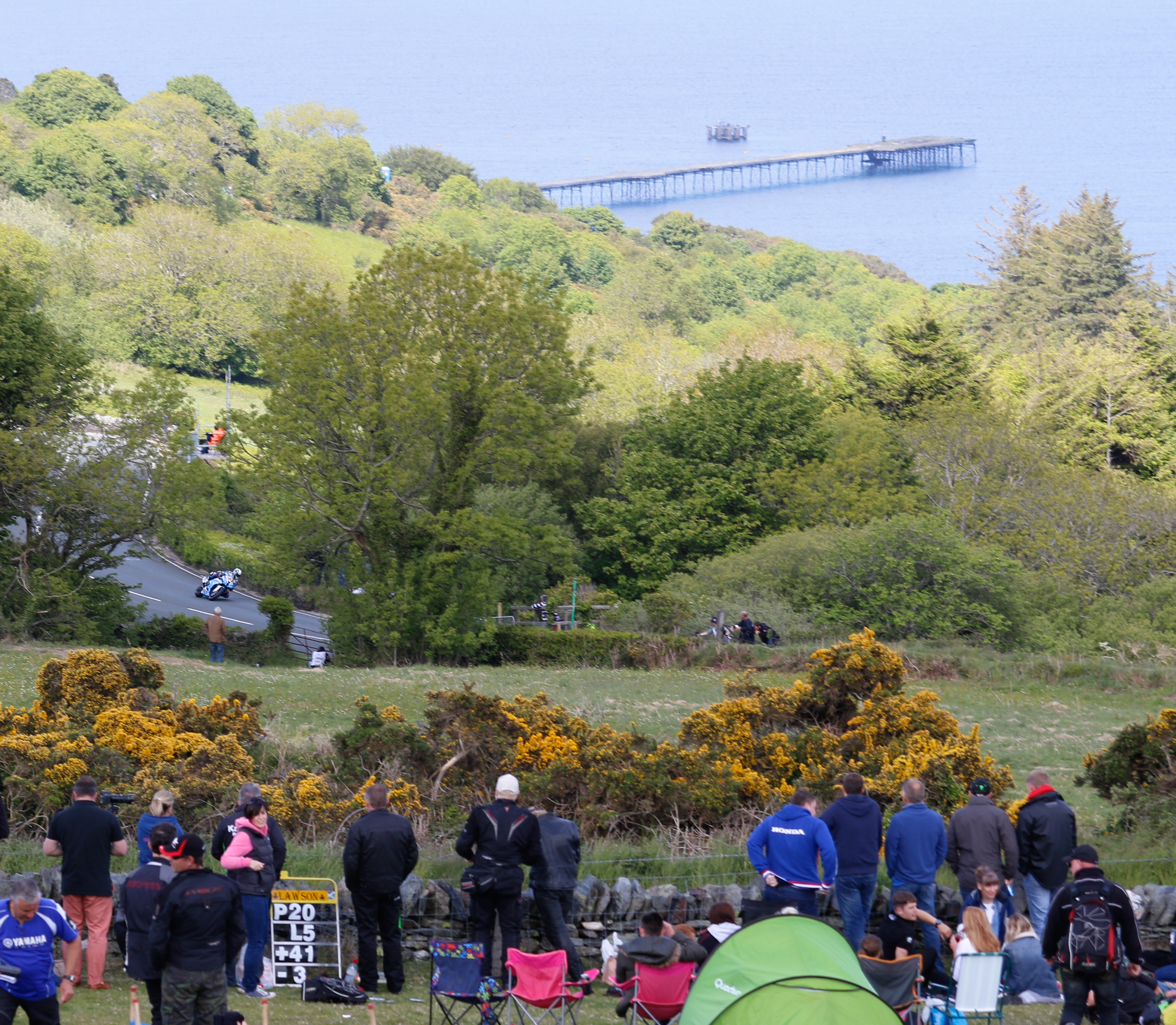
Op gevaarlijke plaatsen wordt het publiek op afstand gehouden, zoals hier bij de uitgang van de Gooseneck richting Joey's.
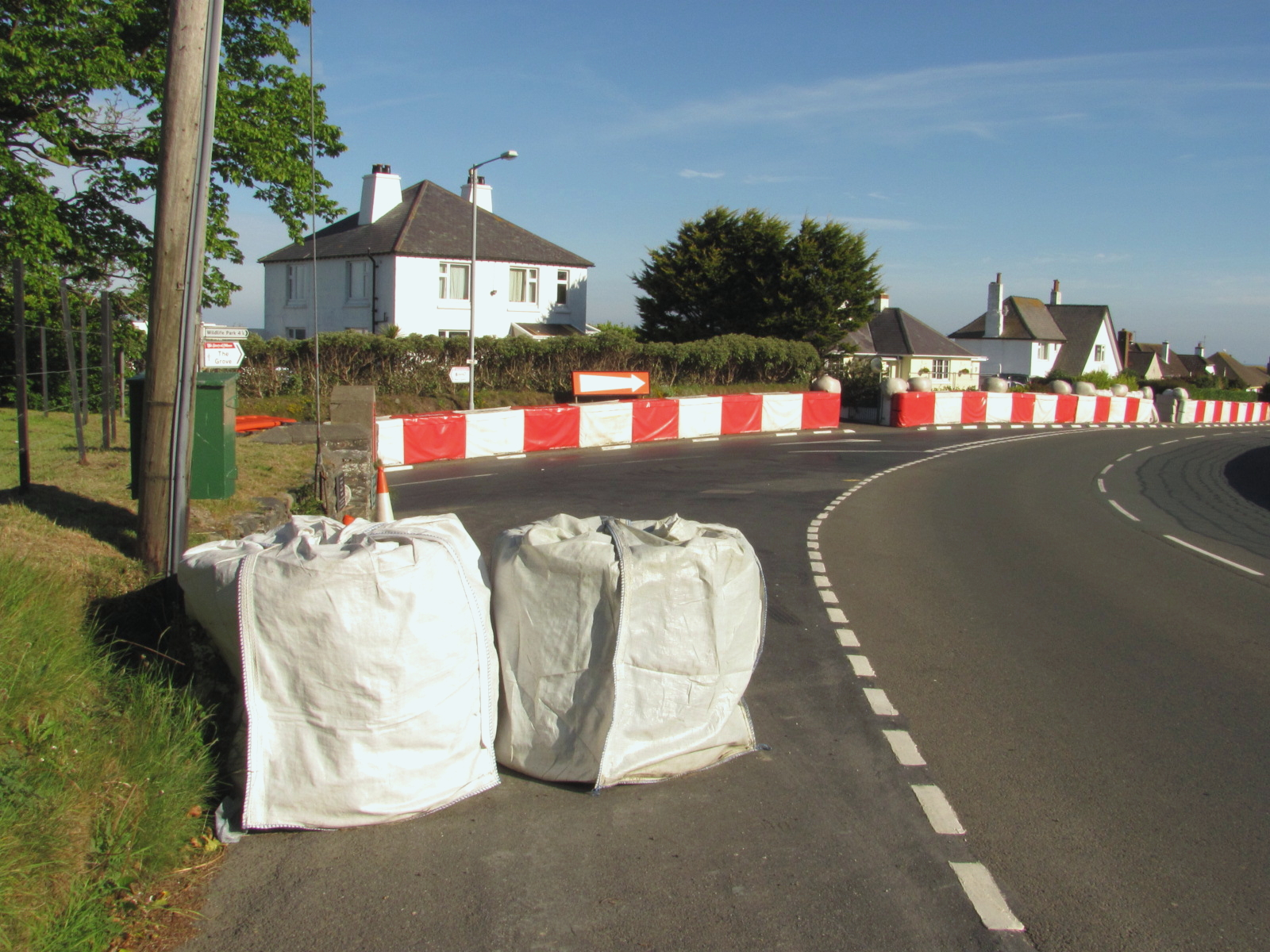
Beveiliging van Douglas Road Corner in Kirk Michael, de uitritten van de bewoners moeten vrij blijven.
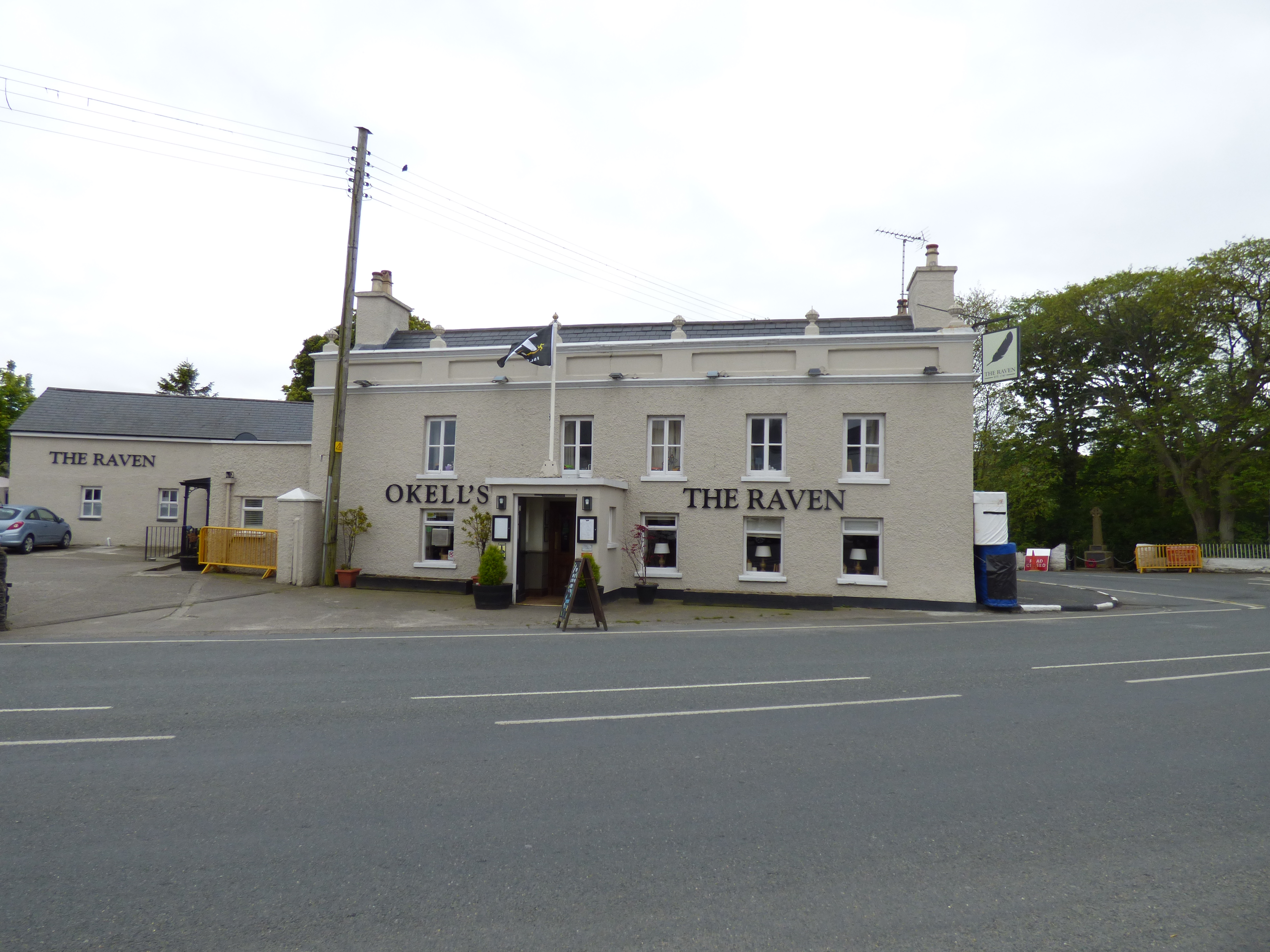
The Raven Hotel bij Ballaugh Bridge in 2015. Het bovenste (witte) kussen rechts tegen de gevel lag er in 2014 nog niet. Dat kostte Bob Price het leven.

#### Interval start
Een belangrijk veiligheidsaspect is de interval-start, waarbij coureurs in het verleden om de 10 seconden twee-aan-twee en later individueel startten. Het zorgt ervoor dat crashes in een groep, waarbij meerdere slachtoffers mogelijk zijn, vrijwel uitgesloten zijn. Inhalen komt dan ook niet vaak voor, maar is niet uitgesloten.

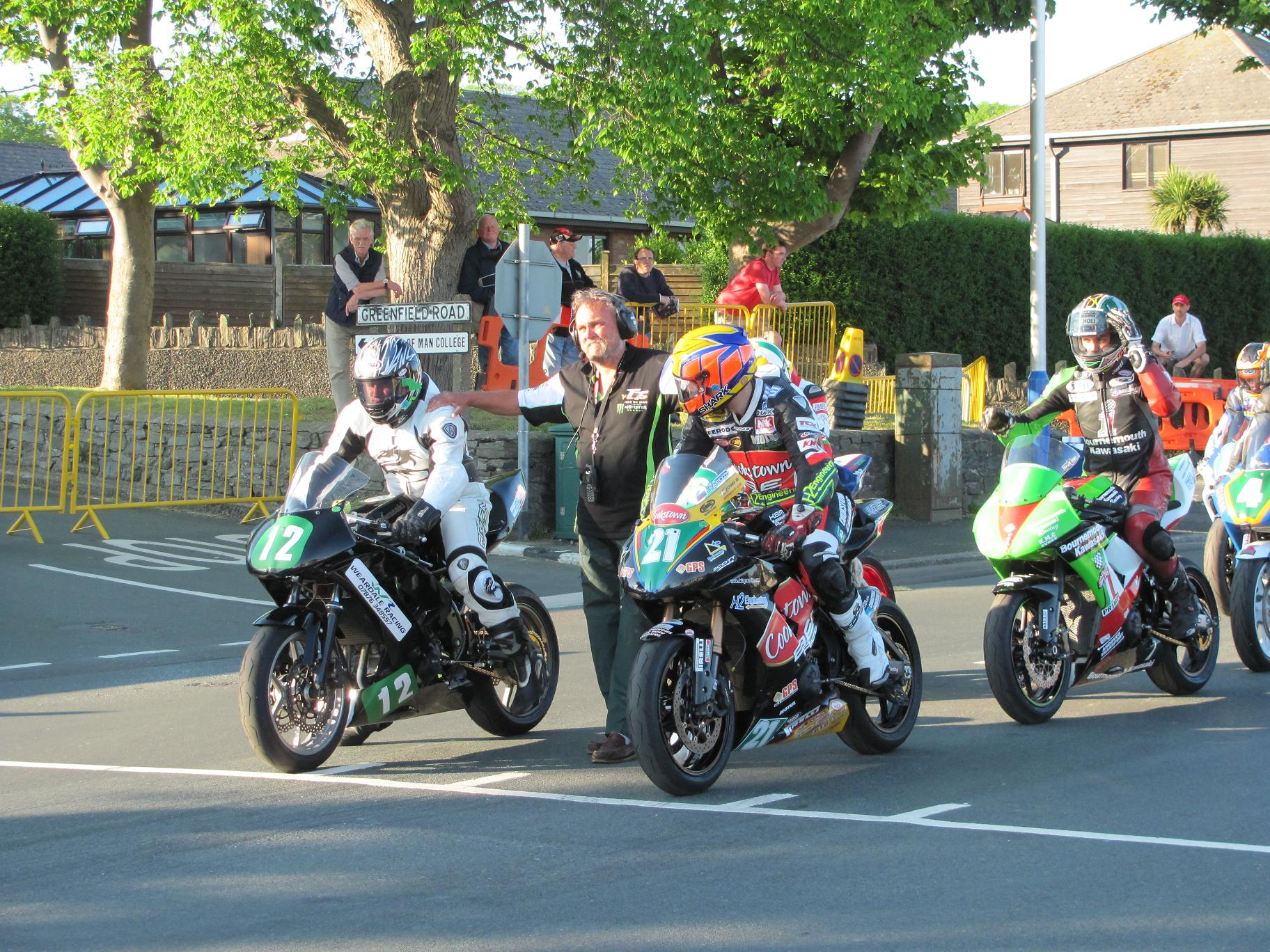
Start bij de training: twee-aan-twee
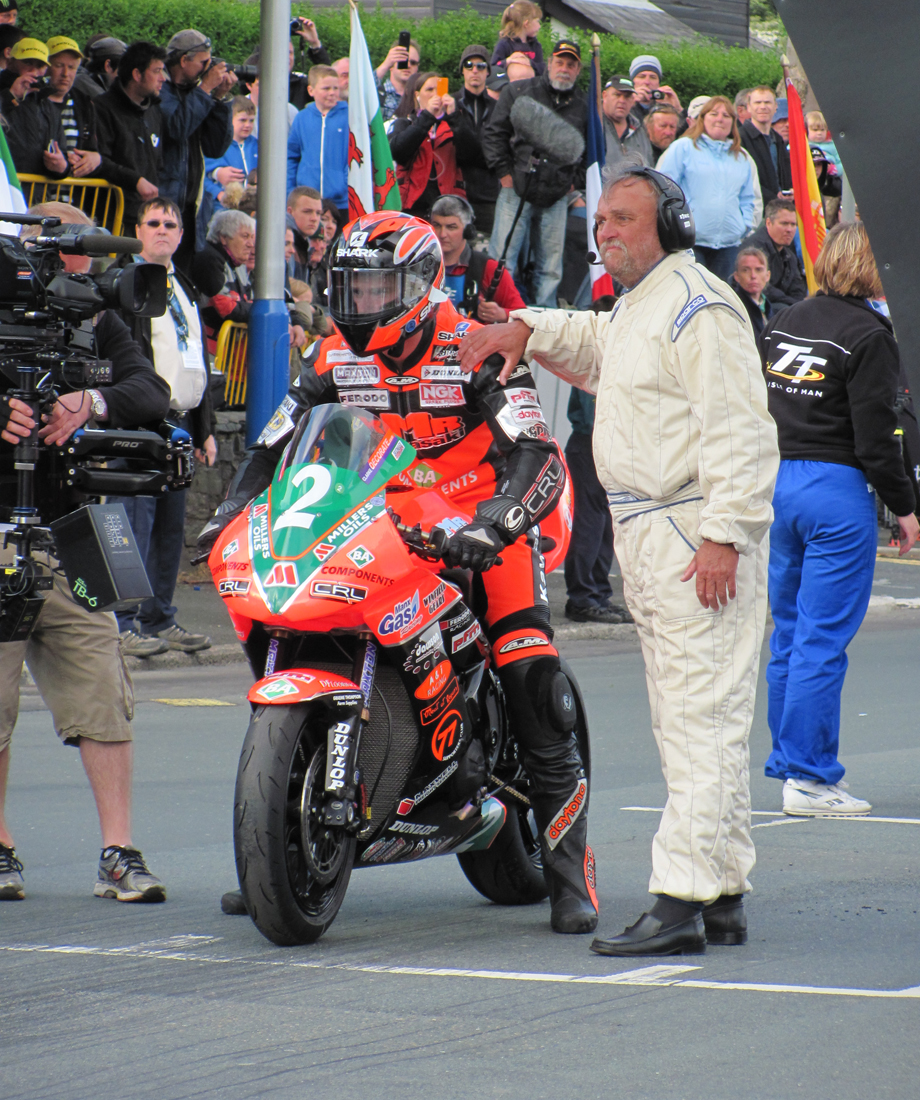
Start bij de race: een voor een

## Verlies van de WK-status

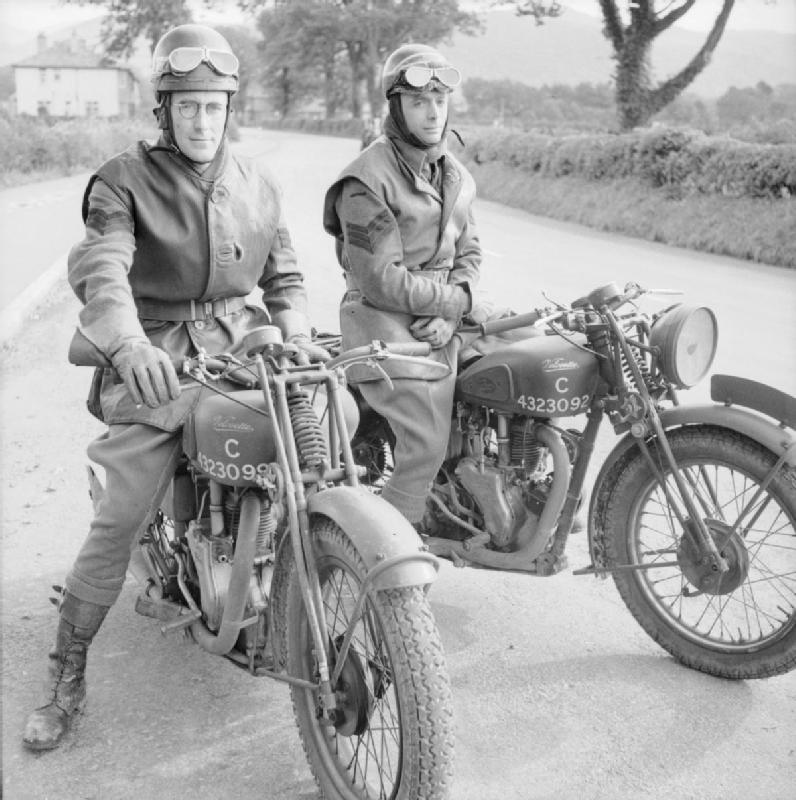
Freddie Frith (rechts) won de allereerste WK-race, de Junior TT van 1949.

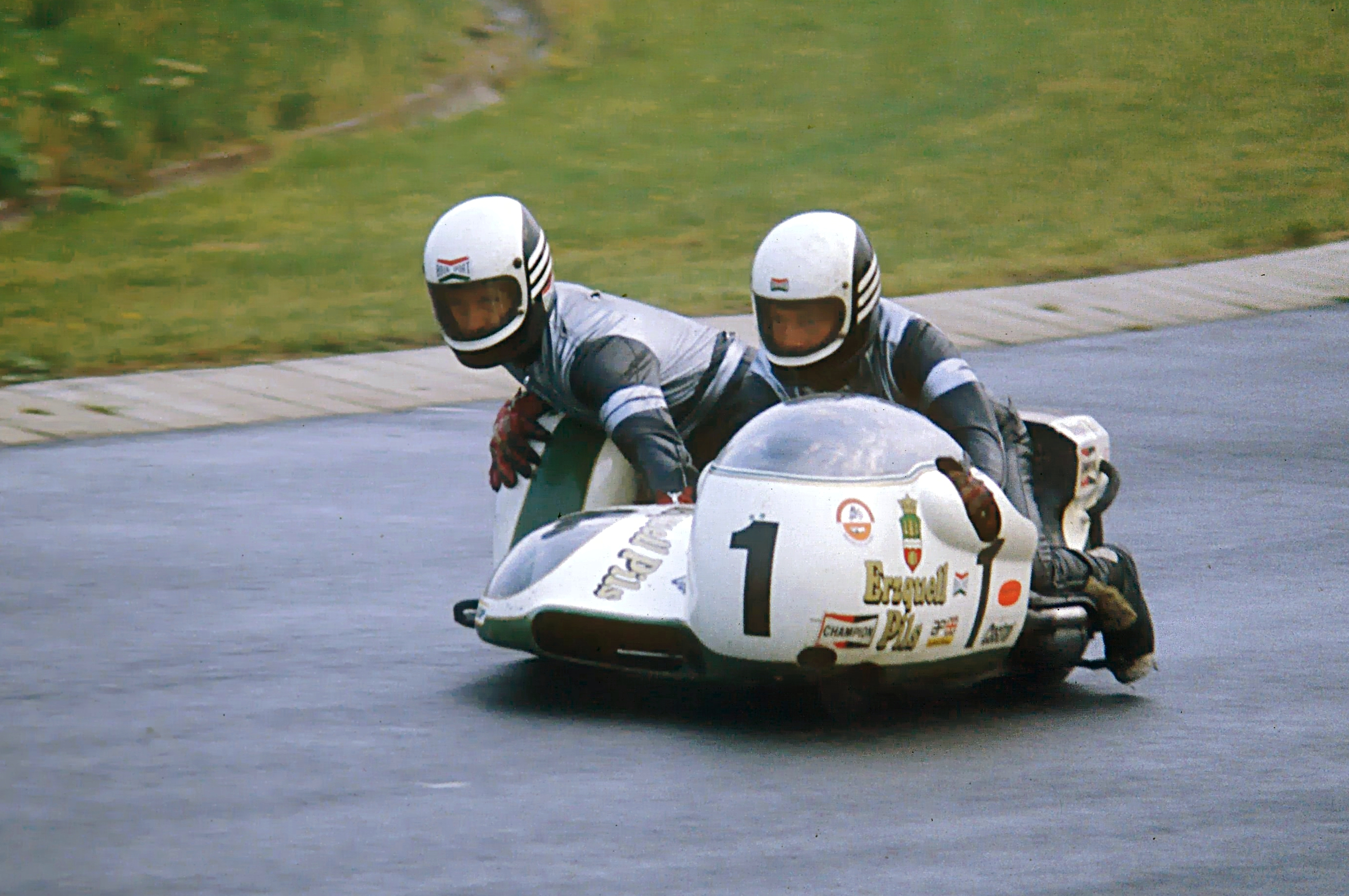
Rolf Steinhausen en Sepp Huber wonnen de laatste WK-race op Man, de Sidecar 500 cc TT van 1976

De Isle of Man TT had vanaf het begin deel uitgemaakt van het wereldkampioenschap wegrace. Sterker: de allereerste WK-race was de Junior TT van 1949. Begin jaren zeventig begonnen steeds meer coureurs en teams in te zien dat de Mountain Course te gevaarlijk was. Na de dood van Santiago Herrero in 1970 spraken de drie leidende 125cc-coureurs Gilberto Parlotti, Ángel Nieto en Dave Simmonds af om in 1971 niet naar Man te reizen. Tijdens het FIM-congres in oktober kreeg de organisatie van de TT de onmogelijke opdracht om het circuit veiliger te maken. Parlotti kwam in 1972 terug en verongelukte ook. Daarop volgde in 1973 een algehele boycot van de topcoureurs (met uitzondering van de zijspanklasse), waardoor de TT van Man degradeerde tot een nationale race. Zo scoorden onbekende coureurs hun WK-punten, tot de Fédération Internationale de Motocyclisme de WK-status in 1977 beëindigde.

## Lijst van fatale ongelukken met deelnemers
| Nr | Coureur                                   | Datum             | Plaats                             | Evenement                           | Machine                               |  |
| --- | ----------------------------------------- | ----------------- | ---------------------------------- | ----------------------------------- | ------------------------------------- |  |
| |                                           |                   |                                    |                                     |                                       |  |
| Isle of Man TT 1911, 1 slachtoffer |                                           |                   |                                    |                                     |                                       |  |
| 1 | Victor Surridge                           | 27 juni 1911      | Creg Willey's Hill                 | Training Senior TT                  | Rudge-Whitworth                       |  |
| Victor John Surridge was de 19-jarige zoon van een rijwielhandelaar in Ongar, maar hij was sinds oktober 1910 ook fabriekscoureur voor Rudge, waarvoor hij op Brooklands al enkele records had gevestigd. Hij was werelduurrecordhouder voor motorfietsen tot 500 cc. Tijdens de trainingen om 05.30 in de ochtend volgde Surridge een andere rijder op korte afstand in de buurt van Creg Willey's Hill. Surridge vloog uit de bocht in een greppel en daarna tegen een stenen muur. Hij kreeg zijn machine bijna onder controle, maar raakte de muur opnieuw. Hij werd van zijn motor geworpen en landde op zijn hoofd. Hij werd naar het Glen Helen hotel gebracht, waar hij overleed. Het team van Rudge was ook in het Glen Helen Hotel ondergebracht. De dood van Surridge leidde tot een boycot van de TT van Man door een aantal Britse motorfietsmerken in 1912. |                                           |                   |                                    |                                     |                                       |  |
| Isle of Man TT 1913, 1 slachtoffer |                                           |                   |                                    |                                     |                                       |  |
| 2 | Frank Bateman                             | 6 juni 1913       | Creg-ny-Baa                        | Senior TT                           | Rudge Multi                           |  |
| Frederick Richard "Frank" Bateman was testrijder voor Rudge. In 1913 werden de races verlengd, maar ook opgedeeld in twee dagen. Op de eerste dag van de Senior TT eindigde Bateman na drie ronden als tweede achter Tim Wood (Scott). Op de tweede dag startte hij als tweede, Wood kreeg motorpech bij Ballacraine waardoor Bateman de leiding nam. In de tweede ronde (feitelijk de vijfde) rond 10.00 uur naderde hij Keppel Gate, op korte afstand gevolgd door Alfred Alexander (Indian). Batemans machine kwam waarschijnlijk in een karrenspoor terecht, waardoor de achterband klapte. Bateman werd over het stuur geworpen en landde op zijn hoofd aan de linkerkant van de weg. Hij werd met een schedelbasisfractuur naar Noble's Hospital in Douglas gebracht, waar hij om 21.40 uur overleed. Hoewel hij pas 23 jaar oud was, was hij een ervaren coureur die op Brooklands zijn sporen verdiend had. Hij woonde in Coventry en liet zijn vrouw Laura en zijn vijf maanden oude zoon Frederick achter. Frank Bateman werd naast zijn vader William Bateman en zijn moeder Jane Needham Bateman begraven op het kerkhof van All Saints Church in Coventry. |                                           |                   |                                    |                                     |                                       |  |
| Isle of Man TT 1914, 1 slachtoffer |                                           |                   |                                    |                                     |                                       |  |
| 3 | Frank Walker, † 24 mei                    | 19 mei 1914       | Ballaquayle Road                   | Junior TT                           | Enfield 3½ HP                         |  |
| Frederick ("Frank") James Walker was een nieuwkomer op de TT van Man. Hij was hoedenmaker in County Dublin, dat toen nog deel uitmaakte van het Verenigd Koninkrijk. Ondanks zijn gebrek aan kennis van het circuit leidde hij op 19 mei de Junior TT gedurende de eerste drie ronden. In de laatste ronde viel hij meerdere malen door bandenproblemen. Eerst bij Hillberry Corner, toen hij eerst een graswal raakte en in een goot terecht kwam en viel. Hij stapte weer op om vervolgens bij Willaston Corner in Douglas opnieuw te vallen door geblokkeerde remmen. Hij raapte zijn machine opnieuw op om achter de AJS-rijders Eric Williams en Cyril Williams derde te worden. Nadat hij de finish passeerde sloeg hij echter niet rechtsaf naar Bray Hill, maar hij reed volgas rechtdoor langs St Ninian's Church, waar hij op een houten wegafzetting botste. Hij werd uit het zadel geworpen en viel op zijn hoofd. Hij overleed vijf dagen later op 24 mei in Noble's Hospital. |                                           |                   |                                    |                                     |                                       |  |
| Isle of Man TT 1923, 1 slachtoffer |                                           |                   |                                    |                                     |                                       |  |
| 4 | Jimmie Veasey                             | 15 juni 1923      | Greeba Bridge                      | Senior TT                           | Douglas RA 23                         |  |
| Motoragent James Henry Herbert ("Jimmie") Veasey uit Barnstaple reed voor het eerst op Man. Het was grijs en somber weer en een half uur na de start van de eerste rijders in de Senior TT van 1923 begon het te regenen. In zijn tweede ronde verloor hij de controle over zijn machine, raakte een boom en vloog tegen een stenen muur bij Greeba Bridge met een snelheid van ongeveer 100 km/uur. Hulpverleners vonden hem boven op zijn machine, gedood door een nekbreuk. Hij liet zijn vrouw Nan en tweejarige dochter Pat achter. |                                           |                   |                                    |                                     |                                       |  |
| Manx Amateur Road Race Championship 1923, 1 slachtoffer |                                           |                   |                                    |                                     |                                       |  |
| 5 | Ned Brew                                  | 15 september 1923 | Hillberry Corner                   | Training                            | Frera 500SS V4                        |  |
| Edward Caesar ("Ned") Brew woonde op het eiland Man en werkte daar als chauffeur. Op 15 september trainde hij voor de Senior Race van het allereerste Manx Amateur Road Race Championship die op 20 september zou plaatsvinden. Zijn 500cc-Frera was de enige niet-Britse machine die was ingeschreven. Volgens een ooggetuige zwaaide hij naar zijn zuster die voor het ouderlijk huis bij Hillberry Corner stond. Zijn machine begon te slingeren en Brew viel, waarbij hij een schedelfractuur opliep. Hij overleed enkele uren later in Noble's Hospital in Douglas. |                                           |                   |                                    |                                     |                                       |  |
| Manx Amateur Road Race Championship 1925, 1 slachtoffer |                                           |                   |                                    |                                     |                                       |  |
| 6 | James Temple                              | 31 augustus 1925  | Glentramman                        | Training                            | Norton Model 18                       |  |
| James Thomas Arthur Temple was een bekende rijder in de jaren twintig. Op 19 augustus 1925 had hij een wereldsnelheidsrecord gevestigd in Linas-Montlhéry (Frankrijk) met 160,118 km/uur. Twee weken later, tijdens de MARRC trainde hij met zijn 500cc-Norton op Man. Hij raakte een stenen muur bij Glentramman, verloor de controle over zijn machine en vloog tegen een telegraafpaal. Hij was op slag dood. |                                           |                   |                                    |                                     |                                       |  |
| Isle of Man TT 1927, 2 slachtoffers |                                           |                   |                                    |                                     |                                       |  |
| 7 | Archie Birkin                             | 7 juni 1927       | Rhencullen                         | Training                            | 500cc-McEvoy                          |  |
| Charles Archibald Cecil ("Archie") Birkin was een broer van autocoureur Tim Birkin, een van de beroemde Bentley Boys. In 1927 werden de wegen nog niet afgesloten tijdens de trainingen. Archie Birkin probeerde een visleverancier te ontwijken, reed tegen een muur en was op slag dood. De plaats van het ongeval kreeg later de naam "Birkin's Bend". Vanaf 1928 werd het circuit tijdens trainingen gesloten voor het normale verkeer. |                                           |                   |                                    |                                     |                                       |  |
| 8 | Jack Cooke, † 16 juni                     | 15 juni 1927      | East Mountain Gate                 | Lightweight TT                      | 250cc-DOT                             |  |
| De Mountain Section is grofweg 18 kilometer lang. Toen motorfietsmonteur John ("Jack") Cooke uit Birkenhead om half elf 's ochtends viel lag hij bewusteloos op de weg. Leonard Higson vond hem en legde hem in de berm, waarna hij hulpverleners bij de Bungalow ging waarschuwen. Die moesten minstens drie kilometer met een draagbaar naar het slachtoffer lopen. Dokter Rentoul had dienst bij Creg-ny-Baa en moest binnendoor met de auto naar de plaats van het ongeval. Hij kwam de hulpverleners met Cooke op de draagbaar tegen. Cooke werd met de Snaefell Mountain Railway naar Laxey gebracht en daarna met een ambulance naar Douglas. Hij arriveerde in Noble's Hospital vier uur na zijn val en overleed een dag later. |                                           |                   |                                    |                                     |                                       |  |
| Isle of Man TT 1929, 2 slachtoffers |                                           |                   |                                    |                                     |                                       |  |
| 9 | Cecil Ashby                               | 10 juni 1929      | Ballacraine                        | Junior TT                           | 350cc-New Imperial                    |  |
| Cecil Thomas Ashby was een 32 jaar oude garagehouder uit Kingston upon Thames en een ervaren motorcoureur. Hij nam al sinds 1924 deel aan de TT van Man en andere races in het VK, maar ook in Europa. Hij was in 1927 op de Nürburgring Europees kampioen 250 cc geworden en herhaalde die prestatie in 1928 op het Circuit de Meyrin in Genève. In de vierde ronde van de Junior TT van 1929 raakte een deel van zijn motor (de voetsteun of de uitlaat) de grond bij het aansturen van de bocht bij Ballacraine. Ashby werd over het stuur geworpen en landde op de weg, waarbij hij verwondingen aan het gezicht en het hoofd opliep. Hij werd bewusteloos naar Noble's Hospital gebracht, waar hij om 17.00 uur overleed door een schedelfractuur. Ashby liet zijn echtgenote Mary achter, met wie hij in 1928 gehuwd was. |                                           |                   |                                    |                                     |                                       |  |
| 10 | Doug Lamb                                 | 14 juni 1929      | Greeba Bridge                      | IOMTT Senior TT                     | Norton CS1                            |  |
| George Douglas Forbes ("Doug") Lamb (22) verongelukte in zware regen bij Greeba Bridge. Hij vloog in een heg en werd verpletterd door zijn eigen motorfiets. Hij brak zijn nek en zijn kaak, zijn ruggengraat was gebroken en ribben doorboorden zijn long. Bij Bungalow kreeg hij eerste hulp van een arts, maar hij kon pas vijf uur later, na afloop van de race, naar Noble's Hospital worden gebracht. Hij overleed 's avonds om tien voor negen. |                                           |                   |                                    |                                     |                                       |  |
| Isle of Man TT 1931, 1 slachtoffer |                                           |                   |                                    |                                     |                                       |  |
| 11 | Freddie Hicks                             | 19 juni 1931      | Union Mills                        | Senior TT                           | AJS Model S10                         |  |
| Frederick George ("Freddie") Hicks was een ervaren coureur, die met een 350cc-Velocette KTT Mk I in 1929 de TT van Assen, de Junior TT en de Franse Grand Prix in Le Mans won. Bovendien werd hij in L'Ametlla del Vallès Europees kampioen in de klasse zijspannen tot 350 cc. In 1930 won hij de Franse GP in Pau. In 1931 reed hij voor AJS, waar was aangenomen als experimental manager. Hij was tijdens de Junior TT uitgevallen met pech. Tijdens de vijfde ronde Senior TT van 1931 kwam hij ten val in Union Mills. Hij reed op dat moment op de vierde plaats, in achtervolging op de Norton CS1-rijders Percy "Tim" Hunt, Jimmie Guthrie en Stanley Woods. Daarbij had hij in de tweede ronde een nieuw record van 77,46 mph (124,63 km/h) gevestigd. Hicks crashte in de voordeur van de Central Stores, een winkel in het centrum van Union Mills en was vrijwel op slag dood door een schedelfractuur en een gebroken nek. Hij liet zijn vrouw Eva Rosalie, die de races bijwoonde, achter. Over zijn leeftijd zijn bronnen het niet eens. Waarschijnlijk was Hicks 29 jaar oud, maar ook 30 en 32 jaar worden genoemd. Freddie Hicks werd begraven op het kerkhof van St James the Great in de wijk Shirley in Solihull. Daar staat een klein monumentje dat bestaat uit een stenen helm en twee gekruiste, stenen handschoenen. |                                           |                   |                                    |                                     |                                       |  |
| Isle of Man TT 1933, 1 slachtoffer |                                           |                   |                                    |                                     |                                       |  |
| 12 | Frank Longman                             | 14 juni 1933      | Glentramman                        | Lightweight TT                      | Excelsior                             |  |
| Frank Augustus Longman (39) was een ervaren rijder, met 29 starts in de TT tussen 1921 en 1933 waarbij een overwinning en twee Europese titels. Sinds 1929 maakte hij deel uit van het Excelsior-farieksteam. Hij crashte met zijn 250cc-Excelsior tijdens de Lightweight TT bij Glentramman en was op slag dood. |                                           |                   |                                    |                                     |                                       |  |
| Manx Grand Prix 1933, 1 slachtoffer |                                           |                   |                                    |                                     |                                       |  |
| 13 | Arthur Pilling                            | 31 augustus 1933  | Hillberry Corner                   | Training Senior Race                | Norton International Model 30         |  |
| Arthur Pilling, een 31-jarige electriciën, begon licht geblesseerd aan zijn eerste TT, nadat hij drie weken eerder in de buurt van zijn woonplaats Huddersfield een ongeluk had gehad. Pilling was een geoefend wielrenner maar ook Trials (betrouwbaarheidsritten)-rijder, maar dit was zijn eerste wegrace. Hij had pas drie oefenrondjes op de Mountain Course gereden toen de officiële training begon. In de vroege ochtend van 31 augustus begon zijn motor te slingeren toen de uitlaat over de grond schraapte. Pilling probeerde de controle te herwinnen, maar eindigde in een heg, waar hij van zijn Norton af werd geworpen. Rijder en machine gleden ongeveer 60 meter door. Pilling had verwondingen aan het hoofd, werd naar Noble's Hospital gebracht waar hij nog dezelfde ochtend overleed. |                                           |                   |                                    |                                     |                                       |  |
| Isle of Man TT 1934, 1 slachtoffer |                                           |                   |                                    |                                     |                                       |  |
| 14 | Syd Crabtree                              | 13 juni 1934      | Black Hut                          | Lightweight TT                      | Excelsior                             |  |
| Sydney Alfred ("Syd") Crabtree, een 33-jarige motoragent uit Altrincham, was gepokt en gemazeld in de wegrace. Hij reed al sinds 1922 met Sunbeam en AJS, maar hij boekte vanaf 1926 grote successen met zijn zelf ontwikkelde 250cc-Crabtree-JAP. In 1296 won hij de Ulster Grand Prix en de Grand Prix de l'UMF en in 1927 de Grand Prix van België en de Grand Prix de l'UMF. In 1928 won hij met een 250cc-Excelsior de TT van Assen, de Grand Prix van België, de Grand Prix van Duitsland en de Grand Prix de l'UMF. Bovendien werd hij Europees kampioen in de zijspanklasse tot 350 cc. In 1929 won hij met de 250cc-Excelsior de Lightweight TT en de Grand Prix de l'UMF. De Duitse Grand Prix reed hij voor de gelegenheid met een Duitse Hecker-JAP en die won hij ook. In 1930 werd hij Europees kampioen 250 cc, maar daarna begon zijn carrière te tanen. Na de eerste ronde van de Lightweight TT van 1934, die in slecht weer (mist) werd verreden, miste men Crabtree. Het was bekend dat hij om 10.40 nog langs Black Hut was gekomen, maar daarna was hij niet meer gesignaleerd. Er werd een zoekteam uitgestuurd, maar zijn levenloze lichaam werd door een toeschouwer bij The Verandah gevonden. Waarschijnlijk was hij door de mist gedesoriënteerd geraakt, had een ijzeren paal geraakt en was hij vrijwel onmiddellijk overleden. De discussie over de veiligheid, met name in de mist, laaide weer op en vanaf 1935 werden er Travelling marshals ingezet. |                                           |                   |                                    |                                     |                                       |  |
| Manx Grand Prix 1934, 2 slachtoffers |                                           |                   |                                    |                                     |                                       |  |
| 15 | John Gilbert                              | 3 september 1934  | Sulby Bridge                       | Training Junior Race                | Velocette KTT Mk I                    |  |
| John Charles Gilbert was slager in Londen, maar ook een ervaren grasbaanracer. In 1934 kwam hij voor het eerst naar het eiland Man. Op maandag 3 september trainde hij in hevige regen voor de Junior Race van het komende weekend. In zijn tweede ronde naderde hij Sulby Bridge te snel. Men vermoedde dat hij te laat remde voor de bocht naar rechts, wellicht door de laagstaande zon. Hij botste tegen een houten bord. Hij werd naar Ramsey Cottage Hospital gebracht waar hij aan zijn verwondingen overleed. |                                           |                   |                                    |                                     |                                       |  |
| 16 | Johnnie Williamson                        | 6 september 1934  | Kirk Michael                       | Training Senior Race                | Rudge Ulster                          |  |
| John Pritchard Williamson had drie vrije (onofficiële) trainingsronden gereden toen de echte training voor de Senior Race van de MGP begon. Rond 06.30 reed hij zijn eerste trainingsronde, vlak achter de Norton van Robert Alexander Edwards. In Kirk Michael raakte hij de achterkant van Edwards' machine. Zijn Rudge gleed weg en crashte in een muur. Williamson zelf raakte een tuinhek en stuiterde terug op de weg. Zijn schedel was verbrijzeld en hij was op slag dood. Johnnie Williamson was pas 20 jaar oud en woonde nog bij zijn ouders in Middlewich. Hij werkte als automonteur. |                                           |                   |                                    |                                     |                                       |  |
| Isle of Man TT 1935, 2 slachtoffers |                                           |                   |                                    |                                     |                                       |  |
| 17 | John MacDonald                            | 17 juni 1935      | Union Mills                        | Junior TT                           | Norton International Model 40         |  |
| John Angus MacDonald reed voor de eerste keer in de TT, maar hij was in 1934 met een Rudge al 13e geworden in de Senior Race van de Manx Grand Prix. Op 17 juni om 10.10 uur startte hij met een Norton International Model 40 in de Junior TT. In de derde ronde raakte hij de linker muur van Sulby Bridge, raakte in onbalans en reed in volle vaart tegen de rechter muur. Hij verloor zijn helm en had ernstige hoofdverwondingen. Hij overleed vrijwel onmiddellijk. Zijn jonge vrouw Nancy stond op de TT Grandstand toen het gebeurde. Drie dagen later zouden ze een jaar getrouwd geweest zijn. |                                           |                   |                                    |                                     |                                       |  |
| 18 | Doug Pirie                                | 19 juni 1935      | 33rd Milestone                     | Lightweight TT                      | New Imperial                          |  |
| Douglas Joseph ("Doug") Pirie kende de Mountain Course goed van de Manx Grand Prix, die hij al twee keer gewonnen had. In 1935 nam hij voor het eerst deel aan de TT. Hoewel de regels voor het racen in de mist na de dood van Syd Crabtree waren aangescherpt, hingen er boven de Mountain Section toch enkele mistbanken. Debutant Omobono Tenni viel bij de 32nd Milestone maar kon verder rijden. Pirie viel bij de Thirty-Third en kwam om het leven. |                                           |                   |                                    |                                     |                                       |  |
| Isle of Man TT 1938, 1 slachtoffer |                                           |                   |                                    |                                     |                                       |  |
| 19 | Jack Moore                                | 13 juni 1938      | East Mountain Gate                 | Junior TT                           | Norton International Model 40         |  |
| John ("Jack") Moore werd in de derde ronde van de Junior TT gepasseerd door Maurice Cann, maar voor de East Mountain Gate probeerde Moore zijn positie terug te winnen. Hij haalde Cann links in, met een veel hogere (te hoge) snelheid, waardoor hij de bocht naar links niet meer kon halen. Hij raakte enkele betonpalen in de buitenbocht met ongeveer 130 km/uur, werd in de lucht geworpen en landde met zijn hoofd op de weg. Hij was op slag dood. Er waren geen toeschouwers of hulpverleners ter plekke. |                                           |                   |                                    |                                     |                                       |  |
| Manx Grand Prix 1938, 1 slachtoffer |                                           |                   |                                    |                                     |                                       |  |
| 20 | Percy Pritlove                            | 12 september 1938 | Union Mills                        | Training Senior Race                | Vincent-HRD Comet                     |  |
| Percival Henry Bernard ("Percy") Pritlove was een nieuwkomer op Man, maar had al vier jaar race-ervaring, o.a. opgedaan op Donington Park, Brooklands en Louth. Tijdens de training voor de Senior Race van de MGP, in Union Mills, raakte zijn machine de trottoirband. Pritlove verloor de controle over zijn machine, raakte een houten muur en crashte tegen een stenen muur aan de linkerkant van de weg. Hij werd over de muur geworpen en kwam terecht op een gravel tuinpad. Hij overleed enkele minuten later. |                                           |                   |                                    |                                     |                                       |  |
| Isle of Man TT 1939, 1 slachtoffer |                                           |                   |                                    |                                     |                                       |  |
| 21 | Karl Gall, † 13 juni                      | 2 juni 1939       | Ballaugh Bridge                    | Training Senior TT                  | BMW RS 500                            |  |
| Op 2 juni 1939, tijdens de avondtrainingen voor de Senior TT crashte Karl Gall in zijn eerste ronde toen hij Freddie Frith probeerde in te halen bij Ballaugh Bridge. Hij werd naar het Ramsey Cottage Hospital gebracht met verschillende hoofdwonden. Op 13 juni overleed hij aan de gevolgen van een longontsteking in het ziekenhuis, hemelsbreed 2,5 km van de Gooseneck. BMW overwoog niet aan de TT deel te nemen, maar deed dat toch. Schorsch Meier won de Senior TT en Jock West werd tweede. Bij Ballaugh Bridge op de Snaefell Mountain Course herinnert een kleine plaquette aan Karl Gall. Deze draagt het opschrift: "Karl Gall, 1903-1939, Seine Freunde". Karl Gall was de eerste niet-Britse coureur die op Man het leven verloor. |                                           |                   |                                    |                                     |                                       |  |
| Manx Grand Prix 1946, 2 slachtoffers |                                           |                   |                                    |                                     |                                       |  |
| 22 | Arthur Johns                              | 26 augustus 1946  | Ballavolley                        | Training Senior Race                | Norton 30M Manx                       |  |
| De Manx Grand Prix van 1946 was de eerste race op Man na de oorlog. Arthur Walter Frederick Johns was perssecretaris van de Amateur Motor Cycle Association en werd uitgenodigd om tot de Auto-Cycle Union toe te treden om deel te nemen aan de Senior Race. Tijdens de training viel hij in de rechter bocht bij Ballavolley, in de aanloop naar Sulby Straight. Hij was overduidelijk verblind door de laagstaande zon, want getuigen verklaarden dat hij een hand boven zijn ogen hield om ze tegen de zon te beschermen. Arthur's nek was gebroken en hij was op slag dood. |                                           |                   |                                    |                                     |                                       |  |
| 23 | Peter Aitchison                           | 5 september 1946  | 33rd Milestone                     | Senior Race                         | Beart-Norton International Model 30   |  |
| Peter Michael Aitchison had voor de oorlog zijn sporen al verdiend op Donington Park en Crystal Palace. Hij debuteerde in 1937 in de Manx Grand Prix en in 1938 werd hij derde in de Senior Race. Op 3 september 1946 was hij nog als tweede gefinisht in de Junior Race, op de door Francis Beart getunde 500cc-Norton. Bij de 33e mijlpaal crashte hij waarbij hij kwam te overlijden. Hij was 29 jaar oud. Na het overlijden van Aitchison betaalden zijn ouders in zijn nagedachtenis voor het verbreden van het circuit bij Thirty-Third. |                                           |                   |                                    |                                     |                                       |  |
| Manx Grand Prix 1947, 1 slachtoffer |                                           |                   |                                    |                                     |                                       |  |
| 24 | Benjy Russell                             | 9 september 1947  | School House Corner                | Lightweight Race                    | Moto Guzzi Albatros                   |  |
| Benjamin Buckley ("Benjy") Russell was een vriend en protegé van Stanley Woods, die in de jaren dertig al voor Moto Guzzi gereden had. Dat was mogelijk de reden dat Russell de beschikking had over dezelfde 250cc-Moto Guzzi Albatros als die waarmee Manliff Barrington in juni de Lightweight TT had gewonnen. Russell brak al tijdens de trainingen het 250cc-ronderecord en werd als gedoodverfde winnaar van de race beschouwd. In de race ging het aanvankelijk erg goed. Na enige gevechten met Freddie Hawken en Austin Munks nam hij de leiding met een ruime voorsprong van 45 seconden op Munks. Bij de nadering van School House Corner in Ramsey raakte zijn voetsteun het asfalt. Russell probeerde de machine onder controle te krijgen, maar na ongeveer 60 meter crashte hij tegen een heg rechts van de weg. Hij werd van de machine geworpen en verloor zijn helm en racebril. Hij was op slag dood. |                                           |                   |                                    |                                     |                                       |  |
| Isle of Man TT 1948, 3 slachtoffers |                                           |                   |                                    |                                     |                                       |  |
| 25 | Bob van Tilburg, † 30 mei                 | 28 mei 1948       | Windy Corner / 33rd Milestone      | Training Junior TT                  | AJS 7R Boy Racer                      |  |
| Johan Erik ("Bob") van Tilburg kwam tijdens de training op de avond van vrijdag 28 mei ten val nadat hij de machine van Tommy McEwan geraakt had. Het gebeurde net voorbij Windy Corner. Van Tilburg raakte een betonnen paal en was ernstig gewond. Hij werd verzorgd door toeschouwers en door McEwan, die ongedeerd was gebleven. Van Tilburg werd per ambulance naar Noble's Hospital vervoerd. Daar werd hij geopereerd, maar zijn toestand verslechterde en hij overleed op 30 mei om 13.15 uur. Van Tilburg werkte als monteur in Durban. Tijdens de Tweede Wereldoorlog had hij in de Zuid-Afrikaanse marine gediend, waar hij ernstig gewond was geraakt door granaatvuur in Tobroek (Libië). Na de oorlog werd hij een bekend motorcoureur in Zuid-Afrika. Hij werd overleefd door zijn echtgenote Laura en twee zoons, Alfie (8) en Johnny (4). |                                           |                   |                                    |                                     |                                       |  |
| 26 | Tommy Bryant                              | 3 juni 1948       | Brandish Corner                    | Training Clubmans Lightweight TT    | Velocette MOV                         |  |
| Thomas ("Tommy") Bryant kwam tijdens de training voor de Clubmans Lightweight TT ten val toen hij Brandish Corner miste en tegen een graswal in de buitenbocht botste. Bij de val verloor hij zijn helm. Hij had ernstige hoofdverwondingen en overleed rond 19.00 uur in Noble's Hospital in Douglas. Tommy Bryant had ervaring opgedaan in motorcross en grasbaanraces, maar omdat het zijn eerste belangrijke wegrace was waren zijn ouders naar het eiland gekomen. Zijn vader was voormalig coureur Tom Bryant, die met een OK Supreme had deelgenomen aan de TT van 1931. Zoon Thomas werkte als monteur in zijn vader's werkplaats in Parkstone (Dorset). |                                           |                   |                                    |                                     |                                       |  |
| 27 | Noel Christmas, † 12 juni                 | 11 juni 1948      | Douglas Road Corner                | Senior TT                           | Norton 30M Manx                       |  |
| Neil ("Noel") Christmas was nooit bijzonder succesvol op Man, maar hij was wel een bekend deelnemer, die al in 1933 voor het eerst in de Manx Grand Prix was gestart. Zijn foto, waarbij hij met zijn Scott over Ballaugh Bridge sprong, sierde de cover van het boek "Tourist Trophy Two-strokes" van George Stevens, gepubliceerd in Juni 1965. Zijn beste resultaat was de zevende plaats in de Senior TT van 1947. Maar hij had wel successen geboekt in andere races, op Brooklands, maar ook op en Europese vasteland. Hij won de 350cc-Grand Prix de Dieppe in 1935. Christmas viel tijdens de vijfde ronde van de Senior TT van 1948 in Kirk Michael op 11 juni. Hij werd per trein naar het ziekenhuis in Ramsey gebracht, waar hij op zaterdag 12 juni om 18.15 uur overleed. |                                           |                   |                                    |                                     |                                       |  |
| Isle of Man TT 1949, 1 slachtoffer |                                           |                   |                                    |                                     |                                       |  |
| 28 | Ben Drinkwater                            | 13 juni 1949      | 11th Milestone                     | Junior TT                           | Norton 40M Manx                       |  |
| De 39-jarige Reuben Thomas ("Ben") Drinkwater was een seinwachter in Bacup (Lancashire). Hij woonde in Rochdale met zijn vrouw Ruth en dochters Doris, Ruth en Jean. Twee maanden na zijn dood schonk zijn vrouw het leven aan een vierde dochter, Mary. Voor de Tweede Wereldoorlog had hij al deelgenomen aan de Manx Grand Prix en na de oorlog had hij goede resultaten geboekt in de Lightweight TT: 3e in 1947 en 4e in 1948. Maar hij racete ook in Noord-Ierland, Nederland en België, meestal in de 250cc-klasse. In 1949 startte hij met een Norton 40M Manx in de Junior TT. De race was erg belangrijk: het was de eerste race in de geschiedenis van het wereldkampioenschap wegrace. Wellicht was dat de reden dat er een recordaantal van 99 deelnemers was. Ben plande na deze race te stoppen en zich te gaan bezighouden met de sponsoring en ondersteuning van enkele jonge coureurs.Tijdens de vierde ronde reed Drinkwater bij de 11e mijlpaal in de buurt van Glen Helen vrijwel naast een andere coureur met ongeveer 140 km/uur. Drinkwater raakte een graswal in de buitenbocht en slingerde over de weg. Zijn voorwiel brak weg nadat hij een trottoirband raakte en de Norton craste tegen een stenen muur. Drinkwater werd uit het zadel geworpen en werd verpletterd onder zijn eigen motorfiets. Hij overleed korte tijd later. De S-bocht kreeg later zijn naam: Drinkwater's Bend. |                                           |                   |                                    |                                     |                                       |  |
| Isle of Man TT 1950, 2 slachtoffers |                                           |                   |                                    |                                     |                                       |  |
| 29 | John Makaula-White                        | 29 mei 1950       | Handley's Corner                   | Training Senior TT                  | Triumph Tiger 100                     |  |
| John Charles Albert Makaula-White was door de Folkestone and District Motor Cycle Club geselecteerd om de club te vertegenwoordigen in de Clubmans Senior TT van 1950. Hij was dan ook een nieuwkomer op het eiland Man. Op maandag 29 mei reed hij zijn eerste trainingsronde in de regen. Volgens getuigen nam hij de verkeerde lijn bij de S-bocht Handley's Corner, tussen Glen Helen en Kirk Michael. Hij raakte een muur met zijn voorwiel en daarna een heg waarbij hij van zijn machine werd geworpen. Hij overleed door hoofdverwondingen om 20.45 uur in Noble's Hospital in Douglas. |                                           |                   |                                    |                                     |                                       |  |
| 30 | Alan Westfield                            | 30 mei 1950       | Keppel Gate                        | Training Junior TT                  | Velocette KTT Mk VIII                 |  |
| De 19-jarige Thomas Alan Westfield was monteur in de Roxby Road Garage van zijn ouders in Winterton (Lincolnshire). Hij was een enthousiast motorcoureur, die een 350cc-Velocette KTT Mk VIII, een 500cc-Triumph Tiger 100 en ook nog een 500cc-Norton 30M Manx bezat. Hij werd in 1948 tweede in de Hutchinson 100 en in april werd hij tweede op Silverstone. Hij boekte ook successen op Cadwell Park. In 1950 kwam hij voor het eerst naar Man. Hij schreef zich met de Velocette in voor de Junior TT en met de Norton voor de Senior TT. Op dinsdag 30 mei reed hij een trainingsronde met de Velocette toen hij bij Keppel Gate viel. Er waren geen getuigen van het ongeluk, maar het leek erop dat hij een stenen pilaar had geraakt nadat hij met ongeveer 130 km/uur van de weg was geraakt. Hij werd naar Noble's Hospital gebracht, waar hij die avond overleed. Alan's vader was op het circuit omdat hij als monteur voor zijn zoon fungeerde. Zijn moeder arriveerde 's nachts, toen haar zoon al was overleden. Alan Westfield was een bewonderaar van Freddie Frith, die hem de helm had geschonken die hij bij het ongeluk droeg. |                                           |                   |                                    |                                     |                                       |  |
| Manx Grand Prix 1950, 1 slachtoffer |                                           |                   |                                    |                                     |                                       |  |
| 31 | Alfred Bent                               | 8 september 1950  | Birkin's Bend                      | Training Junior Race                | Velocette KTT Mk VIII                 |  |
| Alfred Bent en zijn oudere broer Herbert waren beiden nieuwkomers tijdens de Manx Grand Prix van 1950. Tijdens de trainingen waren ze allebei betrokken bij ernstige ongevallen. Herbert viel met zijn AJS 7R op 4 september en brak daarbij zijn enkel. Vier dagen later verongelukte Alfred bij Birkin's Bend in Bishopscourt, voorbij Kirk Michael. Alfred raakte een trottoirband aan de linkerkant van de weg. Zijn Velocette gleed over de weg, raakte een graswal en een elektriciteitspaal. Alfred was op slag dood. Alfred Bent (18) was een boerenzoon uit Hale bij Liverpool. Herbert startte in de Senior Race van de Manx Grand Prix van 1951 met een Norton Manx en zou tot 1960 nog negen keer deelnemen. |                                           |                   |                                    |                                     |                                       |  |
| Isle of Man TT 1951, 5 slachtoffers |                                           |                   |                                    |                                     |                                       |  |
| 32 | Len Bolshaw                               | 29 mei 1951       | Windy Corner                       | Training Senior TT                  | Triumph Tiger 100                     |  |
| Leonard Cecil ("Len") Bolshaw was met zijn 42 jaar een zeer ervaren coureur, die vanaf 1929 zijn sporen had verdiend in de grasbaanrace, dirttrack en wegrace. Hij had veel merken gereden, zoals New Imperial, AJS, McEvoy en Blackburne, maar de laatste jaren had hij een voorkeur voor Triumphs. Hij was een boer uit Holmes Chapel, waar zijn familie een veehouderij en slachterij bezat. In 1951 trad hij namens de Nantwich Club aan in de Clubmans Senior TT met een 500cc-Triumph Tiger 100, een groot verschil met de oude 250cc-Triumph Tiger 70 die hij een jaar eerder had gebruikt. Op 29 mei, tijdens de trainingen, probeerde hij bij Windy Corner Stanley Cooper te passeren. Bolshaw's stuur raakte bekneld tussen de machine van Cooper en een draadafzetting aan de kant van de weg. Cooper wist zijn 350cc-Douglas Plus 90 onder controle te houden, maar Bolshaw crashte door de draad en eindigde in een veld. Een arts was binnen enkele minuten te plaatse, maar kon zijn leven niet meer redden. Bolshaw's broer Tom was in 1925 op bijna dezelfde plaats gecrasht, maar had dit overleefd. Len Bolshaw liet zijn vrouw Pat en drie kinderen, Lynn (10), Patricia (8) en Carol Ann (vijf maanden) achter. |                                           |                   |                                    |                                     |                                       |  |
| 33 | John O’Driscoll                           | 31 mei 1951       | 33rd Milestone                     | Training Lightweight TT             | Rudge 250                             |  |
| John Pat O'Driscoll was het tweede van zes slachtoffers in 1951 (na John Simister die op de openbare weg was verongelukt). O'Driscoll overleed vrijwel meteen nadat hij met zijn 250cc-Rudge was gevallen bij de 33rd Milestone tijdens de avondtraining van 31 mei. |                                           |                   |                                    |                                     |                                       |  |
| 34 | John Wenman                               | 4 juni 1951       | Rhencullen Hill                    | Junior TT                           | Norton 40M Manx                       |  |
| John Thomas Wenman verongelukte met zijn 350cc-Norton bij Rhencullen tijdens de Junior TT van 1951 |                                           |                   |                                    |                                     |                                       |  |
| 35 | Doug Parris                               | 4 juni 1951       | Bungalow                           | Clubmans Junior TT                  | Douglas Plus 90                       |  |
| Douglas Lionel ("Doug") Parris (23) verongelukte bij de Bungalow tijdens de Clubmans Junior TT van 1951 |                                           |                   |                                    |                                     |                                       |  |
| 36 | Chris Horn                                | 8 juni 1951       | Laurel Bank                        | Senior TT                           | Norton 30M Manx                       |  |
| Christopher Horn (30) was een lasser uit Whitley Bay, maar ook een goede motorcoureur. In 1948 debuteerde hij met een achtste plaats in de Clubmans Senior TT met een 1.000cc-Vincent-HRD. In 1949 reed hij een nieuw ronderecord en leidde de race met zes minuten voorsprong toen hij met pech uitviel. Tijdens de derde ronde van de Senior TT van 1951 viel hij met zijn Norton 30M Manx bij Laurel Bank, raakte een boom en was op slag dood. |                                           |                   |                                    |                                     |                                       |  |
| Manx Grand Prix 1951, 1 slachtoffer |                                           |                   |                                    |                                     |                                       |  |
| 37 | Jim Crow(e)                               | 14 september 1951 | Appledene                          | Senior Race                         | Norton 30M Manx                       |  |
| John Morton ("Jim") Crow(e) (over de schrijfwijze van zijn naam zijn bronnen het oneens: Crow of Crowe) crashte met zijn 500cc-Norton Manx bij Appledene tijdens de vijfde ronde van de Senior Race van de Manx Grand Prix. Hij liep daarbij een schedelfractuur op en overleed in Noble's Hospital in de nacht van 14 op 15 september. Crow was lid van de Cambridge Centaur Motorcycle Club en van de British Motorcycle Racing Club (BMCRC) en woonde in Bourn. Hij werkte als landbouwkundig ingenieur en liet een vrouw en vijf kinderen na. |                                           |                   |                                    |                                     |                                       |  |
| Isle of Man TT 1952, 1 slachtoffer |                                           |                   |                                    |                                     |                                       |  |
| 38 | Frank Fry, † 6 juni                       | 4 juni 1952       | Westwood Corner                    | Training Senior TT                  | Norton 30M Manx                       |  |
| Frank William Alfred Fry (35) was een ervaren coureur uit Londen. Hij had goede resultaten geboekt in internationale wedstrijden, waaronder de Ulster Grand Prix. Hij was sinds 1938 al tien keer op het eiland Man gestart. Tijdens de training voor de TT van 1950 had hij bij Greeba Castle al een ernstig ongeval overleefd. Op 4 juni 1952 trainde Fry met een geleende 500cc-Norton. In Westwood Corner, vlakbij Kirk Michael, verloor hij de controle over zijn machine toen het achterwiel uitbrak. Hij gleed over de weg en raakte een heg aan de rechterkant. Hij had rug- en hoofdletsel en werd bewusteloos gevonden door helpers. De volgende dag kwam Fry bij bewustzijn en hij herkende enkele vrienden, maar op de vroege ochtend van 6 juni overleed hij. Fry was vrijgezel en woonde nog bij zijn ouders Alfred George en Lilian Mary, die op het eiland waren. Ze woonden in Feltham. |                                           |                   |                                    |                                     |                                       |  |
| Manx Grand Prix 1952, 4 slachtoffers |                                           |                   |                                    |                                     |                                       |  |
| 39 | Brian Jackson                             | 2 september 1952  | Brandywell                         | Training Senior TT                  | Norton 30M Manx                       |  |
| 40 | Ken Arber                                 | 2 september 1952  | Hillberry Corner                   | Training Senior TT                  | Beart-Norton 30M Manx                 |  |
| 41 | Ken James                                 | 5 september 1952  | Cronk-ny-Mona / Signpost Corner    | Training Junior TT                  | Beart-Norton 40M Manx                 |  |
| Tijdens de training voor de MGP van 1952 vielen drie slachtoffers: Brian Arthur Jackson was een 24-jarige vrijgezel, die in Gobowen (Oswestry) woonde en werkte als landmeter en technisch tekenaar voor British Railways. Tijdens de tweede training voor de Senior Race van de MGP kwam hij in aanvaring met een andere rijder, Neville Ernest Buxton bij de nadering van de bocht bij Brandywell. Jackson verloor de macht over zijn machine, viel en lag op het asfalt. Buxton stopte na de bocht en liep terug om hem te helpen, samen met enkele marshals, maar dat mocht niet meer baten. Als lid van de Oswestry and District Motor Club had Jackson enkele jaren race-ervaring, maar ook in trials en motorcross. In 1950 had hij met een BSA de Clubmans Junior TT gewonnen. Ivor Kenneth (Ken) Arber (35), een technicus uit Barnsley (Noord-Ierland) had een hoge decoratie van de Royal Air Force, het Air Force Cross. Maar hij was ook een goed motorcoureur, die in 1952 de 500cc-race van de North West 200 nog had gewonnen. Hij won ook de Clubmans Senior TT van 1951. In 1952 zou hij zowel in de Junior- als de Senior Race van de MGP starten met de door toptuner Francis Beart opgevoerde Nortons, maar kort na het ongeval van Brian Jackson crashte hij bij Hillberry Corner toen hij in de berm in de buitenbocht terecht kwam. Hij vloog van zijn machine en landde aan de andere kant van de weg tegen een stenen muur. Hij overleed vrijwel meteen als gevolg van een gebroken nek. Hij had al aangegeven dat hij - als hem op het Eiland Man iets zou overkomen - begraven wilde worden op Borough cemetery, tegenover de TT Grandstand en zo gebeurde het ook. Francis Beart besloot na het ongeval van Ken Arber naar huis te gaan, maar hij werd overgehaald om Arber's overgebleven 350cc-Norton aan een andere coureur ter beschikking te stellen. Hij benaderde Peter Davey, maar die was al ingeschreven met een AJS. Toen werd aangekondigd dat Bernard Hargreaves de machine zou rijden, maar uiteindelijk ging ze naar Ken James, die in de Clubmans Senior TT tweede was geworden. Kenneth Richard Vidal ("Ken") James begon voortvarend aan de trainingen op 5 september. Hij reed meteen de snelste ronde van de dag met een gemiddelde snelheid van 134,2 km/uur. In de derde ronde, bij Cronk-ny-Mona in de afdaling naar Signpost Corner, waar publiek noch marshals stonden, raakte hij een stenen muur. Een groot deel van de muur stortte in, de motorfiets gleed naar de overkant van de weg waar ze geheel uitbrandde. Ken James was op slag dood. Daarop reed Thomas Swarbick in op James' machine, waardoor hij in een nabijgelegen veld werd geslingerd. Hij raakte slechts lichtgewond, maar zou een half jaar later tijdens de Junior TT van 1953 om het leven komen. |                                           |                   |                                    |                                     |                                       |  |
| 42 | Michael Richardson                        | 11 september 1952 | Bray Hill                          | Senior Race                         | AJS 7R Boy Racer                      |  |
| Michael Richardson (19) werkte als knecht en enige zoon op de boerderij van zijn ouders op West End Farm in Swaton bij Sleaford, maar hij was ook een goed monteur en enthousiast motorrijder. Hij was lid van de Spalding Tulip Motor Cycle Club en had zijn eerste race in 1952 op Cadwell Park gereden. Dat was slechts een maand voor zijn debuut op het eiland Man. Hij had een tweedehands AJS Boy Racer gekocht, waarmee hij op 9 september in de 350cc-Junior Race van de MGP was uitgevallen doordat hij betrokken raakte bij een ongeluk. Hij probeerde een gevallen coureur bij Quarterbridge te ontwijken. Met dezelfde machine startte hij in de Senior Race, maar kort na de start raakte hij een heg aan de voet van Bray Hill. Hij werd naar Noble's Hospital gebracht, waar hij kort na aankomst overleed. Men vermoedde dat zijn stuur beschadigd was geraakt bij het eerste ongeluk, waardoor het tweede ongeluk veroorzaakt werd. Michael Richardson had in twee races samen slechts 2,8 km van het circuit afgelegd... |                                           |                   |                                    |                                     |                                       |  |
| Isle of Man TT 1953, 4 slachtoffers |                                           |                   |                                    |                                     |                                       |  |
| 43 | Harry Stephen                             | 8 juni 1953       | Bishopscourt                       | Junior TT                           | Norton 40M Manx                       |  |
| 44 | Thomas Swarbrick                          | 8 juni 1953       | 13th Milestone / Westwood Corner   | Junior TT                           | AJS 7R Boy Racer                      |  |
| De IOMTT van 1953 verliep tamelijk rampzalig, kostte vijf levens en beëindigde twee carrières. Bruno Ruffo raakte gewond en zou nooit meer met motorfietsen racen. Hij werd autocoureur. Rudi Felgenheier, die door DKW als vervanger voor Ewald Kluge naar Man was gestuurd, raakte ook zodanig gewond dat hij moest stoppen met racen. Marshal Bernard Rodgers verongelukte bij een verkeersongeval toen hij onderweg was naar zijn post. Harry Lace Stephen crashte tijdens de openingsronde van de Junior TT van 1953 bij Bishopscourt. Hij raakte een telegraafpaal en was op slag dood. In dezelfde race verongelukte Thomas Walter Swarbrick uit Preston bij Westwood Corner. Swarbrick was een jaar eerder nog betrokken geweest bij het dodelijke ongeval van Ken James. |                                           |                   |                                    |                                     |                                       |  |
| 45 | Les Graham                                | 12 juni 1953      | Quarterbridge Road                 | Senior TT                           | MV Agusta 500 4C                      |  |
| 46 | Geoffrey Walker                           | 12 juni 1953      | Kerrowmoar                         | Senior TT                           | Norton 30M Manx                       |  |
| Tijdens de Senior TT op 12 juni vielen twee slachtoffers: Robert Leslie ("Les") Graham werd de eerste wereldkampioen in de geschiedenis toen hij in 1949 het wereldkampioenschap 500 cc won. Met de Lightweight 125 cc TT van 1953 won hij voor het eerst op het eiland Man. Het was de openingsrace van het WK van 1953 en Graham was fabrieksrijder voor MV Agusta. Tijdens de Senior TT kwam hij op Quarterbridge Road aan de voet van Bray Hill ten val en was op slag dood. Hij was 42 jaar oud. Geoffrey James Walker verongelukte in de vijfde ronde van dezelfde race bij Kerrowmoar. Hij kwam ten val nadat zijn voetsteun de grond had geraakt. |                                           |                   |                                    |                                     |                                       |  |
| Isle of Man TT 1954, 2 slachtoffers |                                           |                   |                                    |                                     |                                       |  |
| 47 | Ray Ashford                               | 7 juni 1954       | Laurel Bank                        | Training Clubmans Junior TT         | BSA BB32GS Gold Star                  |  |
| Vrachtautochauffeur Raymond Jeffery ("Ray") Ashford (25) uit Redland (Bristol) was een nieuweling op het eiland. Hij had ook weinig ervaring met wegraces. Hij had alleen deelgenomen aan een dozijn regionale wedstrijden en vertegenwoordigde de Bristol Motor Cycle and Light Car Club. Ondanks waarschuwingen voor het slechte weer besloot hij 's ochtends om 06.15 uur te beginnen aan de training voor de Clubmans Junior TT. In zijn derde ronde verloor hij bij Laurel Bank de controle over zijn machine, raakte een heg en vloog tegen de rotswand aan de linkerkant van de weg. Hij werd uit het zadel geworpen en landde net als zijn machine op de weg. Even later kon Fred Wallis Ashford's lichaam niet ontwijken. Onderzoek wees uit dat Ashford al dood was voor dit gebeurde. Wallis werd ernstig gewond en kon niet deelnemen aan de races. |                                           |                   |                                    |                                     |                                       |  |
| 48 | Simon Sandys-Winsch                       | 18 juni 1954      | Highlander                         | Senior TT                           | Velocette KTT Mk VIII                 |  |
| De 28-jarige Simon Sandys-Winsch had enkele malen deelgenomen aan de TT van Assen, omdat hij als RAF-militair in West-Duitsland was gelegerd. Hij was in de Asser TT van 1951 zelfs vijfde geworden in de 350cc-klasse. Hij woonde in Brundel (Norfolk). Met zijn 350cc-Velocette KTT Mk VIII was hij in 1954 uitgevallen in de Junior TT, maar het was in dat jaar nog toegestaan om met 350cc-motoren ook in de Senior TT te starten. De start daarvan was al anderhalf uur uitgesteld vanwege het slechte weer. Voor het eerst in de geschiedenis zou een race op Man worden ingekort, vanwege het slechte zicht en het ongeluk van Sandys-Winsch, die al in de eerste ronde viel bij de Highlander Inn. Hij overleed onderweg naar Noble's Hospital. Acht mensen raakten in deze race gewond door ongelukken en meer dan zeventig rijders stopten vanwege het slechte weer. |                                           |                   |                                    |                                     |                                       |  |
| Manx Grand Prix 1954, 1 slachtoffer |                                           |                   |                                    |                                     |                                       |  |
| 49 | Ron Butler                                | 7 september 1954  | Birkin's Bend                      | Junior Race                         | AJS 7R Boy Racer                      |  |
| Ronald Butler, een 36-jarige nieuwkomer, was tijdens de trainingen al gevallen bij Sarah's Cottage. In de vierde ronde van de Junior Race lag hij op de vijftiende positie van 75 deelnemers, toen hij (volgens ooggetuigen) Birkin's Bend veel te veel naar rechts aansneed, terwijl hij juist aan de linkerkant van de weg had moeten zitten. Hij crashte in een graswal en werd van zijn machine geworpen. Hij landde midden op de weg. Hij overleed vrijwel meteen aan een schedelbasisfractuur. In de voorafgaande ronde was Butler in Ramsey aangehouden door een traveling marshal die zijn voorvering had geïnspecteerd na een melding van een politieagent dat zijn motor steeds slingerde als hij voorbij kwam. Ron Butler woonde in Chester waar hij werkte als laborant. Hij liet een vrouw en vier kinderen achter. |                                           |                   |                                    |                                     |                                       |  |
| Manx Grand Prix 1955, 2 slachtoffers |                                           |                   |                                    |                                     |                                       |  |
| 50 | Eric Milton                               | 3 september 1955  | Birkin's Bend                      | Training Senior Race                | BSA CB34GS Gold Star Daytona          |  |
| Eric William Milton, een 23-jarige monteur uit Enfield was ingeschreven voor de Senior Race, maar tijdens de training op zaterdag 3 september crashte hij net voorbij Kirk Michael in Birkin's Bend. Hij was op slag dood.Het was pas zijn tweede seizoen als coureur, nadat hij vooral op korte circuits als Brands Hatch en Silverstone had gereden. Tijdens de Sidecar TT van 1954 was hij als bakkenist van Ernie Young als vijftiende gefinisht, maar dat gebeurde op de korte Clypse Course waar Birkin's Bend niet in was opgenomen. |                                           |                   |                                    |                                     |                                       |  |
| 51 | Ginger Davie                              | 6 september 1955  | Gooseneck                          | Junior Race                         | AJS 7R Boy Racer                      |  |
| James Watson ("Ginger") Davie uit Kelty (Fife, Schotland) was 31 jaar oud en een van de favorieten om de Junior Race van de Manx Grand Prix te winnen nadat hij de snelste ronde in de trainingen had gereden. In de tweede ronde lag hij op de vierde plaats toen hij op de motorfiets van Lawrence Ivin botste. Ivin had een graswal geraakt zijn BSA was terug op de baan terechtgekomen. Davie kon de machine niet meer ontwijken en werd van zijn AJS geworpen. Hij werd naar Ramsey Cottage Hospital gebracht, waar hij overleed. Davie was getrouwd en had twee kinderen. Zijn vrouw Lottie was op het circuit toen hij crashte. |                                           |                   |                                    |                                     |                                       |  |
| Isle of Man TT 1956, 2 slachtoffers |                                           |                   |                                    |                                     |                                       |  |
| 52 | Donald Merridan                           | 11 juni 1956      | Ballaugh Bridge                    | Training Clubmans Senior TT         | BSA DB34GS Gold Star Daytona          |  |
| Donald Merridan was een melkboer uit High Wycombe (Buckinghamshire). Hij vertegenwoordigde de Chalfont and Amersham club in de Clubmans Senior TT van 1956, maar tijdens de training viel hij bij Ballaugh Bridge en was op slag dood. |                                           |                   |                                    |                                     |                                       |  |
| 53 | Peter Kirkham                             | 14 juni 1956      | Water Works Corner                 | Clubmans Junior TT                  | BSA DB34GS Gold Star Daytona          |  |
| Peter George Kirkham was een motorfietsmonteur uit Llanymynech (Montgomeryshire). In 1955 had hij deelgenomen aan de Junior Clubman TT waarin hij 18e was geworden. Maar die race werd nog verreden op de korte Clypse Course. Daarin was Waterworks Corner niet opgenomen. Daar, in de tweede bocht ("Water Works 2") crashte hij in de eerste ronde van de Clubmans Junior TT van 1956 |                                           |                   |                                    |                                     |                                       |  |
| Manx Grand Prix 1956, 1 slachtoffer |                                           |                   |                                    |                                     |                                       |  |
| 54 | Maurice Saluz                             | 31 augustus 1956  | Sulby Bridge                       | Training Senior Race                | Norton 30M Manx                       |  |
| 'Maurice William ("Mog") Saluz was een 25-jarige boorder bij de De Haviland Engine Company. Hij woonde in Edgeware (Middlesex). Hij had als nieuwkomer eerder al 9 ronden getraind op de Mountain Course. Toen was hij bij Windy Corner al gevallen. Op 31 augustus om 06.55 uur zat hij in zijn tweede trainingsronde van de dag, als voorbereiding op de Senior Race. Hij miste de bocht op Sulby Bridge en probeerde een vluchtweg te vinden door een poort die voor dat doel was opengelaten. Hij raakte echter een paal van die poort, werd teruggeworpen op de weg en was vrijwel op slag dood. Men vermoedde dat hij verblind was door de zon op Sulby Straight. Enkele seconden na de val van Saluz kwam P. Eden uit Wrexham voorbij. Hij probeerde Saluz te ontwijken maar crashte eveneens tegen een paal van de poort, waarbij hij een arm en een been brak. Saluz, bijgenaamd "Mog", liet een vrouw (Babs) achter. Zij bekeek de trainingen vanaf de TT Grandstand. Het echtpaar had geen kinderen. |                                           |                   |                                    |                                     |                                       |  |
| Isle of Man TT 1957, 1 slachtoffer |                                           |                   |                                    |                                     |                                       |  |
| 55 | Charlie Salt                              | 7 juni 1957       | Gorse Lea                          | Senior TT                           | BSA DBD34GS Gold Star Daytona         |  |
| Hoewel hij nooit hoge ogen had gescoord in de uitslagen, was Charles Francis ("Charlie") Salt een graag geziene gast op het eiland Man. Hij was in 1946 gestart in de Manx Grand Prix, waar hij in 1948 een derde plaats haalde in de Senior Race. Daarna stapte hij over naar de TT, waar hij in de Lightweight TT van 1952 tiende werd met een Pike-Rudge. Hij reed zelden in het wereldkampioenschap wegrace, maar in het eerste WK-jaar (1949) werd hij met een Velocette KTT Mk VIII derde in de 350cc-race van de Ulster Grand Prix. Zijn beste resultaat boekte hij min of meer per toeval in de 125cc-race van de Ulster GP van 1952 toen MV Agusta hem een fabrieks-125 Bialbero gaf. Er waren slechts vier deelnemers, terwijl er zes nodig waren om de race te laten gelden voor het WK. MV Agusta-rijder Cecil Sandford kon wereldkampioen worden mits de race doorging. Salt en Harvey Williams kregen dus fabrieks-MV's om het startveld te completeren. Sandford won, Bill Lomas werd tweede en Salt werd derde (en laatste, want de overige drie deelnemers vielen uit). In de Golden Jubilee TT van 1957 werd hij 31e (opnieuw beste BSA-rijder) in de Junior TT. Vanwege het jubileum werd de Senior TT voor het eerst over acht ronden verreden. In de laatste ronde reed hij omstreeks 14.00 uur door Gorse Lea toen zijn machine begon te slingeren, waarschijnlijk door een vastgeslagen versnellingsbak. Salt raakte een lage stenen muur en een betonnen paal. Hij werd door de lucht geslingerd en raakte bekneld tussen een beuk en de muur. Hij werd door toeschouwers uit zijn beknelling gehaald. Een vanaf Ballacraine toegesnelde arts vond hem bewusteloos met diverse rugblessures. Charlie Salt kwam genoeg bij kennis om te vragen wat er gebeurd was. Hij werd met een ambulance naar Noble's Hospital in Douglas gebracht, waar hij zuurstof en bloed kreeg toegediend. Desondanks overleed hij om 15.30 uur. Charlies vrouw en zoon waren op dat moment in Douglas, waar ze de races bij de TT Grandstand gevolgd hadden. |                                           |                   |                                    |                                     |                                       |  |
| Isle of Man TT 1958, 2 slachtoffers |                                           |                   |                                    |                                     |                                       |  |
| 56 | John Antram                               | 26 mei 1958       | Cruickshanks Corner                | Training Junior TT                  | AJS 7R Boy Racer                      |  |
| John Frederick Antram was een 26-jarige schilder en behanger uit The Puke (Nieuw-Zeeland). Zijn familie kwam uit de omgeving van Brighton. Antram had in zijn thuisland redelijke successen geboekt in races, maar ook in trials en crosswedstrijden. In 1958 ging hij voor het eerst naar Man. In de ochtend van 26 mei had hij slechts een ronde getraind met zijn AJS 7R en in de avond begon hij opnieuw aan de trainingen. In zijn eerste ronde raakte hij een trottoirband in de rechter bocht bij Cruickshank's corner richting May Hill. Hij raakte daarna een muur en werd terug op de weg geworpen. Hij was vrijwel op slag dood. |                                           |                   |                                    |                                     |                                       |  |
| 57 | Des Wolff                                 | 6 juni 1958       | Barregarrow                        | Senior TT                           | Norton 30M Manx                       |  |
| Desmond Donald ("Des") Wolff was geboren in Zuid-Afrika, maar leefde en werkte als stukadoor in Zuid-Rhodesië. Zijn geboortenaam was "Wolfe", maar die werd om onbekende redenen veranderd. Hij was de zoon van Dick Wolfe, een bekende Zuid-Afrikaanse wegracer en speedwayrijder van voor de Tweede Wereldoorlog. Des zelf had sinds de jaren veertig in Zuid-Afrika ook naam gemaakt als coureur, zowel wegrace als speedway. In 1953 emigreerde hij naar Rhodesië (tegenwoordig Zimbabwe) en ging wonen in Salisbury (tegenwoordig Harare). Ook daar boekte hij successen in de motorsport. In 1958 trok hij naar Europa om met 350- en 500cc-Nortons te gaan racen. Hij werd vierde in de 500cc-race in Mettet en trok daarna naar het eiland Man. Hij viel uit in de Junior TT maar op vrijdag 6 juni startte hij in de Senior TT. Tijdens de eerste of tweede ronde vloog hij bij Barregarrow het trottoir op, werd terug op het circuit geworpen en raakte een telegraafpaal. Hij was op slag dood. Na zijn dood werd in Rhodesië nog jaren lang de belangrijke "Des Wolff Trophy Race" verreden. Wolff werd begraven op Douglas Borough Cemetery in Douglas. |                                           |                   |                                    |                                     |                                       |  |
| Manx Grand Prix 1958, 2 slachtoffers |                                           |                   |                                    |                                     |                                       |  |
| 58 | Maurice Wassell                           | 5 september 1958  | 32nd Milestone                     | Training Junior Snaefell Race       | AJS 7R Boy Racer                      |  |
| Maurice Wassell, en 26-jarige electriciën uit Thrybergh verongelukte tijdens de avondtraining toen hij de controle over zijn AJS verloor en vrijwel frontaal op de linker wal bij de nadering van de 32e mijlpaal. Hij werd op het wegdek geworpen en verloor zijn helm. Het gebeurde rond 18.45 uur tijdens de tweede ronde van de training. Zijn ouders, zuster en verloofde Margaret zaten op dat moment op de grandstand de trainingen te volgen. |                                           |                   |                                    |                                     |                                       |  |
| 59 | John Hutchinson                           | 8 september 1958  | 32nd Milestone                     | Junior Snaefell Race                | BSA DB32GS Gold Star                  |  |
| John Hutchinson, 33 jaar uit Liverpool, verongelukte tijdens de Junior Snaefell Race drie dagen na Maurice Wassell op vrijwel dezelfde plaats, de 32e mijlpaal bij Brandywell. Zijn BSA raakte de heg aan de linkerkant van de weg, stak de weg over en crashte tegen een betonnen paal. John overleed vrijwel onmiddellijk. De Snaefell Races waren aan het programma toegevoegd voor de nieuwkomers. Vanwege het slechte weer waren ze op zaterdag 6 september uitgesteld. Hutchinson, die gereedschapsmaker van beroep was, liet zijn weduwe achter waarmee hij slechts enkele maanden getrouwd was. |                                           |                   |                                    |                                     |                                       |  |
| Manx Grand Prix 1959, 2 slachtoffers |                                           |                   |                                    |                                     |                                       |  |
| 60 | Jim Coates                                | 5 september 1959  | 33rd Milestone                     | Training Junior Race                | AJS 7R Boy Racer                      |  |
| James Edward ("Jim") Coates (27) had een kleine meubelmakerij in Nelson (Lancashire). Hij woonde daar met zijn echtgenote Emma en twee dochters, Julia (4) en Marjorie (2). Hij racete sinds 1954 op de kleine Britse circuits, maar was ook al enkele malen aangetreden in de Clubmans Junior TT. Op 5 september 1959 trainde hij om 06.45 uur voor de Junior Race van de MGP die vier dagen later zou plaatsvinden. Hij crashte bij de 33e mijlpaal van de Mountain Course, volgens ooggetuigen omdat hij de linker bocht 70 meter voor de mijlpaal te snel had genomen. Zijn voorwiel kwam in het gras waardoor hij de controle verloor. Coates raakte enkele houten palen en maakte enkele salto's. Hij kwam pas bij de 33rd Milestone Shelter tot stilstand. Hij was op slag dood. |                                           |                   |                                    |                                     |                                       |  |
| 61 | John Hamilton                             | 10 september 1959 | 33rd Milestone                     | Senior Race                         | Norton 30M Manx                       |  |
| John Desmond Hamilton was directeur van een "radio and television engineering company", was 26 jaar oud, vrijgezel en woonde in Southampton. Hij reed niet voor het eerst op het eiland Man. In 1956 had hij deelgenomen aan de Clubmans Junior TT. Tijdens de eerste ronde van de Senior Race van de MGP driftte zijn Norton naar de buitenbocht bij de 33e mijlpaal, kwam in het gras en raakte enkele houten palen. Hamilton werd van zijn motor geworpen en kwam in een lager liggend veld terecht. Hij overleed enkele minuten na binnenkomst in Noble's Hospital. |                                           |                   |                                    |                                     |                                       |  |
| Manx Grand Prix 1960, 1 slachtoffer |                                           |                   |                                    |                                     |                                       |  |
| 62 | John Sapsford                             | 8 september 1960  | Westwood Corner                    | Senior Race                         | BSA DBD34GS Gold Star Clubman         |  |
| John Thomas Sapsford was een vrijgezelle stratenmaker uit Eltham (Londen). Hij was een van de laatste starters van de Senior Race. Tijdens zijn tweede ronde verloor hij de controle over zijn BSA bij de uitgang van de rechter bocht bij de 13e mijlpaal, bij de binnenkomst van Kirk Michael. Hij raakte een heg en werd van zijn motor geworpen. Hij lag bewusteloos op de weg. Geoff Cowell, een lokale rijder uit Douglas, remde hard maar crashte eveneens. Sapsford overleed binnen enkele minuten, Cowell werd met beenwonden naar Noble's Hospital gebracht. Beide rijders reden voor het eerst op de Mountain Course. |                                           |                   |                                    |                                     |                                       |  |
| Isle of Man TT 1961, 3 slachtoffers |                                           |                   |                                    |                                     |                                       |  |
| 63 | Mike Brookes, † 11 juni                   | 10 juni 1961      | Glentramman                        | Training Senior TT                  | Norton 30M Manx                       |  |
| Michael Thomas Brookes was een verkoopmanager uit Shirley, een voorstad van Birmingham. Hij begon te racen in 1956 en hij behaalde toen al enkele overwinningen op Aintree en Brands Hatch. In 1957 werd hij zevende in de 350cc-race van de North West 200. In hetzelde jaar viel hij in de Junior Newcomer's Race van de MGP uit terwijl hij aan de leiding lag. Hij schreef wel het ronderecord op zijn naam. In 1958 won hij de 500cc-Senior Race op Oulton Park en werd hij tweede in de 350cc-Junior Race. In de jaren erna trainde hij snelle tijden tijdens de MGP, maar in de races viel hij telkens uit. In 1960 werd hij derde in de 350cc-North West 200 en in 1961 zesde. Op 10 juni 1961 crashte Brookes tijdens de voorlaatste training voor de IOMTT bij Glentramman. Hij had hoofdwonden waaraan hij in Noble's Hospital werd geopereerd, maar hij overleed in de nacht van zaterdag 10 juni op zondag 11 juni. |                                           |                   |                                    |                                     |                                       |  |
| 64 | Marie Lambert (bakkeniste)                | 12 juni 1961      | Gob-ny-Geay                        | Sidecar TT                          | BMW RS 54/Steib                       |  |
| Marie Laure Rosine Lambert, geboren Page was een ervaren bakkeniste. Met haar man Claude, waar ze in 1959 mee getrouwd was, had ze al veel ervaring opgedaan op de Europese circuits. Claude had al deelgenomen aan de Sidecar TT van 1960, waar hij met passagier Gottfried Rüfenacht twintigste was geworden. Om 12.30 op maandag 12 juni 1961 startten 32 zijspancombinaties hun race. In de tweede ronde reden Claude en Marie in dertiende positie. Bij Ramsey haalden ze de combinatie Eric Vincent/Ray Harding in, maar de twee combinaties bleven bij elkaar op de Mountain Section. Na de passage bij Creg-ny-Baa begon Lambert's BMW te schudden met meer dan 160 km/uur en richting Brandish Corner raakte de combinatie in een slip. Ze raakte de graswal aan de linkerkant, sloeg over de kop en werd de lucht in geslingerd. Bij onderzoek van het wrak rees het vermoeden dat een steun van de stroomlijnkuip was afgebroken en de stuurinrichting had geblokkeerd. Marie werd uit het zijspan geworpen en landde op de weg. Ze overleed binnen enkele minuten door een aantal verwondingen. Claude brak een been. Marie werd begraven op de Cimetière de Saint-Georges in haar geboorteplaats Genève. |                                           |                   |                                    |                                     |                                       |  |
| 65 | Ralph Rensen                              | 16 juni 1961      | 11th Milestone                     | Senior TT                           | Norton 30M Manx                       |  |
| Ralph Beverly Rensen was in 1933 geboren in Ruabon (Clwyd), ten zuiden van Wrexham in Noord-Wales. Zijn vader was Nederlands en toen die een baan kreeg in Crosby bij Liverpool verhuisde het gezin daarheen. Ralph behaalde zijn master als ingenieur en op zijn zestiende racete hij al met een Norton uit 1932 (een jaar ouder dan hijzelf). Hij concentreerde zich vooral op de zwaardere (350 en 500 cc) klassen in wedstrijden in Noord-Ierland, het eiland Man en de "short circuits" in het Verenigd Koninkrijk waar hij regelmatig won. Een enkele keer meldde hij zich bij het Continental Circus om op het Europese Vasteland te racen, maar waarschijnlijk vooral in Internationale wedstrijden buiten het wereldkampioenschap wegrace. Hij behaalde zijn beste (WK) resultaat in de Junior TT van 1961, toen hij achter Phil Read (Norton) en Gary Hocking (MV Privat) derde werd. Hij had een fabriekscontract bij Bultaco voor de 125cc-klasse en werd met die machine zesde in de Lightweight 125 cc TT. Vier dagen later startte hij in de Senior TT. Tijdens de vijfde ronde crashte hij net voorbij de 11e mijlpaal. Hij brak daarbij zijn nek en was op slag dood. Een jaar eerder had hij tijdens de Cookstown 100-races aangegeven dat hij wilde stoppen met racen nadat zijn vriend Dave Chadwick op het Circuit Jules Tacheny in Mettet verongelukt was. |                                           |                   |                                    |                                     |                                       |  |
| Manx Grand Prix 1961, 2 slachtoffers |                                           |                   |                                    |                                     |                                       |  |
| 66 | Geoffrey Griffin † 1 september            | 31 augustus 1961  | Glencrutchery Road                 | Training Senior Race                | Matchless G50                         |  |
| Geoffrey James Griffin was een 26-jarige technisch tekenaar uit Isleworth (Groot-Londen). Hij reed zijn derde jaar in de MGP. Tijdens de training voor de Senior Race op 31 augustus raakte hij bij het uitkomen van Governor's Bridge een trottoirband en daarna een boom. Griffin kwam enkele meters verder op de weg terecht en had een aantal interne verwondingen. Hij werd om 16.00 uur opgenomen in Noble's Hospital, maar overleed om 08.40 uur in de ochtend van de 1e september. Volgens een ooggetuige was Griffin mogelijk afgeleid doordat hij op een verkeerd moment op zijn toerenteller had gekeken. |                                           |                   |                                    |                                     |                                       |  |
| 67 | Fred Neville                              | 5 september 1961  | Appledene                          | Junior Race                         | AJS 7R Boy Racer                      |  |
| Frederick Allan ("Fred") Neville, 26 jaar uit Worcester Park (Surrey) runde samen met zijn vader een motorzaak, maar was ook een getalenteerd coureur. In 1960 had hij de Newcomer Award gewonnen toen hij als negende finishte in de Junior Race van de MGP. In 1961 reed hij de snelste kwalificatietijd van 100 deelnemers met zijn Arter-AJS Boy Racer. Bij de start van de Junior Race van dit jaar regende het en Neville vocht om de leiding met de latere winnaar Frank Reynolds. Na de vierde ronde reed Neville aan kop en in de volgende ronde nam hij een voorsprong van anderhalve minuut. Bij de nadering van Appledene Bends verloor hij de controle over zijn machine. De motor begon de glijden en crashte tegen een stenen muur. Een arts was snel ter plaatse maar kon hem niet bij bewustzijn brengen. Onderweg naar Noble's Hospital overleed Neville door hoofdverwondingen. |                                           |                   |                                    |                                     |                                       |  |
| Isle of Man TT 1962, 2 slachtoffers |                                           |                   |                                    |                                     |                                       |  |
| 68 | Tom Phillis                               | 6 juni 1962       | Laurel Bank                        | Junior TT                           | Honda RC 170                          |  |
| 69 | Colin Meehan                              | 6 juni 1962       | Union Mills                        | Junior TT                           | AJS 7R Boy Racer                      |  |
| Tijdens de Junior TT van 1962 vielen twee slachtoffers: Thomas Edward ("Tom") Phillis (26) uit Sydney (Australië) was fabrieksrijder voor Honda en regerend wereldkampioen in de 125cc-klasse, maar hij was in het seizoen 1961 achter Mike Hailwood ook als tweede geëindigd in de 250cc-klasse. Tijdens de TT van 1962 was hij op 4 juni als derde gefinisht in de Lightweight 250 cc TT en in de ochtend van 6 juni was hij eveneens derde in de Lightweight 125 cc TT. 's Middags werd de Junior TT verreden. Tijdens de tweede ronde crashte Phillis bij Laurel Bank en hij overleed ter plaatse. Phillis was getrouwd en vader van twee kinderen: Brenda Ann (2) en Thomas Braddan (1). Zijn goede vriend Gary Hocking, regerend wereldkampioen in zowel de 350- als de 500cc-klasse, besloot onmiddellijk te stoppen met motorracen en over te stappen op de autosport. 6 juni werd een zwarte dag voor de "Anzac"-gemeenschap toen enkele minuten na Tom Phillis ook Colin Meehan verongelukte. Colin Thomas Meehan was een 28-jarige vrijgezelle monteur uit Wellington. Hij had al goede resultaten geboekt in zijn thuisraces, waar hij in 1960 en 1961 in Levin de 500cc-klasse van de National Clubman's TT had gewonnen. Hij reed voor het eerst op het eiland Man en zat net als Phillis in de tweede ronde van de Junior TT. Hij crashte bij Union Mills nadat hij een wobble niet onder controle kreeg. Hij werd van zijn AJS 7R geworpen, landde op de weg en was op slag dood. |                                           |                   |                                    |                                     |                                       |  |
| Manx Grand Prix 1962, 4 slachtoffers |                                           |                   |                                    |                                     |                                       |  |
| 70 | Charles Robinson                          | 4 september 1962  | Bishopscourt                       | Junior Race                         | Honda CR 77                           |  |
| 71 | Billy Pratt                               | 4 september 1962  | Appledene                          | Junior Race                         | Norton 40M Manx                       |  |
| 72 | Geofrey Prentice                          | 4 september 1962  | Birkin's Bend                      | Junior Race                         | AJS 7R Boy Racer                      |  |
| De Junior Race van de MGP van 1962, die in de stromende regen werd verreden, eiste drie slachtoffers, maar negen anderen raakten gewond, waarvan drie ernstig. De race was al een uur uitgesteld vanwege de mist. Het eerste slachtoffer was Charles Edmund Robinson, een 38-jarige garagehouder uit Market Rasen (Lincolnshire). Tijdens zijn tweede ronde van de race kwam hij contact met de Norton van David Williams, die hem probeerde in te halen. Robinson, die op dat moment verloor de macht over zijn 305cc-Honda CR 77, raakte een heg aan de rechterkant van de weg en vloog in de lucht. Hij landde op de weg en was op slag dood. Charles Robinson had weliswaar ervaring op Man, maar dat was lang geleden. In 1947 had hij deelgenomen aan de Manx Grand Prix en in 1950, 1951 en 1952 had hij deelgenomen aan de Clubmans Senior en -Junior races tijdens de TT. Hij liet zijn vrouw Rose en de kinderen Paul en Jillian achter. Paul was 18 jaar en was zijn chefmonteur in de pits. Het tweede slachtoffer was de 20-jarige Thomas William ("Billy") Pratt uit Bedlington (Northumberland). Billy werkte als slager en was lid van de BMCRC (British Motorcycle Racing Club) en de Wirral 100 Club. Hij had in 1962 al ervaring opgedaan op Oulton Park, Charter Hall, Kirklady en andere Britse circuits, maar hij debuteerde op het eiland Man. Hij raakte betrokken bij een ongeval met vier rijders bij Appledene. Toen de coureurs om 12.30 uur langs Greeba Castle reden begon het te regenen. Pratt's achterwiel begon plotseling te glijden terwijl hij aan de kop van de groep reed. Hij crashte tegen een stenen muur, werd in de lucht geworpen en landde met zijn hoofd op de grond. Zijn Norton stuiterde terug op de weg, waar hij werd aangereden door Ernest Wooder. John Evans kon het ongeval niet meer ontwijken en ook John Farrer raakte betrokken. Billy Pratt was op slag dood en Wooder brak zijn voet. Verschillende bronnen meldden dat het ongeluk werd veroorzaakt door een toeschouwer die de weg overstak. Drie coureurs moesten daardoor remmen en Pratt reed bij een van hen achterop. Dit bericht werd nooit officieel bevestigd. Billy wist niet dat zijn vader, zijn jongere broer, een oom en zijn vriendin Carol Stott naar het eiland waren gekomen om hem te feliciteren na zijn eerste race daar. Zij bevonden zich op de TT Grandstand. Geoffrey Charles Prentice was een 24-jarige, tamelijk ervaren coureur uit Cheveley (Cambridgeshire). Hij woonde bij zijn ouders en werkte als radio- en tv-monteur. Hij reed al zijn derde Manx Grand Prix. In de vierde ronde, na zijn tankstop, kwam hij ten val bij Rhencullen. Volgens ooggetuigen liep zijn AJS niet goed en blokkeerde het achterwiel toen hij remde. Hij probeerde de machine onder controle te krijgen, maar crashte en was op slag dood. |                                           |                   |                                    |                                     |                                       |  |
| 73 | Keith Gawler                              | 6 september 1962  | Pinfold Cottage                    | Senior Race                         | Norton 30M Manx                       |  |
| Keith Terrance Gawler was een 22-jarige optisch wetenschapper uit Sidcup (Groot-Londen). Hij startte voor het eerst in de MGP. Tijdens de tweede ronde van de Senior Race raakte zijn Norton in een wobble en vloog tegen een stenen muur bij Glen Auldyn. Keith werd van zijn machine geslingerd. In verpleegster schoot te hulp, maar kon hem niet meer redden. Gawler was lid van de BMCRC (British Motorcycle Racing Club) en de Gravesand Eagles Club en had bijna drie jaar ervaring op de Zuid-Engelse circuits, waaronder Silverstone. |                                           |                   |                                    |                                     |                                       |  |
| Manx Grand Prix 1963, 1 slachtoffer |                                           |                   |                                    |                                     |                                       |  |
| 74 | Raymond Rowe                              | 5 september 1963  | Verandah                           | Senior Race                         | Norton 30M Manx                       |  |
| Raymond E. Rowe was een 24 jaar oude technisch tekenaar uit Consett (County Durham), waar hij nog bij zijn ouders woonde. Zijn ouders waren op het eiland Man, net als zijn verloofde Joan Smith, om de races te volgen. Raymond Rowe was tamelijk ervaren, niet alleen op de Britse circuits, maar ook op Man, waar hij in 1960 en 1962 was gestart in de MGP en in 1961 in drie races van de TT van Man. Tijdens de Senior Race van 1963 reed hij in de vierde ronde op de vijfde plaats bij de nadering van de Mountain Section. Bij Black Hut passeerde hij Brian Smith en nam hij de eerste van drie linker bochten van de Verandah. De tweede bocht miste hij. Zijn machine kwam in het gras en raakte een aantal ijzeren palen van de wegafzetting met ongeveer 130 km/uur. Meer dan 25 meter hek werd vernield, Rowe raakte verstrikt in de draad van de afzetting. Zijn helm werd vernield en hij was op slag dood door een schedelbreuk. |                                           |                   |                                    |                                     |                                       |  |
| Isle of Man TT 1964, 2 slachtoffers |                                           |                   |                                    |                                     |                                       |  |
| 75 | Brian Cockell (bakkenist)                 | 2 juni 1964       | Braddan Bridge                     | Training Sidecar TT                 | Norton 30M Manx / Watsonian           |  |
| Brian William Cockell was een 23-jarige plaatwerker uit Bexleyheath. Hij was een voormalig solo-rijder, maar werd bakkenist van Tony Baitup. Ze waren tamelijk succesvol en wonnen in augustus 1963 op Crystal Palace. In de maanden daarna wonnen ze nog een aantal zijspanraces. In juni 1964 begonnen ze om 18.35 uur aan hun eerste training op het eiland Man. Het circuit was nog nat en glad van de regen die eerder gevallen was. Nog geen twee kilometer na de start probeerden ze een andere combinatie in te halen in de S-bocht bij Braddan Bridge. Baitup verloor de controle over de machine en ging rechtdoor een zijweg in. De combinatie raakte een trottoirband en crashte. Baitup en Cockell vlogen van de machine en liepen een aantal verwondingen op. Ze werden naar Noble's Hospital gebracht waar Brian Cockell een uur na het ongeval overleed. Baitup overleefde de crash en zou nog tot in 1970 deelnemen aan de Sidecar TT. |                                           |                   |                                    |                                     |                                       |  |
| 76 | Peter Essery (bakkenist), † 9 juni        | 8 juni 1964       | Ballaugh Bridge                    | Sidecar TT                          | Matchless G50 / Watsonian             |  |
| Peter Lawrence Essery was een elektricien uit West Croydon (Londen), waar hij bij zijn ouders woonde. Hij was waarschijnlijk 30 jaar oud, maar sommige bronnen melden dat hij 32 jaar was. Hij was al sinds 1961 bakkenist van Alan Young geweest voor hij in 1964 in het zijspan van Norman Huntingford stapte. Zij waren beiden nieuwkomers op het eiland. In de eerste ronde van de Sidecar TT probeerde Huntingford een andere combinatie in te halen bij de nadering van Ballaugh Bridge. Hij raakte de lage muur aan de rechterkant van de brug en coureur en bakkenist werden uit de combinatie geslingerd. Een volgende combinatie, de Triumph van Mike Potter en Ronald Carroll, raakte de Matchless en maakte een ratslag. Peter Essery had een gebroken arm en hoofdverwondingen. Hij werd naar het ziekenhuis van Ramsey gebracht, waar hij de volgende ochtend, dinsdag 9 juni, overleed. Hij werd begraven op de Mitcham Road Cemetery in Croydon. Alle andere betrokkenen overleefden het ongeluk. Huntingford reed in de TT van 1965 met Ray Lindsay, maar verongelukte dodelijk tijdens de TT van Assen van 1966. |                                           |                   |                                    |                                     |                                       |  |
| Manx Grand Prix 1965, 1 slachtoffer |                                           |                   |                                    |                                     |                                       |  |
| 77 | George Armstrong                          | 1 september 1965  | Sulby Bridge                       | Training Senior Race                | Triton                                |  |
| George Brian Armstrong trainde op 1 september voor de Senior Race van de MGP die op donderdag 9 september verreden zou worden. Hij reed dezelfde Triton (Triumph-motor in een Norton Featherbed frame) waarmee hij een jaar eerder was uitgevallen. Hij reed zijn eerste ronde met een gemiddelde snelheid van 125,5 km/uur. Tijdens zijn tweede ronde, rond 06.50 uur, crashte hij met ongeveer 110 km/uur bij Sulby Bridge omdat hij de scherpe rechter bocht miste. Hij raakte een houden richtingbord en vloog een veld in. Marhals die te hulp schoten vonden hem daar dood. Volgens een ooggetuigenrapport was er een marshal ongeveer 500 meter voor de brug gaan staan met bord met de tekst "SUN". Desondanks miste Armstrong zijn rempunt voor de brug. Hij remde helemaal niet en schakelde zelfs niet terug voor te bocht tot het te laat was. Armstrong was 31 jaar, verkeersleider en woonde in Stokesley. Hij liet zijn zwangere vrouw Dorothy achter. Zijn beviel enkele maanden later van hun dochter Julie. George's broer Ray Armstrong, die in 1964 ook deelnam aan de Manx Grand Prix, zou nooit meer racen. |                                           |                   |                                    |                                     |                                       |  |
| Isle of Man TT 1966, 2 slachtoffers |                                           |                   |                                    |                                     |                                       |  |
| 78 | Toshio Fujii                              | 26 augustus 1966  | Cruickshanks Corner                | Training Ultra-Lightweight TT       | Kawasaki KH-1                         |  |
| Toshio Fujii was een 25-jarige fabrieksrijder voor Kawasaki, nadat hij de voorafgaande vijf jaar voor Suzuki had gewerkt. Voor dat merk had hij al races in de lichte klassen in Europa en Engeland gereden. In 1965 had hij races op Oulton Park en Silverstone gewonnen. Hij was al eerder in het jaar naar Engeland gereisd en logeerde bij Kawasaki-importeur Peter Chapman in Guilsborough. Dat was waarschijnlijk in juni geweest, toen de TT eigenlijk verreden had moeten worden. Ze was door een zeeliedenstaking verplaatst naar augustus, voorafgaand aan de Manx Grand Prix. Tijdens de training voor de Lightweight 125 cc TT reed hij een 125cc-Kawasaki KH-1. Toen hij bij Cruickshanks Corner in Ramsey een andere rijder wilde passeren raakte hij een trottoirband. Hij viel en werd naar Ramsey Cottage Hospital gebracht, waar hij om 21.30 uur overleed. |                                           |                   |                                    |                                     |                                       |  |
| 79 | Brian Duffy                               | 28 augustus 1966  | Mountain Box                       | Lightweight TT                      | Yamaha TD 1 B                         |  |
| Vertegenwoordiger Brian Duffy uit Solihull was een ervaren rijder. Hij was dan ook al 47 jaar oud en was al in 1951 op het eiland Man gedebuteerd. Tijdens de laatste ronde van de Lightweight 250 cc TT crashte hij in de Mountain Box waarbij hij overleed. Brian Duffy was vrijgezel. |                                           |                   |                                    |                                     |                                       |  |
| Isle of Man TT 1967, 1 slachtoffer |                                           |                   |                                    |                                     |                                       |  |
| 80 | Alf Shaw                                  | 10 juni 1967      | Mountain Box                       | Training Senior TT                  | Norton 30M Manx                       |  |
| Alfred Evans ("Alf") Shaw, 51 jaar uit Woodchurch was een ervaren coureur die al voor de Tweede Wereldoorlog in de MGP reed. In 1937 reed hij zijn beste race, toen hij tiende werd in de 250cc-Lightweight Race. In 1949 startte hij voor het eerst in de TT van Man. Na een lange pauze begon hij in 1960 weer te racen en vanaf dat moment was hij een regelmatig deelnemer aan de TT. Heel vroeg in de ochtend van 10 juni, rond 04.45 uur, crashte hij tijdens zijn eerste trainingsronde tussen de Mountain Box en Black Hut. Door de mist werd zijn val niet opgemerkt, hij werd bewusteloos op de weg gevonden door de passerende Kel Carruthers. Die bood eerste hulp, maar Carruthers en de toegesnelde marhals konden niets voor Shaw doen. Hij overleed ongeveer een uur na het ongeluk. |                                           |                   |                                    |                                     |                                       |  |
| Manx Grand Prix 1967, 2 slachtoffers |                                           |                   |                                    |                                     |                                       |  |
| 81 | Geoff Proctor                             | 29 augustus 1967  | Rhencullen Hill                    | Training Lightweight Race           | Cotton Telstar                        |  |
| Geoffrey Proctor was een 24-jarige tekenaar uit Southampton. Hij was in 1966 als 25e gefinisht in de Lightweight Race. Tijdens de eerste ronde van de training voor dezelfde race in 1967 verloor hij bij nadering van Birkin's Bend de controle over zijn machine doordat zijn achterwiel uitbrak. De machine raakte een trottoirband en Geoff werd uit het zadel geworpen. Ondanks de snelle hulp van de marshals overleed hij vrijwel onmiddellijk. |                                           |                   |                                    |                                     |                                       |  |
| 82 | Ken Herbert                               | 1 september 1967  | Doran's Bend                       | Training Senior Race                | Norton 30M Manx                       |  |
| Kenneth Edwin ("Ken") Herbert was een 26-jarige motorfietsmonteur die nog bij zijn ouders in Holloway (Londen) woonde. Hij was lid van de Greenwich Motor Cycling Club en de Louth Motor Cycle Club. Hij was het tweede slachtoffer in de trainingsweek van de MGP na Geoff Proctor. Hij trainde voor de Senior Race, waaraan hij eigenlijk met zijn Triton had willen deelnemen, maar die machine wilde niet starten. Daarom gebruikte hij zijn oude Norton Manx. Het regende al de hele dag. 's Avonds om 18.35 uur gleed zijn machine weg bij Doran's Bend. Ken werd van de machine geworpen en raakte vier betonnen palen. Peter Ward, die achter hem reed, vond hem en probeerde hem samen met de marshals te helpen, maar dat was tevergeefs. |                                           |                   |                                    |                                     |                                       |  |
| Isle of Man TT 1968, 1 slachtoffer |                                           |                   |                                    |                                     |                                       |  |
| 83 | Ian Veitch                                | 10 juni 1968      | Ballagarey Corner                  | Lightweight TT                      | Kawasaki A1-R Samurai                 |  |
| Ian D'arcy Veitch was een 23-jarige monteur uit Nieuw-Zeeland, maar hij woonde en werkte in Londen. Hij debuteerde op het eiland Man. In de tweede ronde van de Lightweight 250 cc TT liep zijn Kawasaki vast bij Ballagarey Corner (Glen Vine). Veitch raakte een paaltje. Volgens sommige bronnen overleed hij onmiddellijk, volgens andere onderweg naar het ziekenhuis. |                                           |                   |                                    |                                     |                                       |  |
| Manx Grand Prix 1968, 2 slachtoffers |                                           |                   |                                    |                                     |                                       |  |
| 84 | Peter Ray                                 | 3 september 1968  | Ballaugh Bridge                    | Lightweight Race                    | Aermacchi Ala d'Oro 250               |  |
| 85 | Roger Perrier                             | 3 september 1968  | Kirk Michael                       | MGP Junior Race                     | Norton 40M Manx                       |  |
| Op 3 september 1968 verongelukten twee coureurs in verschillende races. Het was een donkere, grijze dag met voortdurend dreiging van regen. Rond 11.00 uur, tijdens de derde ronde van de Lightweight Race verloor Peter Ray (22) uit Grays (Essex bij nadering van Ballaugh Bridge de controle over zijn Aermacchi toen zijn voorwiel plotseling weggleed. Ray, een ontwikkelingsingenieur bij de Ford Motor Company en een ervaren coureur, overleed ter plaatse. Zijn 18-jarige vrouw Susan beviel diezelfde ochtend van hun dochter Laura. Enkele uren later overleed Roger Perrier tijdens de Junior Race. Intussen regende het en waaide het ook hard. Rond 15.55 uur, tijdens de vijfde ronde, crashte Perrie bij het binnenrijden van Kirk Michael, net nadat hij Maurice Jeffrey had ingehaald in Douglas Road Corner. Aan het einde van de bocht vloog hij van de weg en raakte hij een trottoirband. Perrier vloog tegen een bakstenen pilaar en liep zware verwondingen op. Hij werd opgehaald door een helikopter, maar was overleden voor die er was. Perrier was 29 jaar oud en was al zes jaar gehuwd met Eileen. Ze hadden geen kinderen. |                                           |                   |                                    |                                     |                                       |  |
| Isle of Man TT 1969, 1 slachtoffer |                                           |                   |                                    |                                     |                                       |  |
| 86 | Arthur Lavington                          | 6 juni 1969       | Alpine Cottage                     | Training Junior TT                  | Velocette KTT Mk VIII                 |  |
| Edgar Arthur Lavington (ca. 52 jaar) uit Farnborough (Hampshire) nam al vanaf 1949 regelmatig deel aan de Isle of Man TT, altijd met Velocettes, want hij was dealer van dat merk. Tijdens de avondtraining op 6 juni 1969 kwam hij bij Alpine Cottage in botsing met een andere coureur. Daarna raakte hij een trottoirband en crashte hij. Hij overleed ter plaatse door hersenletsel. Hij liet drie kinderen uit zijn eerste huwelijk na: Raymond, Sandra en Stephen. Hij was gescheiden van zijn tweede vrouw, Brenda. Zijn as werd verstrooid op de Mountain Course. |                                           |                   |                                    |                                     |                                       |  |
| Manx Grand Prix 1969, 3 slachtoffers |                                           |                   |                                    |                                     |                                       |  |
| 87 | Gordon Taylor                             | 25 augustus 1969  | Alpine Cottage                     | Training Lightweight Race           | Kawasaki A7 Avenger                   |  |
| Gordon Victor Taylor was een 30-jarige plaatwerker uit Rainhill. Hij trainde op 25 augustus voor de Lightweight Race toen hij rond 06.55 uur tijdens zijn tweede rondje bij Alpine Cottage de controle over zijn Kawasaki verloor. Men nam aan dat hij door de zon verblind werd. Zijn machine raakte een trottoirband aan de linkerkant en stuiterde terug de weg op om aan de rechtkant in een heg te vliegen. Taylor werd afgeworpen en raakte een boom waarbij hij vrijwel onmiddellijk overleed. Taylor was tamelijk ervaren op het eiland Man. Sinds 1964, toen hij met een Cotton debuteerde, had hij elk jaar deelgenomen aan de Manx Grand Prix. |                                           |                   |                                    |                                     |                                       |  |
| 88 | Michael Bennett, † 27 augustus            | 26 augustus 1969  | Glen Helen                         | Training Junior Race                | Yamaha TR 2                           |  |
| Michael Leslie Bennett was een 31-jarige monteur en garagehouder uit Towcester. Hij was een van de favorieten voor de overwinning in de Junior Race. Tijdens de vierde trainingssessie in slecht weer met laaghangende bewolking en mistbanken verloor hij de controle over zijn Yamaha bij Glen Helen. Omdat het een avondtraining betrof (het ongeluk gebeurde rond 19.00 uur), vermoedde men ook hier verblinding door de zon. Bennett raakte de graswal aan de linkerkant. Een politieman en twee marshals waren snel ter plaatse en vonden hem bewusteloos. Hij werd naar Noble's Hospital gebracht, waar hij de volgende ochtend op de Intensive Care Unit overleed. Bennett liet zijn vrouw Ruth en hun twaalf maanden oude zoon Paul achter. Bennett was een ervaren coureur, die ook al in de Isle of Man TT had gereden. Hij had aangegeven dat hij vanwege de geboorte van Paul aan het einde van het seizoen zou stoppen met racen. |                                           |                   |                                    |                                     |                                       |  |
| 89 | Iain Sidey                                | 28 augustus 1969  | Quarterbridge                      | Training Senior Race                | Matchless G50 (Featherbed frame)      |  |
| Iain Sidey was een 26-jarige technisch tekenaar uit Glasgow. Tijdens zijn derde trainingsronde voor de Senior Race viel hij toen zijn zelfbouw-Matchless G50 met Norton Featherbed frame, Norton-tank en Norton-wielen begon te glijden toen hij uit Quarterbridge accelereerde. Hij werd zwaargewond naar Noble's Hospital gebracht, maar overleed voor hij daar aankwam. Zijn vrouw Patricia Margaret was in de pit toen het ongeluk gebeurde. Onderzoek door de coroner wees als mogelijke oorzaak een slappe primaire ketting aan, die een haperende koppeling veroorzaakt had. Een ontwerpfout die ertoe leidde dat deze coroner waarschuwde voor zelfbouwprojecten. |                                           |                   |                                    |                                     |                                       |  |
| Isle of Man TT 1970, 6 slachtoffers |                                           |                   |                                    |                                     |                                       |  |
| 90 | Les Iles                                  | 1 juni 1970       | Kate's Cottage                     | Training Ultra-Lightweight TT       | Bultaco TSS 125                       |  |
| De eerste van 6 slachtoffers van de TT van 1970 was Lester John Auston ("Les") Iles (40) uit Henfield. Op maandagmorgen 1 juni crashte hij met zijn 125cc-Bultaco net voorbij Kate's Cottage tijdens zijn eerste trainingsrondje voor de Lightweight 125 cc TT. Er waren geen getuigen van het ongeval. Iles werd liggend op de weg gevonden. Hij werd naar Noble's Hospital gebracht, waar hij kort na aankomst overleed. Men vermoedde dat zijn voorrem had geweigerd doordat de gesoldeerde nippel van de bowdenkabel was afgebroken. Iles had al zes keer deelgenomen aan de Lightweight 125 cc TT, met als beste resultaat een vijftiende plaats in 1969. |                                           |                   |                                    |                                     |                                       |  |
| 91 | Mick Collins                              | 3 juni 1970       | Verandah                           | Training Senior TT                  | Seeley G50                            |  |
| Michael Collins, een 26-jarige boilerbouwer uit Crayford racete al zes jaar. In 1969 was hij zesde geworden in de Senior Race van de MGP waardoor hij de Newcomers Award won, maar nu trainde hij voor de Senior TT. In zijn tweede ronde raakte hij bij de Verandah van de weg en vloog door een hek waardoor hij om het leven kwam. Hij reed een 500cc-Seeley G50. In zijn vrije tijd hielp hij Colin Seeley met de bouw van zijn motorfietsen en hij testte die ook op Brands Hatch. |                                           |                   |                                    |                                     |                                       |  |
| 92 | Dennis Blower (zijspancoureur)            | 3 juni 1970       | Mountain Box                       | Training Sidecar TT                 | BSA Gold Star (BSA A65-motor)         |  |
| Zijspancoureur Dennis Blower, een 23-jarige onderhoudsmonteur uit Mattersea (Yorkshire), had al tijdens zijn eerste optreden op het Mountain Circuit in 1969 een ernstig ongeluk gehad, toen nog samen met bakkenist Tony Skirrow. Beiden moesten dagen in het ziekenhuis doorbrengen. Op 3 juni 1970 trainde Blower met bakkenist Stuart Brown voor de Sidecar 750 cc TT die in tegenstelling tot de Sidecar 500 cc TT niet meetelde voor het wereldkampioenschap. Daarvoor had hij de 500cc-Gold Star-motor vervangen door een 654cc-A65-motor. Rond 20.15 uur was hij bezig met zijn tweede trainingsronde. Bij de nadering van de Mountain Box, tussen de 28th Milestone en de 29th Milestone week zijn zijspancombinatie plotseling naar rechts en botste met een hek om tot stilstand te komen in het lager liggende grasland. Blower werd naar Noble's Hospital gebracht, waar hij om 21.30 uur overleed. Hij was tien maanden getrouwd met Anne, die zwanger was. Na zijn dood stelden vrienden de "Dennis Blower Trophy" in voor het beste zijspanteam uit de omgeving van Retford tijdens de Isle of Man TT. Bakkenist Stuart Brown liep armverwondingen op. |                                           |                   |                                    |                                     |                                       |  |
| 93 | Santiago Herrero, † 10 juni               | 8 juni 1970       | 13th Milestone                     | Lightweight TT                      | Ossa 250 Monocoque                    |  |
| De 27-jarige Santiago Herrero Ruiz uit Madrid was een veelbelovend coureur, die in het 250cc-WK van 1969 als derde was geëindigd met het relatief kleine merk Ossa. Hij miste de wereldtitel door een val in de laatste race, de GP van de Adriatische Zee. Hij kwam in 1970 ook als leider in dat kampioenschap naar Man. Tijdens de Lightweight 250 cc TT viel hij bij Braddan en hij verloor ongeveer een minuut met het weer rijklaar maken van zijn machine. Hij was desondanks nog steeds vierde en binnen twee ronden zat hij weer bij de leidende groep met Kel Carruthers, Paul Smart en Rodney Gould. Bij nadering van de linker bocht bij de 13e mijlpaal kwam zijn Ossa in een wobble en gleed daarna weg. Men vermoedde dat gesmolten asfalt de oorzaak was. Stan Woods, die achter Herrero reed, crashte toen hij Herrero probeerde te ontwijken en brak een enkel, een been en een sleutelbeen. Herrero werd bewusteloos naar Noble's Hospital gebracht, waar hij twee dagen later, op 10 juni, overleed. Herrero was vrijgezel. |                                           |                   |                                    |                                     |                                       |  |
| 94 | John Wetherall                            | 12 juni 1970      | Milntown Cottage / Gardener's Lane | Senior TT                           | Norton 30M Manx                       |  |
| 95 | Brian Steenson, † 17 juni                 | 12 juni 1970      | Mountain Box                       | Senior TT                           | Seeley G50                            |  |
| Tijdens de Senior TT verongelukten nog twee coureurs. John Joseph Wetherall was een 30-jarige loodgieter, die in Engeland was geboren maar op Malta woonde en werkte. Hij was een ervaren rijder die in 1967 de Junior Race van de MGP al had gewonnen. Tijdens de Senior TT van 1970 crashte hij bij nadering van de stad Ramsey bij Milntown Cottage. Hij liet een weduwe en een 10 maanden-oude zoon achter. Robert William Brian Steenson verongelukte tijdens de derde ronde van de Senior TT. De 23-jarige Steenson was ook een ervaren coureur, die al in Engeland, Noord-Ierland en Europa had gereden. Hij werkte samen met Gordon Blair en Colin Seeley aan de ontwikkeling van tweetaktmotoren aan de Queens University Belfast. In de Junior TT van 1969 was hij met een Aermacchi Ala d'Oro 350 tweede geworden achter Giacomo Agostini (MV Agusta), maar hij scoorde altijd punten als hij aan de Ulster Grand Prix deelnam. Hij werkte als ontwikkelingsingenieur voor BSA, waar hij op dat moment een 250cc-racer gebaseerd op de BSA B25 ontwikkelde, maar racete met een Seeley (BSA had geen geschikte 500cc-racers). Op vrijdag 12 juni verloor hij tijdens derde ronde van de Senior TT de controle over zijn machine toen zijn achterwiel in de linker bocht bij de Mountain Box omhoog sprong en naar rechts uitstapte. Steenson reed toen op de vierde plaats achter Giacomo Agostini, Peter Williams en Alan Barnett met ongeveer 160 km/uur. Hij werd per helikopter naar Noble's Hospital gebracht, waar hij vijf dagen later, op 17 juni, overleed aan een schedelbasisfractuur. BSA stopte het 250cc-racer-project na Steenson's overlijden. |                                           |                   |                                    |                                     |                                       |  |
| Manx Grand Prix 1970, 1 slachtoffer |                                           |                   |                                    |                                     |                                       |  |
| 96 | George Collis, † 2 september              | 1 september 1970  | Handley's Corner                   | Lightweight Race                    | Yamaha TD 2                           |  |
| George Robert Vivian Collis, een 35-jarige garagehouder uit Southampton, was het zevende slachtoffer in 1970. Hij was een bekend Endurancerijder. Hij had in 1969 de Spaanse 12-uursrace in Jarama gewonnen, maar hij was ook een vaste deelnemer aan de Thruxton 500 en in augustus 1970 was hij met Mike Samways met een Triumph Bonneville derde geworden in de 6-uursrace van Zandvoort. Die race had hij al enkele malen gewonnen met Ken Buckmaster, de vader van Simon Buckmaster op een Triumph Bonneville Thruxton. Tijdens de 250cc-Lightweight Race van de MGP crashte hij in de 160 km-uur Handley's Corner en klapte tegen de wal langs de weg. Het ongeval gebeurde mogelijk door een gemiste versnelling, een ooggetuige verklaarde dat Collis' Yamaha in neutraal leek te staan toen het gebeurde. Collis werd naar Noble's Hospital gebracht waar hij in de vroege uren van 2 september overleed. Hij liet een weduwe en twee zoons, Nick (7) en Geoff (11) na. |                                           |                   |                                    |                                     |                                       |  |
| Isle of Man TT 1971, 2 slachtoffers |                                           |                   |                                    |                                     |                                       |  |
| 97 | Brian Finch                               | 9 juni 1971       | Ballacraine                        | Production 500 TT                   | Suzuki T 500                          |  |
| Brian Finch was een ca. 24 jaar oude monteur uit Denton (Greater Manchester) en had al wat ervaring op Man. In 1970 was hij in drie klassen gestart en zevende geworden in de Production 500 TT met een Velocette. In de Lightweight 250 cc TT van 1971 was hij met een Yamaha als 24e geëindigd. Rond 14.15 uur, in de eerste ronde van de Production 500 TT van 1971 naderde Finch in gezelschap van andere rijders Ballacraine, maar hij miste de bocht en reed de voordeur van het Ballacraine Hotel binnen. Hoewel er meteen medische verzorging was overleed Finch kort na het ongeval. Drie toeschouwers die op de trappen van het hotel zaten raakten licht gewond. Men vermoedde dat de voorrem van Finch' Suzuki geweigerd had. Finch liet zijn vrouw Christine en vierjarige zoon Paul achter. |                                           |                   |                                    |                                     |                                       |  |
| 98 | Maurice Jeffrey                           | 12 juni 1971      | Rhencullen                         | Senior TT                           | Norton 30M Manx                       |  |
| Maurice Arthur Jeffrey was een 28-jarige vrijgezelle schrijnwerker uit Cardiff (Wales). Ook hij was een ervaren rijder die in 1968 19e was geworden in de Junior Race van de MGP. Tijdens de Southern 100 van 1970 op het Billown Circuit had hij tijdens de trainingen beide enkels gebroken toen hij betrokken was bij het dodelijke ongeval van zijn mede-Welshman Roger Perrier. Op 12 juni 1971 crashte hij tijdens de openingsronde van de Senior TT bij Rhencullen toen hij de trottoirband aan de linkerkant raakte en door een heg vloog. Hulpverleners vonden hem bewusteloos en hij overleed ter plaatse. |                                           |                   |                                    |                                     |                                       |  |
| Isle of Man TT 1972, 1 slachtoffer |                                           |                   |                                    |                                     |                                       |  |
| 99 | Gilberto Parlotti                         | 9 juni 1972       | Verandah                           | Lightweight 125 cc TT               | Morbidelli 125                        |  |
| Gilberto Parlotti uit Triëst had in 1971 gesteund door zijn teammanager Giancarlo Morbidelli nog een herenakkoord met Ángel Nieto gesloten om niet naar Man te gaan na de dood van Santiago Herrero. In 1972 ging hij echter zelf aan de leiding van het 125cc-wereldkampioenschap en die voorsprong wilde hij uitbouwen. Daarom besloot hij toch om aan de Lightweight 125 cc TT deel te nemen, tegen de zin van Morbidelli. Chas Mortimer, die tot dat moment een voorstander van de Isle of Man TT was, had tijdens de trainingen al de gevaarlijke situatie in de buurt van de Verandah opgemerkt en gemeld aan de organisatie. In plaats van een muurtje af te dekken of te verwijderen werden er echter betonnen paaltjes geplaatst. Het verzoek van Mortimer om díe dan ten minste te voorzien van strobalen werd afgewezen. Parlotti had zich uitstekend voorbereid: met een geleende 750cc-Ducati had hij minstens 60 trainingsronden (3.600 km) gereden. De Lightweight 125 cc TT werd met slecht weer verreden, maar Parlotti nam bij de start meteen de leiding. Na de eerste ronde had hij al 15 seconden voorsprong op Chas Mortimer. In de tweede ronde liep zijn Morbidelli vast bij de Verandah. Hij werd zwaar gewond per helikopter afgevoerd naar Noble's Hospital in Douglas, maar bleek bij aankomst al te zijn overleden. Hij werd postuum vijfde in het wereldkampioenschap 125 cc. Parotti liet zijn vrouw Rosanna en achtjarige zoon Paolo achter. |                                           |                   |                                    |                                     |                                       |  |
| Manx Grand Prix 1972, 1 slachtoffer |                                           |                   |                                    |                                     |                                       |  |
| 100 | Christy Clarke                            | 28 augustus 1972  | Glen Helen                         | Training Lightweight Race           | Yamaha TD 3                           |  |
| Meubelmaker Christopher M. ("Christy") Clarke (23) uit Dublin was in 1969 26e geworden in de Junior Race van de MGP met een AJS 7R. In 1970 kreeg hij tijdens die race een ernstig ongeluk, waardoor hij ook in 1971 nog niet kon racen. In 1972 keerde hij terug met een 250cc-Yamaha. Tijdens de training op 28 augustus raakte hij een trottoirband bij Glen Helen. Zijn machine vloog tegen de strobalen die een stenen muur afschermden, maar Clarke zelf vloog omhoog en landde boven op de muur, terwijl hij zijn helm verloor. Hij overleed ter plaatse. Clarke was een bekend deelnemer aan de races in Ierland en Ulster. De Fingal Motor Cycle Club organiseerde tussen 1974 en 1993 de "Christy Clarke Memorial Race" op het Mondello Park Circuit in County Kildare. De Clarke-familie was daar altijd bij uitgenodigd en reikte de trophee uit aan de winnaar. In 1975 was Joey Dunlop die winnaar. |                                           |                   |                                    |                                     |                                       |  |
| Isle of Man TT 1973, 1 slachtoffer |                                           |                   |                                    |                                     |                                       |  |
| 101 | John Clarke                               | 2 juni 1973       | Union Mills                        | Production 250 TT                   | Suzuki T20 Super Six                  |  |
| John Lawrence Clarke was een 25-jarige machinebankwerker uit Whittlebury. Hij had aan de MGP van 1971 en 1972 deelgenomen en hij was in 1972 samen met Lyn Jenkins derde geworden in de Thruxton 500 op dezelfde Suzuki T20 waarmee hij in 1973 voor het eerst in de IOMTT startte. In de openingsronde van de Production 250 TT crashte hij bij Union Mills, waarschijnlijk door een vastloper. |                                           |                   |                                    |                                     |                                       |  |
| Manx Grand Prix 1973, 1 slachtoffer |                                           |                   |                                    |                                     |                                       |  |
| 102 | Eric Piner                                | 5 september 1973  | Douglas Road Corner                | Lightweight Race                    | Yamaha TZ 250                         |  |
| Eric Ronald Piner, een 22-jarige vrijgezelle monteur uit Southall was al vier jaar een bekende coureur in het amateurcircuit. Hij was in de Lightweight Race van de MGP van 1972 14e geworden als vertegenwoordiger van de Newmarket and District Motorcycle Club. Samen met Dave Arnold en Paddy Reid won hij de Bills/Harding Trophy"-teamprijs. In 1973 kwam hij terug naar Man om deel te nemen aan de Lightweight Race, die vanwege het slechte weer was uitgesteld tot woensdagochtend 5 september. Tijdens zijn openingsronde verloor hij de controle over zijn 250cc-Yamaha bij nadering van de rechter bocht Douglas Road Corner bij binnenkomst van Kirk Michael. Hij vloog tegen een stenen muur waar weliswaar strobalen voor lagen, maar hij werd ernstig gewond per helikopter naar Noble's Hospital gebracht. Hij overleed kort na aankomst. |                                           |                   |                                    |                                     |                                       |  |
| Isle of Man TT 1974, 2 slachtoffers |                                           |                   |                                    |                                     |                                       |  |
| 103 | Peter Hardy (zijspancoureur)              | 27 mei 1974       | Laurel Bank                        | Training Sidecar 750 cc TT          | 750cc-HTS -Imp                        |  |
| Zijspancoureur Peter Lingard Hardy race al vanaf 1969 met zijn tweelingbroer Ron in de Sidecar TT met zijn zelfbouw HTS (Hardy Twin Special) met 750cc-Hillman Imp-motor of - in de 500cc-klasse - met een 500cc-Triumph-motor . Het woord "Twin" sloeg dan ook niet op de motor, een viercilinderlijnmotor bij de Hillman Imp, maar op het feit dat ze tweelingen waren. In 1973 waren ze als tweede in het Britse zijspan-kampioenschap geëindigd. Tijdens de tweede ronde van de eerste training voor de Sidecar 750 cc TT van 1974 crashte de combinatie van de Hardy-broers tegen een stenen pilaar bij Laurel Bank, waarschijnlijk door een gebroken gaskabel. Peter had meerdere verwondingen en overleed in de helikopter onderweg naar Noble's Hospital. Peter en zijn broer waren 38 jaar oud. Peter werkte als electriciën in Ashton-under-Lyne en was vrijgezel. |                                           |                   |                                    |                                     |                                       |  |
| 104 | Dave Nixon                                | 1 juni 1974       | Glen Helen                         | Production 1000 TT                  | Triumph T150V Trident                 |  |
| David John ("Dave") Nixon was 30 jaar oud en kwam uit Ashford (Kent). Hij was een ervaren amateur, die al vanaf 1967 aan de Production TT deelnam. De Production 1000 TT van 1974 was vanwege het weer al uitgesteld van zaterdag naar dinsdag 1 juni. Nixon reed in zijn tweede ronde toen zijn Triumph bij de linker bocht van Glen Helen begon te glijden. Nixon probeerde de controle te herwinnen, maar de machine vloog het voetpad op en crashte tegen een stenen muur. Nixon werd afgeworpen en landde op het wegdek. Hij werd per helikopter naar Noble's Hospital gebracht, waar hij later op de dag overleed. |                                           |                   |                                    |                                     |                                       |  |
| Manx Grand Prix 1974, 2 slachtoffers |                                           |                   |                                    |                                     |                                       |  |
| 105 | Nigel Christian                           | 26 augustus 1974  | Windy Corner                       | Training Lightweight Race           | Yamaha TZ 250                         |  |
| Nigel John Christian was een 27-jarige televisiemonteur uit Peterborough. Hij zou voor het eerst op het eiland Man rijden, nadat hij alleen ervaring had opgedaan op Snetterton en Mallory Park. Op maandagavond rond 18.55 uur werd hij ter hoogte van Brandywell gevolgd door de snellere Métisse-Matchless G50 van Russell Webb. Net voor Windy Corner raakte Webb het achterwiel van Cristian, die daardoor in een hek crashte. Hij overleed enkele minuten later ter plaatse door meerder borst- en interne verwondingen. Webb werd met arm- en knieverwondingen naar Noble's Hospital gebracht en zou nooit meer racen. Na het ongeluk werd de training stilgelegd. |                                           |                   |                                    |                                     |                                       |  |
| 106 | David Forrester                           | 3 september 1974  | Glen Helen                         | Junior Race                         | Kirby-Métisse-AJS 7R                  |  |
| David Forrester was een architect uit Greenwich. Hij nam voor de tweede keer deel aan de MGP. In 1973 was hij 40e geworden in de 500cc-Senior Race. Nu nam hij met een door de gebroeders Rickman samen met Tom Kirby geprepareerde 350cc-AJS Boy Racer deel aan de Junior Race. Dinsdag 3 september begon met regen en mist, maar in de middag, toen de race werd verreden, was het opgeklaard. In de eerste ronde nam Forrester de bocht bij Glen Helen te snel. Volgens een toekijkende marshal driftte hij richting de trottoirband, ging rechtop zitten en klapte via het trottoir tegen een muur en een aantal bomen. Hij was op slag dood. Forrester liet zijn vrouw Daphne en twee kinderen, Paul (4) en Jill (2) achter. |                                           |                   |                                    |                                     |                                       |  |
| Isle of Man TT 1975, 2 slachtoffers |                                           |                   |                                    |                                     |                                       |  |
| 107 | Peter McKinley                            | 28 mei 1975       | Pinfold Cottage                    | Training Senior TT                  | Padgett-Yamaha TZ 500                 |  |
| Peter McKinley was een ervaren coureur uit Batley (Yorkshire), maar hij kwam oorspronkelijk uit Worcestershire. Hij werkte als chefmonteur bij Peter en Don Padgett, motorhandelaren en tuners. Hij reed al sinds 1969 en had al WK-punten gescoord in de Franse GP van 1975, in de GP van Duitsland van 1975 en in de GP van Spanje van 1975. Tijdens de avondtraining voor de Formula 750 Classic TT verloor hij in zijn tweede ronde de controle over zijn motorfiets en vloog met ongeveer 160 km/uur tegen een stenen muur bij Pinfold Cottage. Thomas Robinson kwam seconden later langs de plaats van het ongeval en waarschuwde enkele marshals verderop. McKinley werd per helikopter naar Noble's Hospital gebracht, waar hij om 21.15 uur overleed. Volgens een niet bevestigde bron zou McKinley op hoge snelheid verstikt zijn door zijn losgeraakte kunstgebit. Peter Kinley was een van de vijf winnaars van de Cadwell Conquerer Golden Helmet die verongelukten terwijl ze die titel droegen. De andere waren Geoff Barry, Billie Nelson en Phil Bosco die tijdens races omkwamen en Ken Redfern die in 1973 omkwam bij een verkeersongeval. Bij het laatste slachtoffer, Phil Bosco in 1977, werd de Golden Helmet meebegraven. |                                           |                   |                                    |                                     |                                       |  |
| 108 | Phil Gurner                               | 4 juni 1975       | Pinfold Cottage                    | Senior TT                           | 354cc-Yamaha TZ 350                   |  |
| Philip Gurner crashte tijdens de Senior TT van 1975 op dezelfde plaats waar tijdens de trainingen Peter McKinley was verongelukt. Gurner, een 22-jarige coureur uit Dinnington (South Yorkshire), had al aan tien TT-races deelgenomen. Voor de Senior TT was zijn Yamaha TZ 350 voorzien van licht opgeboorde cilinders en iets grotere zuigers, waardoor de cilinderinhoud op 354 cc was gekomen. In zijn vierde ronde merkte hij dat de weg nat was geworden door een korte regenbui. Hij verloor de controle over zijn machine en werd uit het zadel geworpen. Hij was vrijwel op slag dood. Gurner werd begraven op Douglas Borough Cemetery, tegenover de TT Grandstand. |                                           |                   |                                    |                                     |                                       |  |
| Manx Grand Prix 1975, 1 slachtoffer |                                           |                   |                                    |                                     |                                       |  |
| 109 | Brian McComb                              | 2 september 1975  | Barregarrow                        | Lightweight Race                    | Yamaha TZ 250                         |  |
| Robert Brian ("Spikey") McComb was een 24-jarige monteur uit Ballynahinch (County Down). Hij was een ervaren coureur die al voor de vierde keer aan de MGP deelnam. Hij werd op slag gedood toen hij rond 10.15 uur tijdens de Lightweight Race met ongeveer 190 km/uur bij de "Bottom of Barregarrow" op het voetpad terecht kwam. Hij probeerde terug op de rijbaan te komen, maar zijn voorwiel bleef in de goot hangen. De motor stak de weg over en crashte tegen een boom en de rijder tegen een paal. |                                           |                   |                                    |                                     |                                       |  |
| Isle of Man TT 1976, 2 slachtoffers |                                           |                   |                                    |                                     |                                       |  |
| 110 | Walter Wörner (bakkenist)                 | 7 juni 1976       | Greeba Castle                      | Sidecar TT                          | Yamaha TZ 500                         |  |
| De 22-jarige Walter Wörner uit de Landkreis Böblingen (Baden-Württemberg) fungeerde als sinds 1973 als bakkenist van Siegfried Maier, die in hetzelfde dorp woonde. Ze reden beiden voor het eerst op het eiland Man. Om 14.30 uur, kort na de start van de Sidecar TT raakte het zijspanwiel (dat links zat) met ongeveer 190 km/uur een muur bij Greeba Castle. Wörner werd op het asfalt geworpen terwijl de zijspancombinatie het trottoir raakte en brandend in de strobalen vloog. De toegesnelde marshals konden niets meer doen om het leven van Wörner te redden. Maier werd met armverwondingen naar Noble's Hospital gebracht en overleefde het ongeluk. Wörner was gehuwd en had een driejarig kind. Hij werkte als monteur. |                                           |                   |                                    |                                     |                                       |  |
| 111 | Les Kenny                                 | 12 juni 1976      | Union Mills                        | Lightweight TT                      | Yamaha TZ 250                         |  |
| Leslie Frederick ("Les") Kenny had al sinds het begin van de jaren zeventig in Australië gereden. In 1974 startte hij in drie klassen in de IOMTT en in 1975 zelfs in vijf klassen met als beste resultaat de tiende plaats in de Senior TT. In 1976 viel hij uit in de Senior TT en de Junior TT en werd samen met Louis Carr twintigste in de Production TT. Hij startte ook in de Lightweight 250 cc TT, maar kort na de start liep zijn Yamaha bij Union Mills vast. Kenny kwam ten val en overleed ter plaatse. Hij was 30 jaar oud. |                                           |                   |                                    |                                     |                                       |  |
| Manx Grand Prix 1976, 1 slachtoffer |                                           |                   |                                    |                                     |                                       |  |
| 112 | David Featherstone                        | 7 september 1976  | Alpine Cottage                     | Junior Race                         | Yamaha TZ 350                         |  |
| David Featherstone was een Flight Lieutenant en lid van de Royal Air Force Motor Sports Association. Hij crashte tijdens de zesde ronde van de Junior Race en was op slag dood. Hij was getrouwd en vader van een kind. Featherstone was gestationeerd in Abingdon-on-Thames, maar had eerder bij de RAF op Cyprus gewerkt. Hij was een tamelijk ervaren coureur, die al vier keer aan de MGP had deelgenomen. Zijn beste resultaat was een vierde plaats in de GP van Singapore in 1972. |                                           |                   |                                    |                                     |                                       |  |
| Manx Grand Prix 1977, 4 slachtoffers |                                           |                   |                                    |                                     |                                       |  |
| 113 | Pete Tulley, † 31 augustus                | 30 augustus 1977  | Alpine Cottage                     | Training Junior Race                | Yamaha TZ 350                         |  |
| Peter Rodney ("Pete") Tulley was een 25-jarige Quantity surveyor uit Nottingham. Hij racete sinds 1974 en had al twee zware crashes overleefd op Croft en Cadwell Park. Rond 19.10 uur crashte Tulley nadat zijn motor was gaan slingeren. Volgens een ooggetuige sneed hij de bocht bij Alpine Cottage correct aan, maar toen hij terugschakelde brak het achterwiel uit waardoor de machine het trottoir op vloog. Tulley werd afgeworpen, raakte een muur en werd toen nog getroffen door zijn motorfiets. Hij werd per helikopter naar Noble's Hospital gebracht waar hij in de vroege uren van 31 augustus overleed. |                                           |                   |                                    |                                     |                                       |  |
| 114 | Ivan Houston                              | 31 augustus 1977  | Creg Willey's Hill                 | Training Lightweight Race           | Yamaha TZ 250                         |  |
| Ivan John Houston was een 26-jarige automonteur uit Broughshane (Noord-Ierland). Hij was een nieuwkomer op Man, maar had in Ierland en Ulster al enkele jaren geracet als lid van de Mid-Antrim Club. Tijdens de training voor de Lightweight Race van de MGP was hij de voorste van drie coureurs die rond 06.15 uur vanuit Glen Helen Creg Willey's Hill naderden. Volgens getuigen reed hij relatief langzaam toen zijn Yamaha het trottoir raakte en Houston uit het zadel werd geslingerd. Mitch Davies, die met ongeveer 130 km/uur achter hem reed, kon hem niet meer ontwijken en werd ook van zijn motor geworpen. Hij brak daarbij een sleutelbeen. Derde rijder David Allman kon zijn Norton tussen de twee gevallen rijders door sturen. Houston werd gewond per helikopter naar Noble's Hospital gebracht, waar hij aan zijn verwondingen overleed.. |                                           |                   |                                    |                                     |                                       |  |
| 115 | Norman Tricoglus                          | 3 september 1977  | Rhencullen                         | Training Senior Race                | Yamaha TZ 500                         |  |
| Norman Tricoglus, 26 jaar oud, verongelukte tijdens de laatste training voor de Senior Race van de MGP toen hij met hoge snelheid de controle verloor bij Rhencullen bij de nadering van Birkin's Bend. Hij remde hard, maar kon niet voorkomen dat hij tegen een huis aan de rechterkant van de weg crashte. Hij was vrijwel op slag dood. Zijn Yamaha brak in tweeën en het motorblok raakte een vrouwelijke marshal, de 61-jarige Carol Watney. Zij brak haar linkerbeen op twee plaatsen en werd per helikopter naar Noble's Hospital gebracht. Tricoglus had eerder de tweede tijd in de training voor de Lightweight Race gereden. Hij had sinds 1973 al zes keer deelgenomen aan de MGP en was in 1974 tweede geworden in de Senior Race. Hij was geboren in Durham, maar woonde in Otterwood Bank, een buitenwijk van York. Hij werd overleefd door zijn weduwe Cella met wie hij eerder in 1977 was getrouwd, en door zijn moeder. |                                           |                   |                                    |                                     |                                       |  |
| 116 | Neil Edwards                              | 7 september 1977  | Cruickshanks Corner                | Junior Race                         | Yamaha TZ 350                         |  |
| Neil Edwards was een 26-jarige machinebediende uit Prescot, die deelnam aan zijn derde MGP. Hij werd het vierde slachtoffer van deze race in 1977. Tijdens zijn tweede ronde van de Junior Race raakte hij een stenen pilaar bij Cruickshanks Corner in Ramsey. Hij werd uit het zadel geworpen en zijn Yamaha kaatste terug op de rijbaan. Kevin Riley probeerde de machine te ontwijken, maar raakte daarbij Edwards' helm. Op dat moment was Edwards echter al overleden. Riley kreeg zijn machine weer onder controle en won zelfs de race nog. Edwards werd overleefd door zijn vrouw Rosemary, zijn ouders en zijn broer. |                                           |                   |                                    |                                     |                                       |  |
| Isle of Man TT 1978, 5 slachtoffers |                                           |                   |                                    |                                     |                                       |  |
| 117 | Steve Davies                              | 1 juni 1978       | Black Dub                          | Training Junior TT                  | Yamaha TZ 350                         |  |
| David Edward Stephen ("Steve") Davies (bijgenaamd "Snuffy" binnen zijn familie) was een vrachtautochauffeur uit Colwyn Bay (Wales). Hij racete als sinds 1973 en had al vijf keer deelnenomen aan de MGP. In 1977 had hij de Senior Race gewonnen. In 1978 schreef hij zich in voor de IOMTT, maar tijdens de training rond 15.00 uur verloor hij de controle over zijn Yamaha met ongeveer 145 km/uur bij Black Dub. Rijder en machine gleden over de weg en vlogen het trottoir op. Steve raakte een telegraafpaal en was vrijwel onmiddellijk dood. Enkele dagen na zijn dood bezochten honderden mensen de begrafenisdienst in St John's Church in Colwyn. Op zijn kist lagen de vlag van Wales en een van zijn helmen. Davies werd begraven op Bron Y Nant Cemetery in Colwyn Bay. |                                           |                   |                                    |                                     |                                       |  |
| 118 | Malcolm Hobson                            | 5 juni 1978       | Bray Hill                          | Sidecar TT                          | Schmid-Yamaha TZ 750                  |  |
| 119 | Kenny Birch (bakkenist)                   | 5 juni 1978       | Bray Hill                          | Sidecar TT                          | Schmid-Yamaha TZ 750                  |  |
| 120 | Ernst Trachsel (zijspancoureur)           | 5 juni 1978       | Bray Hill                          | Sidecar TT                          | TTM-Suzuki GT 750                     |  |
| De eerste manche van de Sidecar TT van 1978 eiste drie levens. Alle drie zelfs op dezelfde plaats en door dezelfde oorzaak. Die oorzaak was een bult in het asfalt naast een putdeksel op Bray Hill. Het gevaar was onderkend, de coureurs waren gewaarschuwd en de plaats was met gele verf gemarkeerd. Desondanks verongelukte de combinatie Hobson/Birch meteen naar de start doordat ze de bult raakte. Het gebeurde voor de ogen van een groot publiek, waaronder de jonge Phil Mellor en zijn vriend Steve Hodgson en beroeps-bakkenist James Neil, die normaal gesproken in het zijspan van Jock Taylor zou hebben gezeten, maar die nu vervangen werd door Kenny Arthur. Neil zag de combinatie tegen een tuinmuur en daarna tegen een lantaarnpaal vliegen. Beide opzittenden waren op slag dood. Malcolm ("Mac") Hobson was 47 jaar oud. Hij had jaren ervaring als zijspancoureur met verschillende bakkenisten en was voormalig Brits kampioen. Hij had ook twee keer de Sidecar TT gewonnen. In 1972 was hij gestopt toen zijn vriend en collega John Hartridge was verongelukt, maar in 1974 had hij een succesvolle comeback gemaakt. Samen met Birch stond hij op het moment van het ongeluk op de tweede plaats in het wereldkampioenschap. Hobson liet een weduwe en drie kinderen achter. Hij werd begraven op Hollywood Avenue Cemetery in Gosford (Newcastle upon Tyne). Kenneth Maurice ("Kenny") Birch was 26 jaar oud en reed zijn eerste jaar in het zijspan van Hobson, maar ook hij had jaren ervaring als bakkenist van Jeff Gawley (in 1973 samen 5e in het wereldkampioenschap, in 1974 samen 16e, in 1976 19e). Enkele minuten na Hobson/Birch verongelukte ook de Zwitserse combinatie Ernst Trachsel/Andreas Steger waarbij Trachsel (35) gedood werd. Trachsel reed zijn derde Sidecar TT. Zijn TTM-Yamaha had hij zelf gebouwd en de latere wereldkampioenen Rolf Biland/Kenneth Williams begonnen hun seizoen ook met een TTM-Yamaha. Biland, die in de eerste manche was uitgevallen, besloot in de tweede manche niet te starten om zich te kunnen ontfermen over het (vervoer van het) stoffelijk overschot van Ernst Trachsel. |                                           |                   |                                    |                                     |                                       |  |
| 121 | Mike Adler                                | 9 juni 1978       | Glen Helen                         | Schweppes-Classic TT                | Yamaha TZ 350                         |  |
| Michael Adler uit Auckland (Nieuw-Zeeland) was een 28-jarige vrijgezelle technicus die in eigen land al bijna tien jaar geracet had toen hij in 1978 naar Europa kwam om aan de North West 200 deel te nemen. Daarna reisde hij naar het eiland Man om in de Classic TT (voor motorfietsen van 301 tot 1.000 cc) te starten. In de namiddag van 9 juni, in de zesde en laatste ronde van de race, verloor hij bij Glen Helen de controle over zijn Yamaha. De machine raakte het trottoir en Adler werd uit het zadel geworpen. Hij raakte enkele takken en eindigde tegen een stenen muur. Hij overleed enkele uren later in Noble's Hospital. |                                           |                   |                                    |                                     |                                       |  |
| Manx Grand Prix 1978, 1 slachtoffer |                                           |                   |                                    |                                     |                                       |  |
| 122 | Michael Sharpe                            | 29 augustus 1978  | Cruickshanks Corner                | Training Junior Race                | Yamaha TZ 350                         |  |
| Michael Leslie Sharpe was 28 jaar oud, vrijgezel en directeur van de Pudsey Motorcycle Co, Yorkshire. Hij racete al bijna acht jaar. Tijdens zijn tweede ronde van de training van de MGP Junior Race sneed hij de rechter bocht Cruickshanks verkeerd aan. Hij raakte het trottoir en probeerde de controle over zijn machine te herwinnen, maar die spinde rond en wierp hem af. Sharpe vloog tegen de strobalen die een telegraafpaal afschermden en was op slag dood. |                                           |                   |                                    |                                     |                                       |  |
| Isle of Man TT 1979, 2 slachtoffers |                                           |                   |                                    |                                     |                                       |  |
| 123 | Steve Verne (bakkenist)                   | 4 juni 1979       | Barregarrow                        | Sidecar TT                          | Suzuki GT 750                         |  |
| Steve Verne reed als passagier in het zijspan van Phil Williams tijdens de Sidecar TT van 1979. Tijdens de tweede ronde botste Williams met ongeveer 130 km/uur met de combinatie van Jim Norbury en Bernard Wright. Wright verklaarde later dat een van de uitlaten van Williams' machine in de inlaat van Norbury's Yamaha was gekomen. Norbury wist te stoppen, maar de combinatie Williams/Verne vloog door een heg een veld in. De 24-jarige scheepsbouwer Steve Verne overleed dezelfde avond aan inwendige bloedingen. Verne was getrouwd en had een driejarige zoon. |                                           |                   |                                    |                                     |                                       |  |
| 124 | Fred Launchbury                           | 8 juni 1979       | Glentramman                        | Formula Three TT                    | Maico 250 RS                          |  |
| Frederick Walter John ("Fred") Launchbury uit Londen was 47 jaar oud en zeer ervaren op het eiland Man. Hij racete al dertig jaar en had sinds 1963 aan verschillende TT-races deelgenomen. Hij had zijn eigen motorzaak en tunede zijn motorfietsen zelf. Hij begon in 1949 met een Matchless op Silverstone, maar in zijn lange carrière reed hij machines in verschillende klassen. Eind jaren vijftig was hij een van de beste 500cc-rijders in Engeland. In de jaren zestig was hij een van de toonaangevende coureurs met zijn tweetakt-BSA Bantam. Hij reed ook de Velocette KTT, de Norton Manx en de AJS Boy Racer. In de laatste jaren reed hij weer met lichtere machines van Bultaco en Maico. Tijdens de Formula Tree TT van 1979 was hij met zijn Maico 250 RS in gevecht met zijn goede vriend Tommy Robb (Suzuki GT 250) toen hij bij Glentramman crashte. Hij werd per helikopter naar Noble's hospital vervoerd waar hij overleed. Hij liet zijn vrouw Beryl en twaalfjarige dochter Sarah-Jane achter. Launchbury werd begraven op Douglas Borough Cemetery tegenover de TT Grandstand in Douglas. |                                           |                   |                                    |                                     |                                       |  |
| Manx Grand Prix 1979, 2 slachtoffers |                                           |                   |                                    |                                     |                                       |  |
| 125 | Steve Holmes                              | 27 augustus 1979  | Cruickshanks Corner                | Training Junior Race                | Yamaha TZ 350                         |  |
| De 22-jarige Steven Robert ("Steve") Holmes trainde voor de "Newcomers" Senior Race van de MGP. Rond 07.00 uur, tijdens zijn tweede trainingsronde, crashte hij bij Cruickshanks Corner. De volgende coureur, Tony Rennie, was getuige van het ongeval, dat hij eigenlijk zag aankomen. Hij verklaarde dat Holmes de bocht helemaal verkeerd aansneed en vermoedde dat Holmes dacht dat hij helemaal ergens anders was. Omdat Rennie anticipeerde op het ongeluk vertraagde hij, maar hij raakte toch een strobaal maar hij raakte niet gewond. Holmes overleed ter plaatse aan hoofdverwondigen. Holmes was een onderhoudsmonteur uit Sheffield, waar hij nog bij zijn ouders woonde. Hij liet ook zijn vriendin Mavis Newton achter. |                                           |                   |                                    |                                     |                                       |  |
| 126 | Alan Taylor                               | 6 september 1979  | Rhencullen                         | Lightweight Race                    | Yamaha TZ 250                         |  |
| Alan Taylor, een 38-jarige ingenieur uit Radcliffe, verloor het leven tijdens de Lightweight Race die al anderhalf uur was uitgesteld vanwege het slechte weer. In zijn eerste ronde raakte zijn Yamaha de trottoirband bij Rhencullen. Taylor werd van zijn machine geslingerd en raakte een telegraafpaal. Onderzoek wees uit dat hij daarbij vrijwel onmiddellijk was overleden door hoofdverwondingen. Marshals die getuige waren van het ongeval verklaarden dat Taylor op de juiste racelijn zat, maar dat hij om onduidelijke redenen recht op het trottoir was afgereden. Taylor was vrijgezel en lid van de Preston and District Club. Hij had sinds 1970 al zeven keer deelgenomen aan de MGP. |                                           |                   |                                    |                                     |                                       |  |
| Isle of Man TT 1980, 3 slachtoffers |                                           |                   |                                    |                                     |                                       |  |
| 127 | Marty Ames (zijspancoureur), † 4 juni     | 31 mei 1980       | Ago's Leap/Quarterbridge Road      | Sidecar TT                          | Yamaha TZ 750                         |  |
| 128 | Andrew Holme (bakkenist), † 5 juni        | 31 mei 1980       | Glentramman                        | Sidecar TT                          | Yamaha TZ 750                         |  |
| De eerste manche van de Sidecar TT van 1980 eiste twee levens. Martin Bernard ("Marty") Ames was een goede en ervaren solocoureur, die al sinds het begin van de jaren zeventig racete en die in 1977 nog derde was geworden in de Southern 100. Daar had hij lang aan de leiding gelegen en hij liep zelfs weg van favoriet Joey Dunlop, tot hij betrokken raakte bij een ongeval bij het passeren van een achterblijver. In 1979 werd hij tweede in de Senior Race van de MGP. In de TT van 1980 startte hij als zijspancoureur, met William Innocent als bakkenist. Tijdens de eerste ronde van de Sidecar TT crashte Ames op Quarterbridge Road, net voorbij Ago's Leap op de splitsing met Selborne Drive. Ames overleed vier dagen later in het ziekenhuis. Innocent had ernstige verwondingen, maar overleefde het ongeval. Andrew Michael Holme had wel ervaring op het circuit, waarschijnlijk als zijspancoureur, maar hij was gestopt toen hij en zijn vrouw Jenny een zoon hadden gekregen. Holme, die in Sutton Coldfield woonde was geen onbekende op het circuit. Hij werkte als mechanical engineer bij de sportafdeling van schokdemperfabrikant Girling en hij kwam onder meer naar Man als lid van het Girling Support Team. Hij nam deel aan de Sidecar TT als vriendendienst voor zijspancoureur Peter Williams, die ingeschreven stond zonder bakkenist. Ze crashten echter bij Glentramman en Holme overleed vijf dagen later (een dag na Marty Ames) in het ziekenhuis. Williams bleef ongedeerd. |                                           |                   |                                    |                                     |                                       |  |
| 129 | Roger Corbett                             | 6 juni 1980       | Glen Helen                         | Classic TT                          | Kawasaki Z 1000                       |  |
| Vanaf 1967 had de ervaren Roger William Corbett al meer dan twintig starts op de Mountain Course op zijn palmares en in 1980 had hij al gereden in de Formula One TT en de Formula Two TT. De Classic TT startte op 6 juni om 11.00 uur. Tijdens de tweede ronde crashte Corbett bij Glen Helen. Zijn motorfiets week uit naar rechts en raakte de strobalen die voor een stenen muur lagen. Corbett vloog uit het zadel en landde op de weg. Hij werd zwaargewond per helikopter naar Noble's Hospital gebracht waar hij om 12.05 uur overleed. De 38-jarige Corbet woonde in Bishop's Cleeve bij Cheltenham, waar hij leiding gaf aan zijn eigen transportbedrijf. Hij liet zijn vrouw Joan, met wie hij in 1966 getrouwd was, en de dochters Elaine (8), Diane (7) en Lesley (5) achter. |                                           |                   |                                    |                                     |                                       |  |
| Isle of Man TT 1981, 1 slachtoffer |                                           |                   |                                    |                                     |                                       |  |
| 130 | Kenny Blake                               | 9 juni 1981       | Ballagarey Corner                  | Senior TT                           | Yamaha TZ 350                         |  |
| Kenneth Maxwell ("Kenny") Blake was een 32-jarige Australische prof, die in Strathalbyn (Zuid-Australië) woonde, maar tijdens zijn verblijf in het Verenigd Koninkrijk woonde hij in Coventry. Tijdens de IOMTT deelde hij zoals gewoonlijk een pitbox met zijn ervaren landgenoot Barry Smith, maar Blake zelf was ook een uitstekend coureur, die een aantal Australische titels op zijn naam had. In 1976 had hij tijdens een internationale race in Laverton zelfs wereldkampioen Giacomo Agostini verslagen. Dankzij het gewonnen prijzengeld kon hij in 1977 naar Europa komen om zich aan te sluiten bij het team van Chas Mortimer. De Senior TT van 1981 was op maandag 8 juni na twee ronden afgevlagd vanwege de mist. Op dinsdag 9 juni werd er opnieuw gestart, maar nog steeds waren de condities niet prettig: op sommige plaatsen regende het nog terwijl het op andere plaatsen droog was. Onder de bomen droogde de weg echter niet snel op en bovendien werd de weg tussen de races door opengesteld voor het gewone verkeer, waardoor er ook modder van landbouwvoertuigen lag. Toch kozen zowel Barry Smith als Kenny Blake ervoor op slicks te starten. Blake's start werd vertraagd door een benzinelekkage, waardoor hij als laatste (men werkte met een interval-start, waarbij om de tien seconden twee rijders vertrokken) moest starten. Smith moest al snel met mechanische problemen opgeven, maar Kenny Blake kwam na de vijfde van zes ronden te pit in om te tanken. Hij lag toen op de achtste plaats en had al 103 rijders ingehaald. Barry Smith vertelde later: "Ik zag hem de pit inkomen en hij vloog weer weg, zijn motorfiets kwispelend onder de acceleratie. Hij kwam nooit meer terug." Kenny Blake was door aquaplaning rechtdoor gegaan bij Ballagarey Corner, ongeveer vijf kilometer na de TT Grandstand. Zijn achterwiel begon te glijden bij ongeveer 225 km/uur. De motor gleed ongeveer 160 meter door en crashte tegen een stenen pilaar. Blake werd de lucht in gegooid en landde aan de andere kant van de weg. Hij was op slag dood. Vrienden van Kenny Blake organiseerden in 1985 een bijeenkomst in het New Boundary Hotel in Melbourne, met als doel de "Ken Blake Foundation" op te richten. Het doel daarvan was enerzijds de herinnering aan Kenny Blake levend te houden, maar vooral om jonge, veelbelovende Australische coureurs te ondersteunen. |                                           |                   |                                    |                                     |                                       |  |
| Manx Grand Prix 1983, 1 slachtoffer |                                           |                   |                                    |                                     |                                       |  |
| 131 | Alan Atkins                               | 9 september 1983  | Milntown                           | Senior Race                         | Yamaha TZ 350                         |  |
| Alan Kenneth Atkins was een 28-jarige schrijnwerker uit Tamworth. Hij was een ervaren rijder op Man na 14 MGP-starts. Op vrijdag 9 september nam hij met zijn 350cc-Yamaha deel aan de Senior Race van de MGP. In de zesde en laatste ronde raakte hij met zijn voorwiel het achterwiel van John McManus' Suzuki. Atkins verloor de controle, werd in de lucht geworpen en raakte een muur. Hij was op slag dood. McManus had niets gemerkt en vervolgde zijn weg. Atkins liet zijn vrouw Ann en twee dochters (Charlotte, 3 jaar en Laura 4 maanden) achter. |                                           |                   |                                    |                                     |                                       |  |
| Isle of Man TT 1984, 1 slachtoffer |                                           |                   |                                    |                                     |                                       |  |
| 132 | Roger Cox (zijspancoureur), † 3 juni      | 29 mei 1984       | Sarah's Cottage                    | Training Sidecar TT                 | Yamaha TZ 750                         |  |
| Roger John Cox, een 44-jarige monteur uit Brize Norton was weliswaar een ervaren zijspancoureur, maar hij debuteerde op het eiland Man. Met bakkenist Colin Cowley begon hij op 29 mei aan zijn eerste training. Al in de eerste ronde viel zijn Yamaha bij Laurel Bank stil door problemen met de brandstofpomp. Nadat de combinatie door marshals weer was aangeduwd zetten ze hun rit voort, maar bij Sarah's Cottage raakte Cox de controle kwijt, gleed over de weg en crashte in een graswal. Beide opzittenden werden van de machine geslingerd en landden op de weg. Cox werd per helikopter naar Noble's Hospital in Douglas gebracht, waar hij om 07.10 arriveerde. Cowley werd per ambulance gebracht. Na een spoedoperatie werd Cox per ambulancevliegtuig naar Walton Hospital in Liverpool gebracht. Daar overleed hij vijf dagen later, op 3 juni aan hoofdverwondingen. Hij liet zijn vrouw Anne, dochter Sharon (14) en zoon Steven (12) achter. |                                           |                   |                                    |                                     |                                       |  |
| Manx Grand Prix 1984, 1 slachtoffer |                                           |                   |                                    |                                     |                                       |  |
| 133 | Jimmy Millar                              | 30 augustus 1984  | School House Corner                | Training Classic Junior Race        | Aermacchi Ala d'Oro 350               |  |
| David James ("Jimmy") Millar, een 38-jarige garagehouder uit Templepatrick (Noord-Ierland), verongelukte dodelijk tijdens de training voor de MGP met een Aermacchi bij School House Corner in Ramsey. Hij liet een vrouw en twee dochters achter. |                                           |                   |                                    |                                     |                                       |  |
| Isle of Man TT 1985, 3 slachtoffers |                                           |                   |                                    |                                     |                                       |  |
| 134 | Sven Tomas Eriksson (bakkenist)           | 28 mei 1985       | Alpine Cottage                     | Training Sidecar TT                 | Yamaha TZ 750                         |  |
| 135 | Mats Urban Eriksson (zijspancoureur)      | 28 mei 1985       | Alpine Cottage                     | Training Sidecar TT                 | Yamaha TZ 750                         |  |
| Drie gebroeders Eriksson kwamen in 1985 voor het eerst naar het eiland Man. Zijspancoureur Mats Urban Eriksson (30), bakkenist Sven Tomas Eriksson (26) en monteur Svante Eriksson. Tijdens de trainingsweek waren ze erg snel geweest, in de laatste training op 27 mei zelfs het snelste team. Op 28 mei raakte hun combinatie een andere deelnemer bij de nadering van Alpine Cottage. De machine vloog tegen een graswal en beide broers waren op slag dood. Na het ongeval werd er bij de marshal's shelter van Alpine Cottage een klein monumentje opgericht. Dat bestond uit een Terracotta tablet met een tekening van de broers en hun zijspancombinatie, met daarnaast de Zweedse en de Manx vlag en eronder de tekst: "Erected to the memory of Tomas & Mats Ericsson who died near this point in practice for the 1985 TT races. They were brilliant exponents of sidecar racing and fine examples of the youth of Sweden who they represented internationally. Competitors in sport & life". |                                           |                   |                                    |                                     |                                       |  |
| 136 | Rob Vine                                  | 7 juni 1985       | Black Dub                          | Senior TT                           | Yamaha                                |  |
| Robert Gale Vine (30) was een zeer ervaren rijder op Man. Van 1977 t/m 1981 had hij in de MGP gereden en vanaf 1982 in de IOMTT. In 1985 was hij nog als 7e geëindigd in de Formula One TT, als 30e in de Formula Two TT, als 39e in de Junior TT en als 8e in de Production 1500cc-klasse. Tijdens de tweede ronde van de Senior TT crashte hij op hoge snelheid bij Black Dub waarbij hij op slag werd gedood. Onderzoek wees uit dat de crash waarschijnlijk werd veroorzaakt door gelekte benzine na een eerder ongeval. Op de plaats van het ongeval werd een gedenksteen geplaatst met de tekst: "This site is a small memorial to Rob Vine who tragically lost his life in de 1985 Senior TT Race" De familie Vine richtte samen met de Chief Medical Officer van de Motorsport Medical Services (sinds 2016: Manx Roadracing Medical Services) voor de Manx Grand Prix en de Isle of Man TT, dr. David Stevens (MBE) van Nobles Hospital in Douglas het Rob Vine Fund op. |                                           |                   |                                    |                                     |                                       |  |
| Isle of Man TT 1986, 4 slachtoffers |                                           |                   |                                    |                                     |                                       |  |
| 137 | Ian Ogden                                 | 28 mei 1986       | 11th Milestone                     | Training Senior TT                  | Suzuki RG 500                         |  |
| Manxman Ian Graham Ogden was een 27-jarige ambtenaar bij het Department of Health and Social Security. Hij had al wat ervaring op de Mountain Course. Bij zijn debuut in 1982 had hij de Newcomers Senior Race al gewonnen en in 1984 was hij tweede in de "gewone" Senior Race. Hij zou met zijn Suzuki RG 500 zijn internationale debuut maken in de Senior TT van 1986. Tijdens de tweede ronde van de vierde training crashte hij tegen een hekpaal aan het eind van Cronk-y-Voddy straight bij de 11e mijlpaal. Hij reed achter de Oostenrijker Egmont Wimmeder, die voorzichtig in het midden van de weg reed. In de volgende bocht gleed Ogden's voorwiel weg, mogelijk omdat hij Wimmeder motorfiets had geraakt. Ook verblinding door de opkomende zon kan een factor zijn geweest. Wimmeder stopte bij de volgende marshalpost om de marshals op de hoogte te stellen van het ongeluk. Zij konden niets meer voor Ogden doen. Ogden woonde in Ballasalla, vlakbij Isle of Man Airport. Hij werd begraven tegenover de TT Grandstand op Douglas Borough Cemetery in Douglas. |                                           |                   |                                    |                                     |                                       |  |
| 138 | Alan Jervis (bakkenist)                   | 30 mei 1986       | Ago's Leap/Quarterbridge Road      | Training Sidecar TT                 | Yamaha 750                            |  |
| Alan George Jervis (37) was de bakkenist van Dennis Holmes. Tijdens de laatste training voor de Sidecar TT van 1986 crashte hun combinatie na de sprong die Ago's Leap wordt genoemd, bij de splitsing van Quarterbridge Road met Brunswick Road. De machine landde op het voorwiel en spinde. Jervis vloog tegen een lantaarnpaal en was op slag dood. De combinatie gleed door tot bijna bij Selborne Drive waar Marty Ames in 1980 was verongelukt. Dennis Holmes blesseerde zijn voet en knie. Volgens sommige bronnen was de achternaam "Jarvis", maar de officiële website van de IOMTT vermeldt "Jervis" en ook een artikel in Motor Cycle News gebruikt die naam. Dat artikel is geschreven door collega-zijspanrijder Fred Hanks, die waarschijnlijk goed geïnformeerd was. |                                           |                   |                                    |                                     |                                       |  |
| 139 | Gene McDonnell                            | 4 juni 1986       | Ballaugh Bridge                    | Junior TT                           | EMC-Rotax GP 250                      |  |
| Eugene Patrick ("Gene") McDonnell, een 24-jarige vrijgezel uit Portglenone (Noord-Ierland) was tijdens de Formula Two TT op 3 juni al gecrasht met zijn Yamaha TZ 350 en daarbij licht geblesseerd geraakt, maar hij kon toch starten in de Junior TT. Tijdens de derde ronde kwam een andere Noord-Ier, Brian Reid, hard ten val bij de nadering van Ballaugh Bride. Hij werd door een helikopter opgehaald. Een pony schrok van het geluid van die helikopter en sprong over een aantal afrasteringen. Het dier liep de weg op, recht op het pad van de aanstormende EMC van McDonnell, die op dat moment ca. 160 km/uur reed. Zowel de pony als McDonnell waren op slag dood. McDonnell, die op dat moment vijfde was, had een goede kans om de race te winnen. Vooral in de Junior TT deed hij het goed met een achtste plaats in 1984 en een vijfde plaats in 1985. Hij was ook de regerend Iers 350cc-kampioen. 1986 was een rampjaar voor de Ierse coureurs. McDonnell was de tweede van vijf Ieren die in minder dan vijf maanden zouden sneuvelen. |                                           |                   |                                    |                                     |                                       |  |
| 140 | Andy Cooper                               | 6 juni 1986       | Ballig                             | Senior TT                           | Suzuki GSX-R 750                      |  |
| Andrew ("Andy") Cooper was 33 jaar oud, vrijgezel, woonde bij zijn ouders in Derby en werkte als onderhoudsmonteur voor Rolls-Royce. Hij zag uit naar een carrière als professioneel coureur. In 1982 had hij de Junior Race van de MGP gewonnen. Hij had al 23 starts op het eiland Man, waarvan 1 als bakkenist van John Phillips. In 1986 had hij al gereden in de Formula One TT (39e), de Junior TT (DNF) en de Production Class B TT (20e). Tijdens de tweede ronde van de Senior TT, net voorbij Ballig Bridge, begon zijn machine te glijden, raakte het trottoir aan de rechterkant en Cooper vloog omhoog tegen een boom. Zijn helm raakte los en Cooper overleed vrijwel meteen. De mogelijke oorzaak was een lek in de oliekoeler, waardoor olie op de achterband was gekomen. |                                           |                   |                                    |                                     |                                       |  |
| Manx Grand Prix 1986, 1 slachtoffer |                                           |                   |                                    |                                     |                                       |  |
| 141 | Nigel Hale, † 28 augustus                 | 27 augustus 1986  | Sarah's Cottage                    | Training Lightweight Newcomers Race | EMC-Rotax GP 250                      |  |
| Nigel Hale was de zesde Ierse coureur die in vijf maanden tijd verongelukte. Hij was een nieuwkomer in de MGP, maar hij had enkele weken eerder nog deelgenomen aan de Ulster Grand Prix. Hij was ingeschreven voor de Lightweight Newcomers Race, maar in de vijfde trainingssessie op 27 augustus rond 18.45 uur miste hij de rechter bocht bij Sarah's Cottage en crashte. Volgens een ooggetuige leek hij aan de rechterkant te rijden, terwijl hij juist links moest zitten om de bocht aan te snijden. Hij remde hard, maar kwam ten val er botste op een aarden wal, waar hij door zijn eigen machine geraakt werd. Hij werd per helikopter naar Noble's Hospital gebracht waar hij op 28 augustus om 01.30 uur overleed. Nigel Hale was 24 jaar oud, werkte als monteur en woonde met zijn partner Deidre Spruce in Lisburn. Zijn familie had in 1985 zijn jongere broer Geoffrey verloren bij een verkeersongeval. Na Nigel's dood stelde de Dundrod and District Motor Cycle Club de "Nigel Hale Memorial Trophy" in voor de meest veelbelovende 250cc-coureur van het seizoen. |                                           |                   |                                    |                                     |                                       |  |
| Manx Grand Prix 1987, 2 slachtoffers |                                           |                   |                                    |                                     |                                       |  |
| 142 | Ken Norton                                | 25 augustus 1987  | Brandywell                         | Training Junior Newcomers Race      | Yamaha TZ 350                         |  |
| Kenneth Patrick ("Ken") Norton was in de Ierse racekringen al bekend als een consistent coureur, maar hij was nieuw op de Mountain Course. In de avond van 25 augustus trainde hij voor de Junior Newcomers Race. Hij crashte net voor de 32e mijlpaal, volgens coureurs die achter hem reden toen hij de Suzuki GSX-R 750 van David Birtles wilde inhalen nadat ze de linker bocht bij Brandywell gepasseerd waren met een snelheid van ongeveer 210 km/uur. Birtles veranderde van lijn, waardoor Norton hard moest remmen. Daarbij verloor hij de controle en vloog hij tegen de graswal aan de linkerkant van de weg. Norton werd uit het zadel geworpen en vloog tegen een omheining. Hij verloor zijn helm en was vrijwel op slag dood. Ken Norton was een 32-jarige vrijgezel die in Bray woonde waar hij samen met zijn broer Paul een verzekeringsagentschap had. |                                           |                   |                                    |                                     |                                       |  |
| 143 | Martin Jennings                           | 1 september 1987  | Rhencullen                         | Junior Race                         | Yamaha TZ 350                         |  |
| De 39-jarige Martin Jennings racete al bijna 20 jaar met klassieke motoren op nationaal- en clubniveau maar was pas in 1984 gedebuteerd in de MGP. Niet met veel succes: in 7 starts haalde hij slechts 1 keer de finish als 43e in de MGP Senior Race van 1984. Tijdens de Junior Race van 1987 verloor hij de controle over zijn Yamaha met ongeveer 160 km/uur net voorbij Birkin's Bend. Zijn motorfiets raakte zwaar beschadigd toen hij tegen een stenen pilaar vloog, Jennings kwam aan de andere kant van de weg terecht. De toegesnelde hulpverleners konden niets meer voor hem doen. Martin Jennings woonde in Beacon bij Camborne met zijn vrouw Lynn en de kinderen Peter, Danny en Katherine. Hij verkocht motoronderdelen in het bedrijf dat door zijn vader Jim was opgericht. Jim Jennings racete ook met motorfietsen voor de Tweede Wereldoorlog. In Cornwall wordt jaarlijks de "Martin Jennings Memorial Run" gehouden ter herinnering, maar ook voor het goede doel. |                                           |                   |                                    |                                     |                                       |  |
| Isle of Man TT 1988, 3 slachtoffers |                                           |                   |                                    |                                     |                                       |  |
| 144 | Ricky Dumble (bakkenist)                  | 2 juni 1988       | Ago's Leap                         | Training Sidecar TT                 | Yamaha FZR 750                        |  |
| Richard ("Ricky") Dumble was in 1981 gedebuteerd als bakkenist van Alistair Lewis. Tijdens de trainingen voor de TT van 1983 had hij al een ernstig ongeval overleefd met coureur Derek Blackbourn met wie hij 9e werd in het Europees kampioenschap. Hij functioneerde ook ooit als bakkenist van Rolf Biland. In 1987 was hij overgestapt naar het zijspan van Scott Renwick. Tijdens de training voor de Sidecar TT van 1988 verongelukte hij op dezelfde plaats (Ago's Leap) waar in 1986 zijn collega Alan Jervis was gedood. Feitelijk ook over dezelfde bult in het asfalt waar de zijspanrijders tijdens de briefing uitdrukkelijk voor gewaarschuwd werden. Renwick stuurde een fractie naast de lijn en de combinatie sloeg over de kop met ongeveer 210 km/uur en vloog tegen een muur. Renwick had slechts lichte verwondingen. Ricky Dumble kwam uit Oakley (Fife) in Schotland. Hij was al bakkenist toen hij nog op school zat. Na zijn schooltijd werkte hij enige tijd als mijnwerker tot hij samen met zijn vrouw Catherine lederwaren ging verkopen. Ze waren nog geen twee jaar getrouwd en hadden elkaar op Man ontmoet toen zij in een hotel werkte. Ze hadden geen kinderen. |                                           |                   |                                    |                                     |                                       |  |
| 145 | Kenny Harmer                              | 3 juni 1988       | Water Works Corner                 | Training Production Class B TT      | Honda RC 30                           |  |
| 146 | Brian Warburton                           | 3 juni 1988       | Appledene                          | Production Class C TT               | Honda CBR 600 RR                      |  |
| Op 3 juni 1988 vielen er twee slachtoffers: Kenneth Neil ("Kenny") Harmer verongelukte 's ochtends tijdens de laatste training voor de Production Class B TT bij Water Works Corner. Hij was 37 jaar oud en werkte als electriciën in Charnock Richard (Lancashire). 's Middags reden de Production Class C TT (tot 600 cc) en de Production Class D TT (tot 400 cc) tegelijk. Brian Joseph Andrew Warburton was een zeer ervaren rijder op het eiland Man. Hij debuteerde al in 1957 als "newcomer" bij de 350cc-Junior Newcomers-race tijdens de MGP. Hij bleef tot in 1970 in de Manx Grand Prix uitkomen, hoewel hij vanaf 1967 ook af en toe in de Production TT's uitkwam. In het WK-seizoen 1974 scoorde hij zelfs twee WK-punten door tweede te worden in de Lightweight TT, maar in die tijd werd de TT van Man al geboycot door de internationale rijders en was het een Brits onderonsje. In 1976 reed hij zijn laatste Production TT, tot hij in 1988 weer aan de start verscheen. Hij startte in de Production Class C TT vanwege de Interval-start eerder dan sterkere rijders zoals Barry Woodland, die in de 400cc-Class D reed. Woodland haalde hem ter hoogte van Appledene in, maar Warburton probeerde dat te herstellen en passeerde Woodland weer. Ze botsten tegen elkaar, waarbij Warburton viel en overleed. Woodland miste een deel van zijn stroomlijnkuip en een remschijf, die bij de botsing krom geraakt was, maar won de race alsnog. Aanvankelijk werd gemeld dat Warburton 53 jaar oud was, maar dat was niet waar. Warburton had een valse leeftijd opgegeven omdat men boven de 55 jaar geen startlicentie meer kreeg. In werkelijkheid was hij 57 jaar oud. Het is niet aannemelijk dat de organisatie de leeftijd van een coureur die al meer dan 30 jaar deelnam niet wist. Men heeft waarschijnlijk een oogje toegeknepen of het lukte Warburton omdat hij 11 jaar niet op Man was geweest. Warburton was garagehouder in Heaton Norris (Cheshire), getrouwd en vader van vier dochters. |                                           |                   |                                    |                                     |                                       |  |
| Isle of Man TT 1989, 5 slachtoffers |                                           |                   |                                    |                                     |                                       |  |
| 147 | Marco Fattorelli (bakkenist)              | 30 mei 1989       | Gorse Lea                          | Training Sidecar TT                 | MSDF-Yamaha FZR 750 R                 |  |
| 148 | John Mulcahy (zijspancoureur)             | 30 mei 1989       | Barregarrow                        | Training Sidecar TT                 | Suzuki GSX 1300 R                     |  |
| Tijdens de trainingen voor de Sidecar TT van 1989 vielen er twee slachtoffers: Marco Fattorelli (27) uit Turijn was de bakkenist van de ervaren Franco Martinel, die er sinds 1980 al 13 starts in de IOMTT op had zitten. Tijdens de training verloor hij de controle in de omgeving van Gorse Lea. De combinatie vloog tegen een elektriciteitspaal. Fattorelli verloor zijn helm en was op slag dood. Martinel raakte slechts licht gewond en zou nog tot in 1999 aan de TT deelnemen. Fattorelli was vrijgezel en woonde nog bij zijn moeder. Hij werkte als onderhoudsmonteur. Zijspancoureur John Patrick David Mulcahy was al 14 keer in de Sidecar TT gestart, maar hij reed met een nieuwe bakkenist, Mark Beaumont. Tijdens de eerste trainingsronde naderden ze de hogesnelheidssector bij Barregarrow, toen hun combinatie plotseling naar rechts uitweek en tegen een wal vloog. Beide opzittenden werden afgeworpen. Reddingswerkers vonden Mulcahy midden op de weg, met de zijspancombinatie boven op hem. Hij overleed nog voor de reddingshelikopter arriveerde. John Mulcahy was 37 jaar oud en vrijgezel, maar hij had een dochter, Victoria. Hij werkte als monteur in Newcastle upon Tyne. |                                           |                   |                                    |                                     |                                       |  |
| 149 | Phil Hogg                                 | 2 juni 1989       | Ballagarey Corner                  | Training Supersport 400 TT          | Yamaha TZR 250                        |  |
| Manxman Phillip Joseph ("Phil") Hogg (23) uit Douglas begon in 1985 met een 350cc-Yamaha te racen op het Jurby airfield circuit in het noordwesten van het eiland Man. In 1987 werd hij tweede in de Newcomers Senior Race van de MGP. In 1988 reed hij in de IOMTT de Production Class A TT en de Production Class B TT. Hij haalde zijn eerste overwinning in de Open Class van de Southern 100 op het Billown Circuit in het zuiden van Man. In augustus 1988 werd hij zesde in de Junior Race van de MGP ondanks een klein ongeval en een extra pitstop om zijn machine te controleren. In de Senior Race ging hij aan de leiding tot hij bij Cronk-ny-Mona viel en een pols brak. In 1989 schreef hij zich in met een Yamaha FZR 1000 voor de Production Class A TT en een Yamaha TZR 250 voor de Supersport 400 TT. Tijdens de training kreeg de TZR 250 een vastloper op een cilinder maar na de reparatie was Hogg niet tevreden over de motor en ging opnieuw naar de pit. Om 06.35 uur reed hij weer weg met volle snelheid, hoewel de motor nog steeds niet goed liep. Bij de nadering van Ballagarey Corner sloeg het achterwiel vast en hij crashte tegen een muur aan de linkerkant van de weg. Marshals probeerden Hogg te reanimeren terwijl ze wachtten op de helikopter, maar Hogg werd ter plaatse dood verklaard. Onderzoek wees uit dat beide cilinders waren vastgelopen. Zijn familie en vrienden richtten nog in hetzelfde jaar de "Phil Hogg Motorsport Rescue Unit" op. Dat was een ambulance voor motorsport-evenementen. De "Hogg Motorsport Association" bestaat uit 17 vrijwilligers en levert medische bijstand bij motorsportwedstrijden op het eiland Man. Ze werkt daarbij samen met het Rob Vine Fund. |                                           |                   |                                    |                                     |                                       |  |
| 150 | Phil Mellor                               | 7 juni 1989       | Doran's Bend                       | Production 1300 TT                  | Suzuki GSX-R 1100                     |  |
| 151 | Steve Henshaw                             | 7 juni 1989       | Quarry Bends                       | Production 1300 TT                  | Yamaha FZR 1000                       |  |
| De Production 1300 TT van 1989 eiste het leven van twee belangrijke coureurs: Glyn Philip ("Mez") Mellor stond op 5 juni 1978 met zijn vriend Steve Hodgson als toeschouwer bij Bray Hill toen ze zijspancoureur Malcolm Hobson en bakkenist Kenny Birch voor hun ogen zagen verongelukken. Mellor en Hodgson reden toen al wegraces, maar Mellor zei na het ongeluk: "That's it! I'm never going to race here". Mellor racete vooral in Noord-Ierland in wedstrijden als de Ulster Grand Prix, de Mid-Antrim 150 en de North West 200. Ondanks zijn voornemen startte hij nog in 1978 in de MGP, waar hij meteen de Newcomers Lightweight Race won en vervolgens 4e werd in de "gewone" Lightweight Race. De Mountain Course werd zijn meest geliefde circuit. Hoewel hij vanaf 1980 in de IOMTT startte, bleef hij tot 1983 ook in de MGP rijden. Zo reed hij ongeveer 15 jaar op de Mountain Course, aanvankelijk als privérijder, maar vanaf 1988 als fabrieksrijder voor Heron-Suzuki. Hij had meer dan 40 starts. Hij won de Junior 350 cc TT van 1983, de Production 100-250 cc TT van 1984 en de Production Class B Tt van 1986. De nieuwe Production 1300 TT gaf Suzuki in 1989 de kans om de Suzuki GSX-R 1100 in te zetten, terwijl Yamaha slechts beschikte over de FZR 1000. Mellor startte met de GSX-R 1100 en in de tweede ronde lag hij op de 7e plaats vlak bij Mike Seward en zijn teamgenoot Jamie Whitham. Mellor verloor de controle over zijn machine bij nadering van Doran's Bend. Hij gleed naast de weg en raakte een stenen muur aan de rechterkant. Hij had ernstige verwondingen en werd per helikopter naar Noble's Hospital gebracht, waar hij enkele uren later overleed. Phil Mellor woonde in Huddersfield, was 35 jaar oud en werd overleefd door zijn vrouw Christine en hun drie maanden oude zoon Thomas. Steven Henshaw was net als Mellor 35 jaar oud. Hij was in 1977 begonnen met racen op circuits als Darley Moor, Mallory Park, Donington Park en andere Engelse circuits. Hij werd gerekend tot de beste privérijders van Engeland. In 1987 werd hij derde in het 500cc-Europees kampioenschap en hij startte in 1981 en 1982 samen met topcoureurs als Barry Sheene en Ron Haslam in de Transatlantic Trophy Races. Hij figureerde als coureur in de film "Silver Dream Racer" met David Essex en in Sheene's film "Space Riders". Vanaf 1981 reed hij in de IOMTT met als beste resultaat de 7e plaats in de Formula Two TT van 1983. In 1984 kreeg hij een ernstig ongeluk bij Glen Duff waardoor hij een week op de Intensive Care in Noble's Hospital moest verblijven en hij miste zelfs de TT van 1985. In 1989 werd hij 18e in de Formula One TT en hij viel uit in de Production 750 TT. In de tweede ronde van de Production 1300 TT kwam hij bij Quarry Bends waar Jamie Whitham was gevallen. In een poging de brokstukken te omzeilen crashten zowel Henshaw als Mike Seward. Henshaw was op slag dood, Seward zwaargewond. Henshaw, Seward en Whitham hadden enkele minuten eerder de gevallen Phil Mellor ontweken bij Doran's Bend. Henshaw woonde in Jacksdale, een klein dorp in Nottinghamshire. Hij werd overleefd door zijn vrouw Val. Na de ongelukken van Mellor en Henshaw trok een aantal rijders zich terug voor de rest van het evenement (onder meer de Senior TT) waaronder in elk geval topcoureurs Brian Morisson, Ray Swann en Mellor's teamgenoot Jamie Whitham. Swann en Whitham zouden nooit meer op het eiland Man rijden. De fabrieksteams van Suzuki en Kawasaki trokken zich ook terug. De Production Class A, B, C en D en de Prodution 1300 TT werden afgeschaft. |                                           |                   |                                    |                                     |                                       |  |
| Manx Grand Prix 1989, 3 slachtoffers |                                           |                   |                                    |                                     |                                       |  |
| 152 | Colin Keith, † 10 september               | 29 augustus 1989  | Hillberry Corner                   | Training Classic Senior Race        | Ducati-BSA Gold Star                  |  |
| Colin Keith was een 47-jarige machinevoerder uit Erskine (Schotland). Hij was voormalig Schots kampioen en had sinds 1974 deelgenomen aan de MGP. Na een onderbreking van vijf jaar keerde hij in 1989 terug naar Man. Op 29 augustus trainde hij voor de Classic Senior Race van de MGP. Hij reed Robbie Alan's Ducati met 500cc-BSA Gold Star-motor. In zijn eerste ronde haalde hij een andere deelnemer in bij Hillberry Corner, maar in de rechter bocht raakte hij een trottoirband en werd uit het zadel geslingerd. Hij had ernstige been- en armbreuken, maar kwam snel bij kennis en werd per helikopter naar Noble's Hospital gebracht. Tien dagen later werd hij per privéjet naar zijn woonplaats Paisley vervoerd, waar hij op zondag 10 september overleed aan een longembolie. Hij werd overleefd door zijn vrouw Jackie en de kinderen Susan, Colin, Steven en David. |                                           |                   |                                    |                                     |                                       |  |
| 153 | Ian Standeven, † 29 september             | 6 september 1989  | Rhencullen                         | Junior Race                         | Yamaha TZ 350                         |  |
| Ian Standeven lag in de derde ronde van de MGP Junior Race op 6 september op de 4e plaats. Na Birkin's Bend bij Rhencullen remde hij hard, maar zijn machine raakte een trottoirband en crashte in de strobalen voor de muur van een huis. Coureur en machine gleden over de weg en eindigden tegen een wal aan de overkant. Standeven verloor zijn helm en was zwaargewond. Hij werd per helikopter naar Noble's Hospital gebracht, waar hij in de volgende weken leek te herstellen. Hij werd per vliegtuig naar het Royal Hospital in Gloucester vlak bij zijn woonplaats Stroud gebracht. Zijn toestand verslechterde echter en hij overleed op 29 september, 23 dagen na zijn ongeval, aan een longontsteking. Ian Standeven was 39 jaar oud, vrijgezel en werkte als bouwvakker. Hij was een ervaren rijder die al sinds 1983 aan de MGP deelnam. |                                           |                   |                                    |                                     |                                       |  |
| 154 | John Smyth                                | 8 september 1989  | Verandah                           | Senior Race                         | Suzuki GSX-R 1100                     |  |
| Manxman Gordon John Smyth woonde in Douglas en was 31 jaar oud. Tijdens de Senior Race van de MGP raakte zijn voet het wegdek in de derde bocht bij Verandah. Zijn Suzuki gleed over de weg en raakte een steen aan de linkerkant. De motorfiets sloeg over de kop, kwam terecht in de berm en vloog in brand. Smyth raakte ernstig gewond en werd naar Noble's Hospital gevlogen, waar hij om 16.30 uur, 40 minuten na zijn binnenkomst, dood werd verklaard. Smyth was scheepsmonteur bij de Steam Packet Co. Hij was zes maanden getrouwd met Sharon. Hij werd begraven op Douglas Borough Cemetery. Na zijn dood werd een gedenksteen onthuld door zijn goede vriend en mede-coureur Bud Jackson. Jackson zou in 2018 om het leven komen na een crash bij Creg-ny-Baa. |                                           |                   |                                    |                                     |                                       |  |
| Manx Grand Prix 1990, 2 slachtoffers |                                           |                   |                                    |                                     |                                       |  |
| 155 | Bernard Trout                             | 3 september 1990  | The Hawthorn                       | Lightweight Classic Race            | Ducati 250                            |  |
| De MGP Lightweight Classic Race en de Classic Junior Race reden tegelijk, maar de 250cc-Lightweights startten voor de 350cc-Juniors. Bernard Henri ("Bernie") Trout verloor de controle over zijn Ducati 300 meter na de snelle linker bocht bij Greeba Bridge toen hij een trottoirband raakte. Hij werd uit het zadel geworpen en landde op de weg bij The Hawthorn Inn. De tank van de Ducati scheurde waardoor brand ontstond. Omdat de weg bij The Hawthorn kaarsrecht is vermoedde men een mechanisch probleem, maar dat werd niet gevonden. Vrijgezel Bernie Trout was 35 jaar oud, bouwvakker en woonde in Bournemouth (Dorset). |                                           |                   |                                    |                                     |                                       |  |
| 156 | Kevin Howe                                | 7 september 1990  | School House Corner                | Senior Race                         | Honda RC 30                           |  |
| Robert Kevin Howe was een 35-jarige vrijgezelle mijnwerker die nog bij zijn moeder in Penrith (Cumbria) woonde. Hij startte voor de zesde keer in de MGP. Tijdens de vierde ronde van de Senior Race kwam zijn Honda RC 30 in een wobble waardoor hij tegen een stenen muur bij School House Corner in Ramsey vloog. Howe kwam boven op de muur terecht en was vrijwel op slag dood. |                                           |                   |                                    |                                     |                                       |  |
| Isle of Man TT 1991, 4 slachtoffers |                                           |                   |                                    |                                     |                                       |  |
| 157 | Ian Young                                 | 28 mei 1991       | Appledene                          | Training Supersport 600 TT          | Suzuki RGV 250                        |  |
| Ian Young (27) woonde in Pinner (Groot-Londen) en startte voor de 13e keer in de MGP. In 1989 was hij 2e geworden in de Classic Junior Race. Tijdens de training voor de Supersport 600 race in 1991 crashte hij bij Appledene waarbij hij fatale verwondingen opliep. |                                           |                   |                                    |                                     |                                       |  |
| 158 | Petr Hlavatka                             | 29 mei 1991       | The Nook                           | Training Formula One TT             | Suzuki GSX-R 750                      |  |
| Petr Hlavatka was een 43-jarige vrachtautochauffeur uit Zeravice (Tsjechië). Tijdens de training voor de Formula One TT van 1991 crashte hij bij The Nook. Hij werd naar Noble's Hospital gebracht waar hij dezelfde avond overleed. Hlavatka had een vrouw en drie kinderen. Een van zijn zoons, Tomáš Hlavatka, was ook motorcoureur. Hij verongelukte op 1 augustus 1997 in Most. |                                           |                   |                                    |                                     |                                       |  |
| 159 | Frank Duffy                               | 30 mei 1991       | Kerrowmoar                         | Training Ultra-Lightweight TT       | Honda RS 125                          |  |
| Francis ("Frank") Duffy (28) kwam oorspronkelijk uit County Monaghan (Ierland) maar hij werkte als dieselmonteur voor een constructiebedrijf in Greenford (Middlesex). Op 30 mei trainde hij voor de Ultra-Lightweight TT toen hij bij de S-bocht bij Kerrowmoar de controle verloor. Hij gleed over de weg tot hij tegen een aarden wal aan de rechterkant botste. Hij werd ter plaatse dood verklaard. |                                           |                   |                                    |                                     |                                       |  |
| 160 | Roy Anderson, † 2 juni                    | 1 juni 1991       | Black Hut                          | Formula One TT                      | Yamaha FZR 750 R                      |  |
| Roy Anderson werd gerekend tot de beste Schotse coureurs. Hij was 39 jaar oud, maar was al als teenager begonnen met motorracen op de Britse circuits. Hij was ronderecordhouder van de Production Class op Silverstone. Op de Mountain Course had hij niet veel ervaring, maar in 1990 was hij derde geworden in de Senior Race van de MGP. Hij was in 1989 gedebuteerd in de Newcomers Senior Race, dus de Formula One TT van 1991 was pas zijn derde race op Man. In de zesde ronde reed hij op de 14e plaats toen hij met zijn schouder een houten hek raakte in de rechter bocht bij Black Hut. Zijn Yamaha raakte een graswal en Anderson werd uit het zadel geslingerd. Hij werd per helikopter naar Noble's Hospital gebracht, waar hij om 16.30 uur arriveerde, slechts 20 minuten na het ongeluk. Hij overleed de volgende nacht om 01.30 uur. Roy Anderson was vrijgezel en woonde bij zijn ouders in Boat of Garten bij Aviemore in Inverness-shire. Hij werkte als monteur van gokautomaten. |                                           |                   |                                    |                                     |                                       |  |
| Manx Grand Prix 1991, 2 slachtoffers |                                           |                   |                                    |                                     |                                       |  |
| 161 | Paul Rome                                 | 29 augustus 1991  | Cronk-ny-Mona                      | Training Lightweight Race           | Shape-Yamaha TZR 250                  |  |
| Geoff Rome, de vader van Paul Geoffrey Rome, was graag motorcoureur geworden. Daarom spaarde hij jarenlang om zijn zoon die kans te geven. Paul racete dan ook al tijdens zijn schooltijd, maar door geldgebrek kon hij nooit goede motorfietsen kopen. Sinds 1985 was hij al in de MGP gestart, maar had hij nooit de finish gehaald. In de Production 1300 TT van 1989 werd hij 27e. In 1991 gaf sponsor Phil Shape hem een nieuwe motorfiets. Daarmee won Paul de Newcomer's Race in de Killinchy 150 in Noord-Ierland. Paul en zijn vader reisden hoopvol naar de MGP, maar Paul crashte tijdens de training bij Cronk-nu-Mona waarbij hij overleed. Shape wilde de machine verschroten, maar Paul's vader vroeg hem de machine te restaureren en aan Paul's vriend Chris Cannel te geven. De naam van het team werd om Paul te gedenken veranderd in "Snape and Rome Racing". De machine werd later nog gereden door Roger Hirst. Geoff Rome bleef als monteur verbonden aan het team. |                                           |                   |                                    |                                     |                                       |  |
| 162 | Mark Jackson                              | 6 september 1991  | Glentramman                        | Senior Race                         | Honda CBR 600 F                       |  |
| Mark Andrew Jackson (33) had in de jaren tachtig voor een aannemer gewerkt, maar hij werkte nu bij het Ministerie van Defensie. Hij begon te racen met de 350cc-Sunbeam van zijn vader. Later reed hij klassieke races met een 500cc-Triumph Speed Twin. Hij reed in 1991 voor de 4e keer in de MGP. In de Newcomers Senior Race van 1987 was hij 4e geworden. Tijdens de Senior Race miste hij de bocht bij Glentramman waardoor hij tegen een muur vloog. Hij overleed korte tijd later. |                                           |                   |                                    |                                     |                                       |  |
| Isle of Man TT 1992, 1 slachtoffer |                                           |                   |                                    |                                     |                                       |  |
| 163 | Manfred Stengl                            | 6 juni 1992       | 33rd Milestone                     | Formula One TT                      | Suzuki GSX-R 750 R                    |  |
| Manfred Stengl uit Salzburg was 46 jaar oud. Hij debuteerde in de Production 751-1500 cc TT van 1984 met een 17e plaats, maar in 1964 was hij als 17-jarige samen met Josef Feistmantl Olympisch kampioen geworden in het dubbel open rodelen. In 1975 werd hij als stuurman van de Oostenrijkse viermansbob 3e in het wereldkampioenschap. Hij was vrijgezel en werkte als ambtenaar aan boswegen. Op Man had hij intussen 14 starts gemaakt. Tijdens de vijfde ronde van de Formula One TT van 1992 craschte hij bij de 33e mijlpaal. Reddingswerkers waren er snel en vonden hem bij bewustzijn. Hij werd per helikopter naar Noble's Hospital gebracht waar hij werd geopereerd, maar hij overleed in de avonduren. Twee jaar na zijn door werd een Marshals shelter bij Keppel Gate (niet ver van de plaats van het ongeluk) gebouwd met twee plaquettes ter nagedachtenis aan Manfred Stengl. |                                           |                   |                                    |                                     |                                       |  |
| Manx Grand Prix 1992, 2 slachtoffers |                                           |                   |                                    |                                     |                                       |  |
| 164 | Craig Mason, † 4 september                | 3 september 1992  | Alpine Cottage                     | Junior Race                         | Yamaha TZR 250                        |  |
| 165 | John Judge                                | 3 september 1992  | Rhencullen                         | Junior Race                         | Yamaha FZR 600 R                      |  |
| De Junior Race van de MGP van 1992 eiste twee levens: Craig Sabell Mason reed in de tweede ronde van de Junior Race gelijkop met Neil Cudworth, die hij net ingehaald had. Ze naderden Alpine Cottage met meer dan 210 km/uur toen Mason het trottoir aan de linkerkant raakte en de controle verloor. Hij crashte tegen een aarden wal aan de overkant van de weg en raakte daarbij ook Cudworth. Beide rijders werden in de lucht geslingerd en vielen meters verder op het asfalt. Cudworth had een gebroken linkerbeen en -voet. Mason was er ernstiger aan toe en werd naar de Intensive Care Unit in Noble's Hospital gebracht. Er werd een nier verwijderd, maar hij kwam niet meer bij kennis en overleed de volgende dag. Craig Mason was 32 jaar oud, vrijgezel en was verzekeringsagent. Hij woonde in Syston (Leicestershire). John Judge verloor in de tweede ronde de controle over zijn 600cc-Yamaha nadat hij bij Birkin's Bend de strobalen had geraakt. Hij werd tegen een telegraafpaal geworpen en was vrijwel op slag dood. De 33-jarige Judge woonde in Burnley (Lancashire) en werkte als monteur. Hij had in 1991 al willen deelnemen, maar blesseerde zijn pols tijdens de trainingen. |                                           |                   |                                    |                                     |                                       |  |
| Isle of Man TT 1993, 1 slachtoffer |                                           |                   |                                    |                                     |                                       |  |
| 166 | Steve Harding                             | 9 juni 1993       | Laurel Bank                        | Supersport 600 TT                   | Yamaha FZR 600 R                      |  |
| Stephen Laurence ("Steve") Harding (36) werkte als technisch instructeur in Cambridge en reed zijn eerste IOMTT, maar hij was in 1992 8e geworden in de Newcomers Junior Race van de MGP. Hij overleed toen hij crashte bij Laurel Bank. Na zijn dood werd een stenen plaquette geplaatst op de rotswand tegenover de Marshals Shelter bij Laurel Bank met de tekst: "In memory of a very kind & dear friend Steve Harding 9th June 1993 T.T, M.G.P. & Classic rider Sadly missed by all your friends From Switzerland, Eng, Scot, I.O.M We will all meet again one day" |                                           |                   |                                    |                                     |                                       |  |
| Manx Grand Prix 1993, 2 slachtoffers |                                           |                   |                                    |                                     |                                       |  |
| 167 | Cliff Gobell                              | 29 augustus 1993  | Quarry Bends                       | Classic Senior Race                 | Weslake 500                           |  |
| Clifford Roy ("Cliff") Gobell reed al vanaf 1975 in de MGP en de Classic Senior Race van 1993 was zijn 21e start. Tijdens de openingsronde haalde hij bij Quarry Bends de Seeley van Heath Graham in, maar hij verloor de controle over zijn Weslake en raakte de trottoirband aan de rechterkant van de weg. De motorfiets begon te slingeren en vloog tegen de graswal aan de overkant. Gobell werd tegen enkele bomen geworpen en was op slag dood. Gobell was 51 jaar oud en werkte als electriciën in East Ham (Londen). |                                           |                   |                                    |                                     |                                       |  |
| 168 | Ken Virgo                                 | 3 september 1993  | Handley's Corner                   | Lightweight Race                    | Yamaha TZR 250                        |  |
| Kenneth John ("Ken") Virgo startte voor de 13e keer in de MGP. Hij crashte bij Handley's Corner in de tweede ronde van de Lightweight Race bij Handley's Corner en vloog tegen een telegraafpaal. Volgens ooggetuigen was zijn machine in de vrijstand geschoten waardoor Virgo de controle verloor. Reddingswerkers konden niet meer helpen, Virgo overleed op de plaats van het ongeval. Virgo werkte als monteur en woonde in Slimbridge (Gloucestershire) met zijn vriendin Sarah Bundy en hun baby-dochter en drie kinderen uit een eerder huwelijk. Hij was lid van de North Gloucestershire Motor Cycle Club. Na zijn dood keerde deze club ter nagedachtenis de "Virgo Family Trophy" voor de "Racing Personality" van het jaar uit. De eerste ging naar Len Lambourne. |                                           |                   |                                    |                                     |                                       |  |
| Isle of Man TT 1994, 2 slachtoffers |                                           |                   |                                    |                                     |                                       |  |
| 169 | Rob Mitchell, † 6 juni                    | 2 juni 1994       | Gooseneck                          | Training Supersport 600 TT          | Yamaha FZR 600 R                      |  |
| 170 | Mark Farmer                               | 2 juni 1994       | Black Dub                          | Training Formula One TT             | Britten                               |  |
| Tijdens de trainingen op 2 juni vielen 2 slachtoffers: Robert Allen ("Rob") Mitchell trainde op 2 juni voor de Supersport 600 TT. Tijdens zijn eerste ronde kwam hij door Ramsey onderweg naar de Mountain Section samen met vier andere rijders. Bij de Gooseneck verloor hij de controle over zijn machine die tegen een stenen muur aan de rechterkant crashte. Rob Mitchell werd uit het zadel geworpen en landde op de weg. Hij werd per ambulance naar Noble's Hospital gebracht, waar hij vier dagen later, op 6 juni, overleed zonder bij bewustzijn te zijn gekomen. Zijn familie gaf toestemming om zijn organen te doneren aan vier mensen. Rob Mitchell was een voormalig motorcrosskampioen en ook Schots kampioen in de Supersport 600 in 1993. In dat jaar debuteerde hij ook op het eiland Man in de Supersport 400 race. Hij woonde in Aberdeen met zijn vrouw Alison en zevenjarige zoon Peter. Edward Mark Farmer was een professionele coureur die fabrieksrijder was voor Loctite-Yamaha. Dat team schreef hem echter niet in voor de TT van 1994 en daardoor werd hij een van de weinige rijders die de beschikking kregen over de Nieuw-Zeelandse Britten-racer. Hij trainde voor de Formula One TT, maar crashte hard bij Black Dub tijdens zijn eerste trainingsronde. Hij was op slag dood. Tijdens een eerdere training had hij al een gemiddelde snelheid van 190,2 km/uur met die machine gereden. Bij Black Dub werd net als voor Rob Vine en plaquette aangebracht, met de tekst: "In memory of Mark Farmer 1963-1994 The great TT racer To a friendship made and a life lost Your NZ and Italian friends" |                                           |                   |                                    |                                     |                                       |  |
| Isle of Man TT 1995, 1 slachtoffer |                                           |                   |                                    |                                     |                                       |  |
| 171 | Paul Fargher (bakkenist)                  | 3 juni 1995       | Sulby Straight                     | Training Sidecar TT                 | Zelfbouw-Yamaha FZR 600               |  |
| Robert Paul Fargher was al vier jaar de bakkenist van de Schot Bob Munro met de door Munro zelf gebouwde zijspancombinatie met Yamaha FZR 600-blok. Tijdens de training van 3 juni verloor Munro in de eerste ronde de controle over de combinatie op Sulby Straight met een snelheid van ongeveer 225 km/uur. De machine week naar rechts uit, kwam naast de weg en crashte tegen een boom. Beide opzittenden werden afgeworpen. Paul Fargher was op slag door, de 45-jarige Bob Munro uit Aberdeen werd naar de intensive care unit van Noble's Hospital gebracht, maar overleefde het ongeluk. Er was vermeld dat Fargher van Port St Mary kwam, een klein dorpje in het zuidwesten van het eiland Man, maar het is onzeker of dit zijn geboorte- of zijn woonplaats was. Hij was 31 jaar oud, werkte als metselaar en had twee kinderen: Brendan en Glen. Hij werd begraven op Douglas Borough Cemetery in Douglas. Zijn broer Malcolm verongelukte precies een jaar later bij een verkeersongeval. |                                           |                   |                                    |                                     |                                       |  |
| Manx Grand Prix 1995, 2 slachtoffers |                                           |                   |                                    |                                     |                                       |  |
| 172 | Duncan Muir                               | 30 augustus 1995  | Guthrie's Memorial                 | Junior Race                         | Honda CBR 600 F                       |  |
| Duncan Robert Muir (22) had in 1994 de Newcomers Senior Race gewonnen en was 12e in de Senior Race. Hoewel hij uit Nottinghamshire kwam, werkte hij al drie jaar op het eiland Man bij GP Motor Cycles in Ramsey. Tijdens de Junior Race van 1995 crashte hij bij Guthrie's Memorial terwijl hij op de 8e plaats lag. Zijn achterwiel brak weg en Muir werd van zijn machine geslingerd tegen een houten bord. Hij was vrijwel op slag dood. |                                           |                   |                                    |                                     |                                       |  |
| 173 | Nick Teale                                | 1 september 1995  | Alpine Cottage                     | Lightweight Race                    | Yamaha TZR 250                        |  |
| Nicholas Edward ("Nick") Teale (35) was vrijgezel en werkte als microbioloog in het New Cross Hospital in Wolverhampton. Hij had als toeschouwer al 9 jaar de races op Man gevolgd voor hij zich in 1995 inschreef als deelnemer. In de Newcomers Junior Race finishte hij als 14e met een Kawasaki ZX-6R. De Lightweight Race op 1 september was al uitgesteld vanwege de mist, en in de derde ronde verloor Teale de controle over zijn machine bij Alpine Cottage. Hij raakte van de weg, reed het trottoir op en crashte tegen een boom. Hij was op slag dood. |                                           |                   |                                    |                                     |                                       |  |
| Isle of Man TT 1996, 4 slachtoffers |                                           |                   |                                    |                                     |                                       |  |
| 174 | Aaron Kennedy (bakkenist)                 | 27 mei 1996       | Crosby Cross-Roads                 | Training Sidecar TT                 | Ireson-Kawasaki ZX-6R                 |  |
| Aaron James Kennedy (26) was in 1995 bakkenist van Dave Kimberley geworden. Ze hadden in dat jaar al successen geboekt met de door Trevor Ireson gebouwde combinatie. Kimberley had al zes starts op Man achter de rug en was in 1994 met Tony Darby zesde geworden, maar Aaron Kennedy was een nieuweling op het eiland. Maandagochtend om 08.05 uur begonnen ze aan hun eerste trainingsronde met als doel om het rustig aan te doen zodat Kennedy het circuit zou leren kennen. Bij Crosby Church Hall viel Kennedy achterover uit het zijspan. Hij gleed op zijn rug over de weg tot hij het trottoir aan de rechterkant raakte. Hij was vrijwel op slag dood. Kimberley merkte pas bij Greeba Castle, bijna 2 km verderop, dat Kennedy verdwenen was. Aaron Kennedy was heftruckchauffeur en woonde met zijn vriendin Julie Saunders in Shipston-on-Stour (Warwickshire). |                                           |                   |                                    |                                     |                                       |  |
| 175 | Robert Holden                             | 31 mei 1996       | Glen Helen                         | IOMTT Training                      | Ducati 916                            |  |
| 176 | Mick Lofthouse                            | 31 mei 1996       | Pinfold Cottage (Sky Hill)         | IOMTT Training                      | Spondon-DTR-Yamaha TZR 250            |  |
| Robert Lorne Holden was geboren in Engeland, in Norland bij Sowerby Bridge (West Yorkshire) maar hij was in 1973 met zijn familie geëmigreerd naar Nieuw-Zeeland. Hij woonde in Wellington. Hij was al 19 haar een succesvol coureur in de minder bekende klassen, zoals de BOTT en de SOS. Hij won de SOS-klasse van de North West 200 van 1995. Hij was naar Europa gekomen om meer uitdagende races te kunnen rijden. Vanaf 1988 startte hij jaarlijks in meerdere klassen van de IOMTT met de Ducati Supermono, de Ducati 916, maar ook met een 250cc-Rotax en een Suzuki GSX-1100. In 1989 en 1990 won hij als enige niet-Ier de Christy Clarke Memorial Race Trophy, ingesteld na de dood van Christopher Clarke in 1972. In 1994 reed hij samen met Steve Manley het World Endurance Championship. Met een Kawasaki ZXR 750-R werden ze tweede in de Bol d'Or en derde in de 24 uur van Spa, maar het hoogtepunt was zijn overwinning in de Singles TT van 1995. Op 29 mei 1996 reed hij goede trainingstijden met de Ducati Supermono en de Ducati 916. Hij begon dan ook vol goede moed aan de trainingen van 31 mei. Om 05.30 kreeg hij het vertreksein voor die training. Het weer was verraderlijk, met harde wind en natte wegen op verschillende plaatsen, vooral onder de bomen aan de westkant van het eiland. Holden passeerde Michael Rutter's Honda CBR 900 RR Fireblade bij Ballaugh. Rutter probeerde hem te volgen, maar slaagde daar niet in. Bij het Glen Helen Hotel sneed Holden de bocht te ver naar rechts aan, waarschijnlijk door een te hoge snelheid. Holden probeerde te corrigeren door hard te remmen, maar de Ducati vloog rechtdoor tegen het trottoir. Hij werd uit het zadel geworpen en landde midden op de weg. Hij was zwaargewond en marshals en een medical officer probeerden hem ter plaatse te reanimeren en hij werd zelfs per draagbaar naar de reddingshelikopter gebracht, maar de artsen in de helikopter constateerden de dood. Holden was 37 jaar oud en was magazijnbediende. Hij was gescheiden van zijn vrouw Joanne. Michael Anthony ("Mick") Lofthouse was een 28-jarige professionele coureur uit Oswaldtwistle (Lancashire). In 1990 had hij als de Newcomers Lightweight Race van de MGP gewonnen met een Kawasaki. In 1993 was hij Brits 125cc-kampioen. In datzelfde jaar werd hij 3e in de Ultra-Lightweight TT met een Honda RS 125 en in 1995 werd hij 2e met een DTR-Yamaha, slechts 0,6 seconde achter Mark Baldwin. In 1996 had hij een frame laten bouwen door Spondon. Tijdens de training verloor hij de controle over zijn Yamaha bij Pinfold Cottage, waarschijnlijk doordat hij verblind werd door de opkomende zon. Zijn machine week uit en raakte het trottoir. Lofthouse verloor zijn helm waardoor hij ernstige hoofd- en gezichtsverwondingen opliep. Hij overleed vrijwel meteen. Lofthouse was vrijgezel en bevriend met topcoureur Carl Fogarty. Hij werd begraven op Douglas Borough Cemetery. |                                           |                   |                                    |                                     |                                       |  |
| 177 | Steve Tannock                             | 1 juni 1996       | Churchtown                         | IOMTT Formula One TT                | Honda RC 30                           |  |
| Stephen John ("Steve") Tannock was 39 jaar oud en kwam uit Bradford, maar het is niet bekend of hij daar woonde en/of geboren was. Hij was vrijgezel en hij stond op het punt om een Koninklijke Ondescheiding (MBE: Member of the Most Excellent Order of the British Empire) te ontvangen voor zijn liefdadigheidswerk als Emergency Infrastructure Engineer in voormalig Joegoslavië. Hij had sinds 1994 drie starts op de Mountain Course op zijn naam, waarvan twee in de MGP en een in de IOMTT. Hij was de laatste rijder die in de Formula One TT van 1996 van start ging. In de derde ronde viel hij in Churchtown waarbij hij het leven verloor. |                                           |                   |                                    |                                     |                                       |  |
| Manx Grand Prix 1996, 2 slachtoffers |                                           |                   |                                    |                                     |                                       |  |
| 178 | Nigel Haddon                              | 19 augustus 1996  | Black Hut                          | Training Senior Race                | Honda RC 30                           |  |
| 179 | Jack Gow                                  | 19 augustus 1996  | 32nd Milestone                     | Training Classic Senior Race        | Petty-Norton 40M Manx                 |  |
| Tijdens de trainingen op 19 augustus vielen twee slachtoffers: Nigel James Haddon was geboren in Engeland, maar in 1983 geëmigreerd naar Zuid-Afrika. Het is niet bekend of hij zijn Britse nationaliteit had behouden. Hij woonde in Kaapstad, waar hij dealer van Triumph-motorfietsen was. In 1995 was hij gedebuteerd in de Newcomers Junior Race van de MGP, waarin hij 10e werd. Tijdens de ochtendtraining van 19 augustus stond de zon nog laag aan de horizon, maar er hingen ook nog wat mistbanken over het circuit. Bij Black Hut verloor hij bij het uitkomen van de linker bocht de controle over zijn Honda en raakte hij de graswal aan de rechterkant. Hij werd uit het zadel geworpen en zwaargewond per helikopter naar Noble's Hospital gebracht, waar hij kort na binnenkomst overleed. John Clark ("Jack") Gow was 56 jaar oud. Hij was in 1965 en 1970 al Schots kampioen geweest en Scottish Classic Champion in 1993. Hij was al 22 keer op het eiland Man gestart, afwisselend in de MGP en de IOMTT. In 1995 had hij de 500cc-Pre-TT Classic op het Billown Circuit gewonnen. In 1996 had hij op het podium gestaan bij de Classic race tijdens de TT van Assen. Op 19 augustus om 07.00 uur begon hij de training met zijn 350cc-Petty-Norton Manx in voorbereiding van de Classic Junior Race van de MGP. Tijdens zijn openingsronde verloor hij de controle bij de 32e mijlpaal. De motorfiets kwam in een goot terecht en crashte tegen een graswal met een geschatte snelheid van ongeveer 130 km/uur. Gow werd uit het zadel geworpen en lag bewusteloos op het asfalt. Hij werd naar Noble's Hospital gebracht waar hij minder dan een uur na zijn val dood werd verklaard. Jack Gow was ACU-stewart en voorzitter van de Schotse Auto-Cycle Union (SACU). Hij woonde in Errol (Perthshire), maar was motorfietsdealer in Dundee. Hij werd overleefd door zijn vader, zijn vrouw Olive en vier kinderen: Frances, Audrey, Lorraine en Jack en zijn kleinzoon David. |                                           |                   |                                    |                                     |                                       |  |
| Isle of Man TT 1997, 2 slachtoffers |                                           |                   |                                    |                                     |                                       |  |
| 180 | Russ Waring                               | 26 mei 1997       | Union Mills                        | Training Ultra-Lightweight TT       | Yamaha TZ 125                         |  |
| 181 | Colin Gable                               | 26 mei 1997       | Ballagarey Corner                  | Training Formula One TT             | Honda RC 30                           |  |
| Tijdens de training op 26 mei 1997 vielen twee slachtoffers: Nadat Russell Waring in 1995 3e was geworden in de 250cc-Newcomers Lightweight Race en in de "gewone" Lightweight Race 8e was geworden, startte hij in 1996 in drie uiteenlopende klassen in de IOMTT, de 750cc-Senior TT, de 250cc-Lightweight TT en de 125cc-Ultra Lightweight TT. Op 26 mei 1997 trainde hij met zijn 125cc-Yamaha opnieuw voor de Ultra-Lightweight TT. Minder dan 3 kilometer na zijn start passeerde hij een veel zwaardere machine in de linker bocht bij Union Mills, maar bij nadering van de rechter bocht verloor hij de controle over zijn machine. Het voorwiel gleed weg en Waring viel. Hij vloog hard tegen de trottoirband bij de Glen View Cottages. Hij werd per helikopter naar Noble's Hospital gebracht met heup- en bekkenfracturen. Aanvankelijk werd niet gedacht dat zijn verwondingen ernstig waren en hij reageerde goed op de behandeling, maar een paar weken later werd zijn conditie slechter en hij overleed op woensdag 18 juni 1997 aan complicaties. Russ Waring was 34 jaar oud, vrijgezel en werkte als zelfstandig stucadoor in Wing, een klein dorpje bij Leighton Buzzard op de grens van Buckinghamshire den Bedfordshire. Na zijn dood werd een herdenkingsbankje geplaatst in Union Mills. Colin Christopher Gable was pas 31 jaar oud, maar hij had al veel ervaring op Man. Hij was gedebuteerd in de Newcomers Senior Race van de MGP van 1987 die hij gewonnen had. Daarna was hij overgestapt naar de IOMTT, waar zijn beste resultaat de 3e plaats in de Junior TT van 1995 was. In 1988 was hij Brits Production 750-kampioen geworden. Hij begon op 26 mei om 19.10 uur aan de tweede training voor de Formula One TT. Bij Ballagarey Corner raakte zijn achterwiel het trottoir en Gable kwam ten val, gleed over het asfalt en crashte tegen de strobalen aan de linkerkant van de weg. De reddingshelikopter was er snel, maar Gable werd ter plaatse dood verklaard. Gable was ontwerp-manager en woonde in Ravenstone (Leicestershire) al zes jaar samen met Sally Roberts. Ze hadden samen een dochter, Sarah. |                                           |                   |                                    |                                     |                                       |  |
| Manx Grand Prix 1997, 4 slachtoffers |                                           |                   |                                    |                                     |                                       |  |
| 182 | Danny Shimmin                             | 16 augustus 1997  | Greeba Castle                      | Training Classic Junior Race        | Aermacchi Ala d'Oro 350               |  |
| De 50-jarige Manx-buschauffeur George Daniel ("Danny") Shimmin was een zeer ervaren coureur op Man. Hij had 29 starts in de MGP en 36 in de IOMTT op zijn naam, in totaal 65 starts met als beste resultaten de overwinning in de MGP Lightweight Race van 1976 en de 5e plaats in de Singles TT van 1997. Daarnaast had hij nog een 2e plaats en twee 3e plaatsen in de MGP en een 6e, 7e en 8e plaats in de IOMTT. Hij reed ook al vele jaren in de "Classic"-races, met Norton Manx, Matchless G50 en AJS 7R. Van 1993 tot 1995 won hij drie jaar op rij de Motor Cycle Union of Ireland (MCUI) 500 Classic Championship. Hij bleef ook altijd zowel in de MGP als de IOMTT rijden. In 1997 was hij van plan om met een Aercmacchi Ala 'd Oro 350 in de Classic Junior Race van de MGP te starten. Danny Shimmin werd overleefd door zijn partner, Steph. Hij werd begraven op Douglas Borough Cemetery in Douglas. |                                           |                   |                                    |                                     |                                       |  |
| 183 | Pamela Cannell                            | 18 augustus 1997  | Bungalow Bridge                    | Training Lightweight Race           | Yamaha TZR 250                        |  |
| 184 | Roger Bowler, † 19 augustus               | 18 augustus 1997  | Quarry Bends                       | Training Classic Senior Race        | Matchless G50                         |  |
| Tijdens de MGP-training van 18 augustus 1997 vielen twee slachtoffers: Pamela Anne ("Pam") Cannell was 38 jaar oud, vrijgezel, woonde in Onchan in het noorden van de stad Douglas en werkte als Audit-accountant. Ze had jaren als marshal dienst gedaan. In 1996 was ze voor het eerst als deelneemster aan de start verschenen. Ze werd 5e in de Newcomers Lightweight Race van de MGP ondanks een gat in de uitlaat van haar Honda. Ze finishte vlak achter haar vriendin Monica Floding, eveneens op een Honda. Tijdens de training van 18 augustus 1997 crashte ze bij Bungalow Bridge. Haar Yamaha vloog van de weg in de berm. Toen sloeg hij over de kop boven op een graswal. Pam werd afgeworpen en kwam op de weg terecht. De reddingswerkers konden niets doen om haar te redden. Pam Cannell was de tweede vrouw die verongelukte op de Mountain Course, na bakkeniste Marie Lambert in 1961. Roger David Bowler was in 1944 geboren in Noord-Londen, maar toen hij in 1961 zijn eerste motorfiets kocht (een oude BSA C10 zijklepper) woonde hij met zijn ouders al in Crawley. Er volgde nog een 600cc-Norton Dominator Model 99 uit 1958 maar in 1966, toen hij 22 jaar oud was, begon hij te racen met een ex-Ian Simpson 500cc-Velocette Thruxton. Daarmee won hij in hetzelfde jaar nog een race op Brands Hatch. Hij voorzag zijn Norton Dominator van een 500cc-blok om aan de MGP deel te nemen, maar hij blies het blok in de trainingen al op. Zo debuteerde hij pas in 1967 en in 1971 startte hij voor het eerst in de IOMTT, waar hij tot 1979 actief was. Zijn beste resultaat was de 2e plaats in de Production 500 TT van 1972. In 1988 keerde hij weer terug op Man, in de MGP Classic Senior Races, waarin hij een Matchless G50 reed. Tijdens de trainingen op 18 augustus crashte hij rond 20.30 uur met die Matchless bij Quarry Bends. Zijn motorfiets begon tijdens zijn 2e ronde te slingeren in de rechter bocht. Bowler werd afgeworpen en vloog tegen een stenen muur, waarna zijn motorfiets hem ook nog raakte. Hij werd per helikopter naar Noble's Hospital gebracht, waar hij 24 uur later overleed. Bij onderzoek vond men een scheur in zijn voorband, die het ongeluk veroorzaakt zou kunnen hebben. Bowler was 53 jaar oud en werkte als technicus bij een postkantoor. Na het ongeluk werd zijn moeder ingevlogen om hem te kunnen zien voor zijn overlijden. |                                           |                   |                                    |                                     |                                       |  |
| 185 | Emmet Nolan                               | 29 augustus 1997  | Lambfell Cottage                   | Senior Race                         | Yamaha FZR 750 R                      |  |
| Fergal Emmet Nolan (38) was geboren in Leighlinbridge in het Ierse graafschap Carlow, maar hij woonde Coachford in het graafschap Cork, waar hij als monteur werkte. Nolan was weliswaar een ervaren coureur, die in het VK maar ook in de VS racete, maar op Man was hij nog niet vaak geweest. Na zijn debuut in de MGP Newcomers Senior Race van 1986 was hij alleen in 1991, 1992 en 1997 nog in de Senior Race gestart. Op 29 augustus nam hij opnieuw deel aan de Senior Race. Bij Lambfell Cottage moest hij hard remmen om een andere deelnemer te ontwijken. Zijn achterwiel gleed weg en hij vloog tegen een aarden wal aan de rechterkant van de weg. Hij werd van zijn motorfiets geslingerd en marshals vonden hem bewusteloos en zwaar gewond. Hij werd per helikopter naar Noble's Hospital gebracht waar hij kort na binnenkomst overleed. |                                           |                   |                                    |                                     |                                       |  |
| Isle of Man TT 1998, 3 slachtoffers (+ 1 tijdens Lap of Honour) |                                           |                   |                                    |                                     |                                       |  |
| 186 | Mike Casey                                | 8 juni 1998       | Ballagarey Corner                  | Training Lightweight TT             | Honda RS 250                          |  |
| Michael John Ralfs ("Mike") Casey was een 34-jaar oude scheepsbouwkundige uit Patrick, een gehucht in het westen van het eiland Man. Hij racete al 15 jaar. In 1995 had hij de Senior Race van de MGP gewonnen, maar hij was al in 1985 gedebuteerd met een 3e plaats in de Newcomers Senior Race. Hij nam vanaf 1986 ook deel aan wedstrijden tijdens de IOMTT. Tijdens zijn eerste ronde van de training voor de Lightweight TT van 1998 raakte hij het trottoir in de binnenbocht van Ballagarey Corner. Hij vloog tegen een strobaal aan de linkerkant van de weg, maar werd hard geraakt door zijn motorfiets en was op slag dood. Hij werd overleefd door zijn echtgenote Sandra. Een bocht net achter de 29e mijlpaal kreeg ter eren van Casey zijn naam: Casey's. |                                           |                   |                                    |                                     |                                       |  |
| 187 | Ian Hardisty                              | 12 juni 1998      | Kerrowmoar                         | Production TT                       | Kawasaki ZX-7 RR                      |  |
| 188 | John Henderson, † 27 juni                 | 12 juni 1998      | Rhencullen                         | Senior TT                           | Honda RC 45                           |  |
| Op 12 juni 1998 vielen twee slachtoffers: Ian Hardisty en John Henderson. Hardisty was 10 dagen eerder 40 jaar geworden, Henderson verongelukte een dag na zijn 42e verjaardag. Charles Ian Hardisty was een 40-jarige vrachtauto-inspecteur uit Abergavenny (Wales). Hij had sinds 1995 4 races in de MGP gereden en debuteerde in de IOMTT. Rond 11.30 tijdens de tweede ronde van de Production TT raakte hij de graswal aan de rechterkant bij Kerrowmoar. Hij werd van zijn machine geworpen en kwam op het asfalt terecht. Twee artsen waren per helikopter snel ter plaatse, maar hun pogingen om Hardisty de reanimeren faalden. John Frederick Henderson (42) was op 12 juni nog met een Suzuki 28e geworden in de Production TT en op de zondag ervoor was hij 13e geworden in de Formula One TT met zijn Honda RC 45. Hij was een ervaren coureur met 23 starts op het Mountain Circuit. Tijdens de zesde en laatste ronde van de Senior TT verloor hij bij nadering van Birkin's Bend en Rhencullen de controle en viel. Hij werd per helikopter naar Noble's Hospital vervoerd waar hij een spoedoperatie onderging. Hij lag bijna twee weken op de Intensive Care Unit tot hij op zaterdag 27 juni om 16.25 uur overleed. John Henderson was zelfstandig tekenaar en vrijgezel uit Ross-on-Wye (Herefordshire). Hij speelde leadgitaar in een lokale rockband, The Silverfish. Een jaar na zijn dood bracht die band een cd uit ter herinnering. Later werd de naam van de band veranderd in The Zebras. |                                           |                   |                                    |                                     |                                       |  |
| Manx Grand Prix 1998, 3 slachtoffers |                                           |                   |                                    |                                     |                                       |  |
| 189 | Adam Woodhall                             | 27 augustus 1998  | Ballaspur                          | Training Senior Race                | Suzuki GSX-R 1000                     |  |
| 190 | Rob Wingrave, † 12 september              | 27 augustus 1998  | Union Mills                        | Training Classic Senior Race        | Norton 30M Manx                       |  |
| Op 27 augustus 1998 vielen ook twee slachtoffers: Adam John Woodhall racete al vijftien jaar en was in 1985 met een vierde plaats gedebuteerd in de Newcomers Senior Race van de MGP. Op 27 augustus trainde hij voor de Senior Race die de volgende week zou plaatsvinden. De training begon om 14.30 uur en enkele minuten later probeerde Woodhall aan de linkerkant een langzamere deelnemer in te halen bij Ballaspur. Die collega week echter ook naar links uit waardoor Woodhall werd gedwongen een heg in te rijden. Hij crashte tegen een betonnen pilaar, terwijl zijn collega doorreed, niet bewust van het ongeval. Woodhall werd van zijn machine geslingerd en was vrijwel op slag dood. Adam Woodhall was 33 jaar oud, woonde in Bransford (Worcestershire) en werkte bij de Natwest Bank. Hij werd overleefd door zijn vriendin Gillian Basnett en hun zoon, Samuel. Robert Wingrave was een motorsportman in hart en nieren. Toch debuteerde hij pas in 1994, op 50-jarige leeftijd, op het eiland Man. In 1960 was hij begonnen als trialrijder met lichte tweetakten, maar later ook met zwaardere AMC-machines. Daarna richtte hij zich op de motorcross met een Greeves Challenger. Nadat hij in 1968 met Sam trouwde vertrok het echtpaar in 1969 naar Australië. In 1971 besloten ze terug te keren met een oude VW-camper waarmee ze door India, Pakistan, Turkije en Europa reden. Intussen waren de kinderen Kate, Rebecca en Oliver geboren. In 1980 schafte hij een 350cc-AJS 7R-wegracer aan, maar vond die machine te traag en verving hem door een Norton 40M Manx. Daarmee ging hij meer serieus in classic-races rijden, vooral op het vasteland van Europa. Hij was een erkend regenrijder. Een natte race op Brands Hatch leverde hem de bijnaam "Fearless Rob" op. Toen hij de Mountain Course eenmaal ontdekt had, werd het zijn lievelingscircuit en de MGP zijn lievelingsrace. Op de boot naar huis zei hij: "Only 50 weeks and 2 days and I will be back". Zijn beide klassieke Nortons stonden bekend als "Rob's old nails". In 1998 stond hij ingeschreven voor de Junior- en de Classic Senior Race. Hij trainde slechts een ronde op zijn 350cc-Norton en sprong daarna op de 500cc-machine voor de trainging voor de Senior Race. Tijdens de eerste ronde raakte hij de trottoirband bij Union Mills en verloor hij de controle over de motorfiets. Die slingerde naar de andere kant van de weg en crashte tegen een muur van een huis. Wingrave werd van de machine geworpen en lag bewusteloos op de weg. Hij werd naar Noble's Hospital gevlogen waar hij direct geopereerd werd. Hij verbleef meer dan twee weken op de Intesive Care Unit en overleed op zaterdag 12 september. Rob Wingrave was geboren in Bawtry (Yorkshire) maar woonde in Rawledge bij Farnham (Surrey). Hij was partner van het technisch intallatiebedrijf Argent Engineering. |                                           |                   |                                    |                                     |                                       |  |
| 191 | Chris East, † 19 september                | 31 augustus 1998  | Kirk Michael                       | Classic Senior Race                 | Matchless G50                         |  |
| Christopher East was een echte veteraan, die al in 1965 in de MGP was gedebuteerd met een 350cc-AJS 7R in de Junior Race. Later stapte hij naar de Senior Race over met een (bijna identieke) Matchless G50. Na 1974, toen zijn Matchless niet meer kon opboksen tegen de Japanse machines, stopte hij. Toen de Classic Races begonnen kwam hij in 1987 weer terug, met zijn Matchless. Op 31 augustus reed hij in de Classic Senior Race. Tijdens de tweede ronde crashte hij in Kirk Michael, waarbij hij ernstige borstverwondingen opliep. Hij werd per ambulance naar Noble's Hospital gebracht en werd opgenomen in de Intensive Care Unit. Zijn conditie verslechterde en hij overleed bijna drie weken later, op zaterdag 19 september. Chris East was 55 jaar oud en was verzekeringsagent. Hij woonde in Malvern (Worcestershire) met zijn echtgenote Wendy. |                                           |                   |                                    |                                     |                                       |  |
| Isle of Man TT 1999, 4 slachtoffers |                                           |                   |                                    |                                     |                                       |  |
| 192 | Bernadette Bosman (bakkeniste)            | 31 mei 1999       | Kirk Michael                       | Training Sidecar TT                 | Ireson-Yamaha YZF-R6                  |  |
| Bernadette Johanna Hermana Bosman-Saalbrink was in 1958 geboren in Hilversum en was 40 jaar oud. Zij werkte als onderwijzeres. In 1999 fungeerde ze als bakkeniste van de ervaren zijspancoureur Helmut Lünemann, die al jaren in het wereldkampioenschap wegrace had gereden. Maar dat was wel lang geleden, van 1968 tot 1970. Op 31 mei trainden Lünemann en Bosman voor de Sidecar TT met hun Ireson-Yamaha toen Bosman in Kirk Michael uit het zijspan viel. Ze verloor daarbij het leven. Lünemann werd acht kilometer later gestopt door een zwarte vlag en had niet gemerkt dat hij zijn bakkeniste had verloren. Lünemann vond Chris McGahan bereid om in het zijspan te stappen voor de wedstrijden. In de Sidecar Race A werden ze 30e, in de Sidecar Race B vielen ze uit. |                                           |                   |                                    |                                     |                                       |  |
| 193 | Simon Beck                                | 1 juni 1999       | 33rd Milestone                     | Training Formula One TT             | Honda RC 45                           |  |
| Simon Anthony Beck (32) uit Penwortham (Lancashire) had al een goede reputatie opgebouwd nadat hij in 1984 vierde was geworden in de Newcomers Senior Race van de MGP, maar hij had in 1990 de Senior Race gewonnen en later nog drie 3e plaatsen in de IOMTT gescoord. Tijdens de training voor de Formula One TT op 1 juni verongelukte hij met een snelheid van ongeveer 225 km/uur bij de 33e mijlpaal. |                                           |                   |                                    |                                     |                                       |  |
| 194 | Terry Fenton (bakkenist)                  | 7 juni 1999       | Hillberry Corner                   | Sidecar TT                          | Honda CBR 600 RR                      |  |
| Terrance Fenton Terry en Mark Fenton waren vader en zoon. Mark bestuurde de zijspancombinatie en Terry functioneerde als bakkenist. Ze hadden in 1998 voor het eerst deelgenomen aan de IOMTT, met een DNF en een 48e plaats. In de Sidecar Race A van 1999 waren ze 21e geworden, maar in Race B crashte de combinatie bij Hillberry, waarbij vader Terry (56) om het leven kwam. Mark racete daarna niet meer. |                                           |                   |                                    |                                     |                                       |  |
| 195 | Stu Murdoch                               | 9 juni 1999       | Gorse Lea                          | Junior TT                           | Honda CBR 600 RR                      |  |
| Stuart Hunter ("Stu") Murdoch (34) uit Dunedin (Nieuw-Zeeland) startte in 1997 als lid van het John Shand Racing Team in de Junior TT. Hij werd 42e, maar een crash bij Barregarrow tijdens de trainingen dwong hem voorlopig te stoppen. In 1998 finishte hij in de Junior- en de Senior TT met gemiddelde snelheden van meer dan 170 km/uur. Tijdens de Junior TT van 1999 raakte zijn Honda de trottoirband bij Gorse Lea. De machine gleed over de weg tegen een elektriciteitsmast en vloog in brand. Murdoch was op slag dood. |                                           |                   |                                    |                                     |                                       |  |
| Manx Grand Prix 1999, 1 slachtoffer |                                           |                   |                                    |                                     |                                       |  |
| 196 | Mick Smith                                | 3 september 1999  | 13th Milestone                     | Senior Race                         | Honda CBR 600 RR                      |  |
| Martin John ("Mick") Smith was een ervaren rijder die al sinds 1987 aan de MGP deelnam. Hij was in op 1 september al 11e geworden in de Junior Race en de Senior Race zou zijn 26e race op Man zijn. In de derde ronde probeerde hij de Yamaha van Dean Nelson in te halen bij de 13e mijlpaal in de buurt van Kirk Michael. Met ongeveer 185 km/uur miste hij de bocht en verloor hij de controle. Zijn Honda gleed naast de weg en crashte in een heg. Smith viel van de machine en was op slag dood. Nelson had niets van het ongeluk gemerkt en finishte als 8e in de race die werd gewonnen door Colin Breeze. Breeze zou het leven verliezen tijdens de Formula One Race van 2004. Mick Smith was geboren in Rowley Regis bij Birmingham, maar woonde met zijn vriendin Paula Luton en zijn zoon Luke (9) in Oldbury. Hij werkte als dieselmonteur. Na zijn dood werd de "Martin Smith Trophy" ingesteld ter herinnering. Die werd precies een jaar na zijn dood gewonnen door nieuwkomer Dan Stewart. |                                           |                   |                                    |                                     |                                       |  |
| Isle of Man TT 2000, 4 slachtoffers |                                           |                   |                                    |                                     |                                       |  |
| 197 | Stephen Wood (bakkenist)                  | 29 mei 2000       | Whitegates                         | Training Sidecar TT                 | Baker-Yamaha YZF-R6                   |  |
| Stephen Philip Wood was een nieuwkomer op Man. Tijdens de training op maandagavond voor de Sidecar TT functioneerde hij als bakkenist van de ervaren John Macaskill die al sinds 1991 op Man reed. Bij Whitegates, net buiten de stad Ramsey, raakte Macaskill een bult in de weg waardoor de combinatie naast de ideale lijn terecht kwam. Daardoor misten ze de bocht naar links. Wood werd van de machine geslingerd en raakte een houten bord, waarna hij in een tuin terecht kwam. Hij werd per helikopter naar Noble's Hospital gebracht, maar overleed onderweg daar naartoe. John Macaskill raakte gewond. Stephen Wood werkte als system operator, was 40 jaar oud en liet zijn vriendin Jane en drie kinderen Amy (9), Ben (3) en Mickey (2) achter. |                                           |                   |                                    |                                     |                                       |  |
| 198 | Chris Ascott                              | 30 mei 2000       | Westwood Corner                    | Training Lightweight 400 TT         | Kawasaki ZXR 400                      |  |
| Christopher David Ascott was 36 jaar oud en een ervaren coureur. Maar die ervaring had hij niet op Man. Hij was pas in 1999 gedebuteerd met een 24e plaats in de Ultra-Lightweight TT. In 1998 had hij het East Midlands Racing Association Championship gewonnen. Hij racete ook wel op stratencircuits, zoals drie jaar in de North West 200 in Coleraine (Noord-Ierland). In 2000 had hij zich ingeschreven voor de Lightweight 400 TT. Hij had al was niet-officiële oefenrondjes gereden maar op dinsdag 30 mei begon de echte training. Rond 19.30, tijdens zijn tweede ronde, raakte hij het achterwiel van een andere rijder bij de nadering van de eerste rechter bocht bij Cronk Urleigh in de buurt van de 13e mijlpaal bij Westwood. Hij probeerde door hard te remmen de situatie te controleren, maar dat lukte niet. Zijn Kawasaki vloog tegen enkele bomen langs de weg en Ascott werd afgeworpen, raakte ernstig gewond en overleed ter plaatse. Chris Ascott was een programmeur uit Aylesbury (Buckinghamshire). Hij werd overleefd door zijn vrouw Susan, waarmee hij in 1986 getrouwd was, en hun zoon James. Na zijn dood werd een herinneringsplaquette langs de weg bij Cronk Urleigh Lodge geplaatst, |                                           |                   |                                    |                                     |                                       |  |
| 199 | Ray Hanna                                 | 31 mei 2000       | Greeba Castle                      | Training Lightweight 250 TT         | Yamaha TZ 250                         |  |
| Raymond Hanna uit Tandragee (Noord-Ierland) was met zijn 49 jaar met recht een veteraan, die al bijna 30 jaar racete. In 1998 en 1999 won hij de 250cc-klasse van het Irish National Road Racing Championship. Hij debuteerde op Man in de Junior TT van 1984 met een DNF met zijn Purvis-Rotax en scoorde zijn beste resultaat in de Junior TT van 1986, waarin hij 12e werd met een Rotax. In totaal was hij 38 keer gestart op de Mountain Course en had sinds 1984 geen jaar overgeslagen. In de vroege ochtend van 31 mei trainde hij voor de Lightweight TT. Tijdens zijn eerste ronde, rond 06.05 uur, gleed zijn voorwiel weg bij Greeba Castle. Hij kwam ten val en gleed over de weg tot hij tegen strobalen crashte die een muur aan de linkerkant afdekten. Hij werd echter door zijn eigen Yamaha geraakt, verloor zijn helm en overleed ter plaatse. Hanna woonde samen met Sandra, maar had uit een eerder huwelijk twee dochters: Amanda en Petula. |                                           |                   |                                    |                                     |                                       |  |
| 200 | Les Williams, † 10 juni                   | 9 juni 2000       | Ballaugh Bridge                    | Production TT                       | Honda VTR 1000 SP-1 Fire Storm        |  |
| Leslie Williams had al zes starts in de MGP gehad toen hij zich inschreef voor de Production TT van 2000. Die race was vanwege het weer al verplaatst van de ochtend naar de late namiddag en startte pas om 16.30 uur. Ze werd ingekort van drie naar twee ronden. Tijdens de eerste ronde reed Williams op het rechte stuk richting Ballaugh Bridge toen zijn voorwiel weggleed en hij tegen een muur aan de rechterkant van de weg crashte. De reddingshelikopter werd opgeroepen om hem naar Noble's Hospital te brengen. Hij kwam echter niet meer bij kennis en overleed de volgende dag om 12.00 uur. Les Williams was 41 jaar oud, woonde in Ormskirk (Lancashire) en werd overleefd door zijn moeder Edith en zijn broer Chris. Zijn familie presenteerde hierna jaarlijks de "Les Williams Trophy" voor de North West Centre-rijder die het beste presteerde tijdens de Manx Grand Prix. |                                           |                   |                                    |                                     |                                       |  |
| Manx Grand Prix 2000, 1 slachtoffer |                                           |                   |                                    |                                     |                                       |  |
| 201 | Kenny Munro                               | 19 augustus 2000  | Ginger Hall                        | Training Junior Race                | Honda CBR 600 RR                      |  |
| Donald Kenneth ("Kenny") Munro was een 45-jarige motorfietsmonteur uit Burscough (Lancashire). Tijdens de training voor de MGP reed hij richting Ramsey. In de linker bocht bij Ginger Hall, gevolgd door de Yamaha van Derek Heron, raakte hij met zijn helm een ijzeren railing aan de linkerkant. Hij verloor het evenwicht en crashte in een heg aan de andere kant van de weg. Hij werd tegen een bord geworpen en landde op het voetpad naast de weg. Hij was ernstig gewond. Zijn Honda stuiterde terug de weg op en Heron kon die niet meer ontwijken. Toch bleef hij overeind en stopte enkele meters verder. Kenny Munro werd per helikopter naar Noble's Hospital gebracht, waar hij een uur na het ongeluk overleed. Kenny Munro racete al in de jaren tachtig. Na een lange pauze nam hij in 1999 de draad weer op en toen debuteerde hij ook in de MGP. In de Newcomers Senior Race werd hij 2e. Uit twee huwelijken liet hij twee dochters na, Stacey (16) en Stephanie (9). Zijn vriendin Catherine Walker bekeek de trainingen vanuit de pit. |                                           |                   |                                    |                                     |                                       |  |
| In 2001 werd er niet geracet vanwege de MKZ-crisis |                                           |                   |                                    |                                     |                                       |  |
| Isle of Man TT 2002, 1 slachtoffer |                                           |                   |                                    |                                     |                                       |  |
| 202 | Colin Daniels                             | 27 mei 2002       | Bray Hill                          | Training Production 600 TT          | Suzuki GSX-R 600                      |  |
| Colin Derrick Daniels (42) werkte als zelfstandig electriciën in Stockport (Greater Manchester). Hij reed al op jeugdige leeftijd op motorfietsen en begon in de jaren negentig met racen. In 1998 debuteerde hij in de MGP en in 2000 in de IOMTT. Op maandagavond 27 mei om 18.15 uur begon hij aan de derde training voor de Production 600 race. Meteen na zijn start verloor hij de controle bij Bray Hill. Hij viel en zijn Suzuki crashte tegen een houten muur. Daniels werd naar Noble's Hospital gebracht, waar hij om 18.45 uur overleed. Hij werd overleefd door zijn vrouw Yvonne en zijn kinderen Scott (23) en Leanne (18). |                                           |                   |                                    |                                     |                                       |  |
| Manx Grand Prix 2002, 3 slachtoffers |                                           |                   |                                    |                                     |                                       |  |
| 203 | Shane Ellis                               | 19 augustus 2002  | Ballaspur                          | Training                            | Aprilia RSV 1000 Mille                |  |
| 204 | Leslie Turner                             | 19 augustus 2002  | Ballaspur                          | Training                            | Yamaha YZF-R6                         |  |
| De eerste, niet getimede training voor de MGP van 2002 vond plaats op maandagochtend 19 augustus en begon om 06.00 uur. Omdat het een ongetimede training betrof konden coureurs uit verschillende klassen deelnemen. Tijdens deze training botsten twee rijders met elkaar en beiden kwamen te overlijden. Shane Maurant Ellis, een 39-jarige fotojournalist uit Chesterfield (Derbyshire) was weliswaar een ervaren coureur, maar hij had nog nooit op de Mountain Course gereden. Enkele jaren eerder had hij een bijna dodelijk raceongeluk gehad waardoor hij lang had moeten revalideren. In 2002 begon hij weer in Noord-Ierland racen, eerst in de North West 200 en daarna in de Dundrod 150. Hij had zich ingeschreven voor de Newcomers Senior Race met zijn 1000cc-Aprilia. Hij wilde in hetzelfde jaar nog trouwen met zijn vriendin Lydia Cooper, met wie hij al twee kinderen had. Leslie James Turner was een 31-jarige vrijgezelle tuinman die was geboren in Bromley, maar die in Orpington (Groot-Londen) woonde. Hij was ook een ervaren coureur op het Britse hoofdeiland en was in 2000 12e geworden in de Newcomers Senior Race. Hij had ook al enkele rondjes geoefend met zijn Suzuki GSX-R 750, die hij in de Senior Race wilde inzetten. Tijdens de training op 19 augustus reed hij een Yamaha YZF-R6 voor de Junior Race. Ellis was Union Mills, Crosby en Greeba Bridge gepasseerd toen hij werd bijgehaald door drie andere rijders: Leslie Turner, Andy Russell en Gail Musson. Turner en Ellis raakten elkaar bij de linker bocht bij Ballaspur. Hun machines crashten tegen de bomen aan de rechterkant. Ellis' Aprilia kwam terug op de rijbaan, waar Russell en Musson hem maar net konden ontwijken. Marshals waren snel ter plaatse, maar vonden beide rijders dood in het gras bij de bomen. Een week na het ongeval werd ter nagedachtenis van Leslie Turner een minuut stilte gehouden op de circuits van Brands Hatch en Snetterton. |                                           |                   |                                    |                                     |                                       |  |
| 205 | Phil Hayhurst                             | 31 augustus 2002  | School House Corner                | Ultra-Lightweight Race              | Yamaha TZ 125                         |  |
| Phillip Richard ("Phil") Hayhurst (45) uit Milnthorpe (Cumbria) was ook Stockcar-racer geweest. Hij nam deel aan de BrisCA (British Stock Car Association)-races in de jaren zeventig en -tachtig. Hij won 7 races en werd tweede in het BrisCA F2 Stock Cars World Championship van 1979. In 2002 startte hij voor de zesde keer op de Mountain Course, na zijn debuut in de Classic Junior Race van de MGP van 1995. In de vier ronden lange Ultra-Lightweight Race had hij net zijn tankstop gemaakt om aan zijn derde ronde te beginnen. Hij reed op Lezayre Road richting Ramsey, een stuk waar het gas een kilometer lang open kon blijven staan voor de snelle linker bocht bij School House Corner kwam. Plotseling gleed zijn Yamaha weg en Hayhurst kwam ten val. Hij crashte tegen een aarden wal en was op slag dood. De toegesnelde marshals konden niets meer voor hem doen. Hayhurst was Lasser van beroep. Ziin vrouw Jenny maakte deel uit van zijn pitcrew en was op het circuit. Hij werd ook overleefd door zijn 20-jarige dochter Louise en zijn broer Andrew, wiens vriendin Pamela Graham een dag voor de dood van Phil Hayhurst bij een verkeersongeval om het leven was gekomen. Hayhurst werd begraven op Douglas Borough Cemetery in Douglas. Na zijn dood werd de jaarlijkse "Phillip Hayhurst Trophy" ingesteld voor de beste nieuwkomer in de Lightweight Manx Grand Prix. |                                           |                   |                                    |                                     |                                       |  |
| Isle of Man TT 2003, 1 slachtoffer (+ 1 tijdens Lap of Honour) |                                           |                   |                                    |                                     |                                       |  |
| 206 | David Jefferies                           | 29 mei 2003       | Crosby                             | Training Formula One TT             | TAS-Suzuki GSX-R 1000                 |  |
| Allan David Jefferies was een van de absolute topcoureurs van de IOMTT. Hij had 9 overwinningen op zijn palmares. Hij zei ooit over zijn favoriete race: ''You have to be totally at ease with yourself, know exactly what you're doing, and accept that you might be going home in a box.". Tijdens de tweede ronde van de training voor de Formula One TT blies Daniel Jansen zijn motor op tussen Glen Vine en Crosby. Adrian Archibald zag de olievlek op de weg en kon deze ontwijken, maar David Jefferies zag het gevaar te laat. Zijn achterwiel gleed weg. Met ongeveer 260 km/uur vloog zijn TAS-Suzuki tegen een muur, een bushokje en een telegraafpaal. David was op slag dood. Er viel bijna een tweede slachtoffer toen Jim Moodie zijn motor platlegde, over de weg gleed en werd gegrepen door een telegraafkabel die op de weg lag. Die wikkelde zich rond zijn nek maar brak voordat Moodie gewurgd werd. Moodie raakte zwaar gewond en zou nooit meer racen. |                                           |                   |                                    |                                     |                                       |  |
| Manx Grand Prix 2003, 1 slachtoffer |                                           |                   |                                    |                                     |                                       |  |
| 207 | Martin Farley                             | 25 augustus 2003  | Alpine Cottage                     | Newcomers Senior Race               | Yamaha YZF-R6                         |  |
| Martin Farley was een 36-jarige onderhoudsmonteur uit Wakefield (West Yorkshire). Tijdens de vierde ronde van de Newcomers Senior Race crashte hij bij Alpine Cottage. Zijn Yamaha vloog het trottoir op en tegen de strobalen aan de linkerkant. Farley werd over een muur geworpen en landde in de tuin van een huis. Hij was vrijwel op slag dood. Hij liet zijn vrouw Julie en de kinderen Louise en Callum achter. |                                           |                   |                                    |                                     |                                       |  |
| Isle of Man TT 2004, 3 slachtoffers |                                           |                   |                                    |                                     |                                       |  |
| 208 | Serge le Moal                             | 29 mei 2004       | Braddan Bridge                     | Training Ultra-Lightweight 125 TT   | Honda RS 125                          |  |
| Serge Henri Pierre Le Moal was een 44-jarige Breton, geboren in Saint-Brieuc (Côtes-d'Armor), maar hij woonde in Lamballe. Hij debuteerde op de Mountain Course. Tijdens de training viel hij met zijn Honda bij Braddan Bridge. Hij overleed aan zijn verwondingen. Een jaar na zijn dood reisde zijn vrouw Lydie naar Man om een ceremony bij de kerk van Braddan bij te wonen. Zij liet zijn as begraven op de plaats van het ongeval. Op het kerkhof van Braddan werd een plaquette ter nagedachtenis onthuld. |                                           |                   |                                    |                                     |                                       |  |
| 209 | Paul Cowley (bakkenist)                   | 2 juni 2004       | Black Dub                          | Training Sidecar TT                 | Yamaha YZF 600 Thundercat             |  |
| John Paul Cowley was geboren in Douglas, maar woonde in Walcott (Lincolnshire). Hij was de bakkenist van een andere Manxman, Glyn Jones uit Regaby, een klein gehucht ten noorden van Ramsey. Hij debuteerde op het eiland Man. Voorheen was hij bakkenist van Ian Ashley geweest. Samen hadden ze hun eerste zijspan-Formule 1-race op Cadwell Park gewonnen. Daarnaast wonnen ze de races op Brands Hatch en Silverstone. Tijdens de avondtraining op 2 juni viel hij uit het zijspan bij Black Dub. Hij werd naar Noble's Hospital in Braddan gebracht maar overleed enkele uren later. |                                           |                   |                                    |                                     |                                       |  |
| 210 | Colin Breeze                              | 5 juni 2004       | Quarry Bends                       | Formula One TT                      | Suzuki GSX-R 1000                     |  |
| Colin Stewart Breeze was een 44-jarige technicus uit Kibworth (Leicestershire) en een ervaren coureur, ook op Man. In 1990 was hij gedebuteerd in de Newcomers Senior Race van de MGP en in 1999 won hij de Senior Race van de MGP. In 2000 reed hij zijn eerste TT. Hij reed zowel moderne motorfietsen als "Classics". In 2003 werd hij Brits Classic National-kampioen en werd hij tiende in de Production 1000 TT. Tijdens de Formula One TT op 5 juni verloor hij de controle over zijn Suzuki GSX-R 1000 en hij raakte een trottoirband bij Quarry Bends. Breeze was vrijgezel, maar liet twee kinderen achter. |                                           |                   |                                    |                                     |                                       |  |
| Manx Grand Prix 2004, 2 slachtoffers |                                           |                   |                                    |                                     |                                       |  |
| 211 | Gavin Feighery, † 29 augustus             | 28 augustus 2004  | Mountain Box                       | Training Junior Race                | Suzuki GSX-R 600                      |  |
| Gavin Lee Feighery uit Braddan was pas 21 jaar oud en werkte als redacteur voor Manx Greenlight Television. Hij kende de wegen op Man dus goed. Hij had ook al race-ervaring op het Billown Circuit en het Jurby Circuit op Man, maar ook op Brands Hatch en Cadwell Park. In 2004 debuteerde hij in de MGP. Toen hij tijdens de training op 28 augustus probeerde hij een andere nieuwkomer, Niall Scollan, in te halen in de Mountain Box, maar verloor hij de controle over zijn Suzuki. Hij kwam in de grasberm aan de rechterkant terecht en werd uit het zadel geworpen. Daarbij raakte hij een Marshal's shelter. Een marshal en een gestrande rijder die bij de shelter stonden werden niet geraakt en konden meteen hulp verlenen. Feighery was bewusteloos en er werd een helikopter opgeroepen, die binnen vijf minuten arriveerde. Hij werd naar Noble's Hospital gebracht en overleed in de vroege ochtend van 29 augustus. |                                           |                   |                                    |                                     |                                       |  |
| 212 | Tommy Clucas                              | 1 september 2004  | Ballaugh Bridge                    | Junior Race                         | Bullock-Honda CBR 600 RR              |  |
| Thomas Tegid McSeveney ("Spook") Clucas (36) was inspecteur van de Manx Electricity Authority. Hij was vrijgezel en woonde in Peel. Toen Clucas in 2000 begon te racen vormde hij samen met Chris Preston het Team P.C. Racing. Hij reed zijn eerste race op Jurby met een standaard Yamaha YZF-R1. In 2001 won hij het Manx Clubman Championship met een Honda CBR 600 F en in 2002 werd hij tweede in de Newcomers Race van de MGP. In de Senior Race viel hij uit, maar hij werd wel 600cc-kampioen van het eiland Man. In 2003 reed hij de Southern 100 en in de IOMTT startte hij met de ex-David Jefferies TAS-Suzuki GSX-R 1000 en de ex-Moodie/Jefferies V&M-Yamaha YZF-R6, maar hij werd slechts 22e en 26e. Het werd een teleurstellend jaar met veel technische problemen. Hij kreeg wel een sponsorcontract van Martin Bullock en stapte over op de Honda CBR 600 RR. 2004 begon goed toen hij de Andreas Racing Association Champion of Champions 600 cc Class won en 11e werd in de Production 600 TT. Hij werd ook derde in de Southern 100 in juli. In augustus ging hij naar de MGP met hoop op goede resultaten. In de Junior Race reed hij een nieuw ronderecord van 120,28 km/uur. Hij leidde de race dan ook, maar in de derde ronde blies hij zijn motor op bij Ballaugh. Hij werd afgeworpen, landde in de strobalen en werd geraakt door zijn eigen motorfiets. Hij had ernstige verwondingen en overleed dezelfde avond om 21.23 uur in Noble's Hospital. |                                           |                   |                                    |                                     |                                       |  |
| Isle of Man TT 2005, 3 slachtoffers |                                           |                   |                                    |                                     |                                       |  |
| 213 | Joakim Karlsson                           | 30 mei 2005       | Douglas Road Corner                | Training Superbike TT               | Suzuki GSX-R 1000                     |  |
| Anders Joakim Karlsson racete al in Scandinavië sinds 1980. In 1990 was hij gestopt, maar in 2004 naar veertien jaar weer begonnen, ook weer in Scandinavië. Hij was dus een nieuwkomer op het eiland Man en hij droeg tijdens de eerste training dus het oranje "newcomers"-hesje. Twee dagen later, op maandagavond, trainde hij opnieuw voor de Superbike race met zijn Suzuki GSX-R 1000. Hij nam Douglas Road Corner in Kirk Michael te snel. Hij remde hard, maar kwam ten val tegen een pilaar van de poort van een huis. Hij was vrijwel op slag dood. Karlsson was geboren in Habo in zuid-Zweden en woonde daar nog steeds met zijn partner Pernilla en hun zevenjarige dochter. Hij werkte als monteur en was 39 jaar oud. |                                           |                   |                                    |                                     |                                       |  |
| 214 | Les Harah (zijspancoureur)                | 4 juni 2005       | Parliament Square                  | Sidecar Race A                      | Jacobs-Yamaha YZF-R6                  |  |
| Electriciën Leslie Ronald ("Les") Harah uit Brough (East Yorkshire) was 53 jaar oud en wellicht de eerste grootvader die verongelukte tijdens de IOMTT. Hij was een ervaren zijspancoureur, ook op het eiland Man, waar hij al sinds 2000 reed. Tijdens de tweede ronde van Sidecar Race A crashte hij bij het verlaten van Parliament Square in Ramsey. Hij werd per helikopter naar Noble's Hospital gebracht, waar hij aan zijn verwondingen overleed. Hij liet zijn partner Barbara, zoon Lee, dochter Anna en kleinkinderen Olivia en Jacob achter. |                                           |                   |                                    |                                     |                                       |  |
| 215 | Gus Scott                                 | 10 juni 2005      | Rhencullen                         | Senior TT                           | Honda CBR 1000 RR Fireblade           |  |
| Ian ("Gus") Scott was motorjournalist en -tester en een goede vriend van toprijder John McGuinness, maar hij had ook behoorlijk wat race-ervaring opgedaan, o.a. in de Southern 100 en de Grand Prix van Macau. Daar was hij in 2002 nog tweede geworden. Hij debuteerde in 2005 op Man, maar had in die week al deelgenomen aan de Supersport Junior TT "A" en "B" races, de Superbike TT en de Superstock TT met 600- en 1000cc-Honda's. Tijdens de tweede ronde van de Senior TT raakte hij betrokken bij een bizar ongeluk, waar ook marshal April Bolster om het leven kwam. Volgens ooggetuigen was een andere coureur, Keith Stewart, met mechanische pech gestopt bij het tankstation tegenover het huis van mevrouw Bolster, die de race vanuit haar tuin volgde. Zij stak over om Stewart te helpen, toen Scott met ongeveer 210 km/uur naderde en haar niet meer kon ontwijken. Hij viel en kwam midden op de weg tot stilstand. Mevrouw Bolster lag aan de andere kant van de weg. De toegesnelde marshals en het personeel van de reddingshelikopter die binnen vijf minuten ter plaatse was konden niets meer voor hen doen. Gus Scott was 40 jaar oud en had een dochter, Yasmin. |                                           |                   |                                    |                                     |                                       |  |
| Manx Grand Prix 2005, 6 slachtoffers |                                           |                   |                                    |                                     |                                       |  |
| 216 | Geoff Sawyer                              | 24 augustus 2005  | Union Mills                        | Training Classic Senior Race        | Matchless G50                         |  |
| Geoff Sawyer uit Ipswich was een zeer ervaren coureur op Man. Sinds 1988 had hij 50 starts in de MGP en de IOMTT gehad. Hij had 7 zilveren replica's gewonnen, maar zijn beste prestaties waren de 7e plaats in de Classic Junior Race van de MGP van 1995 met een Aermacchi Ala d'Oro 350 en de 9e plaats in de Singles TT van 1994 met een Yamaha. Hij had ook in Daytona gereden. Hij reed de laatste tijd vijf TT-races per jaar, waaronder de "Classic"-wedstrijden. De training van de Classic Senior MGP was al een dag verplaatst vanwege het slechte weer. Op de avond van 24 augustus begon Sawyer met de training, maar in zijn tweede ronde verloor hij de controle over zijn 500cc-Matchless bij Union Mills. De machine gleed in de strobalen voor een muur. Sawyer werd naar Noble's Hospital gebracht waar hij korte tijd later overleed. Geoff Sawyer was 55 jaar oud en liet zijn partner Kath Moore achter. |                                           |                   |                                    |                                     |                                       |  |
| 217 | John Loder                                | 26 augustus 2005  | 33rd Milestone                     | Training Classic Senior Race        | Nourish-Seeley G50                    |  |
| John William Loder was een trouw deelnemer aan de Manx Grand Prix. Zo trouw, dat hij sinds 1979 geen race had overgeslagen. Hij was dan ook al 44 keer gestart en ondanks twee 2e plaatsen en twee 3e plaatsen nooit overgestapt naar de IOMTT. Tijdens de training voor de Classic Senior Race op vrijdag waren de wegen nog nat na flinke regenbuien. Loder begon om 20.00 uur aan zijn eerste trainingsronde. In de linker bocht bij de 33e mijlpaal slipte hij. Zijn Seeley-Matchless gleed over de weg en stortte in een lager gelegen veld. Loder was vrijwel op slag dood. Hij was 56 jaar oud en werkte als IT-consultant in Kings Heath (Birmingham). Zijn vrouw Diane en de kinderen William (20) en Diana (19) waren op het eiland voor de races. |                                           |                   |                                    |                                     |                                       |  |
| 218 | Eddie Byers                               | 31 augustus 2005  | 27th Milestone                     | Classic Junior Race                 | AJS 7R Boy Racer                      |  |
| 219 | Tim Johnson                               | 31 augustus 2005  | Black Hut                          | Classic Junior Race                 | Aermacchi Ala d'Oro 350               |  |
| De Tower Insurance Classic Junior Race van de MGP van 2005 werd verreden met slecht zicht door zware regenval, laaghangende bewoking en mist. Er vielen twee slachtoffers: Edwin Arthur ("Eddie") Byers was 56 jaar oud en ervaren op het eiland Man. Hij reed er al sinds 1984 en was 28 keer in de MGP gestart en 1 keer in de IOMTT, in 1987. Tijdens de derde ronde verloor hij de controle over zijn AJS Boy Racer en botste tegen een stenen muur aan de linkerkant. Hij werd in de lucht geworpen en landde enkele meters verder op het asfalt. Hij werd ter plaatse dood verklaard. Eddie Byers was technicus en werd overleefd door zijn dochter. Barry Tim Johnson was minder ervaren, maar in de Classic Races was dat ook niet zo belangrijk. Hij was sinds 2002 5 keer in Classic Races op Man gestart met Norton, Velocette en Aermacchi. Tijdens de vierde en laatste ronde lag hij op de derde plaats toen hij bij Black Hut achterblijver Harvey Swetnam met een Seeley wilde inhalen. Johnson zag dat Swetham naar de andere kant van de weg reed en probeerde met hard remmen een botsing te vermijden. Hij viel, gleed door de berm en botste tegen een bord. Hij was op slag dood. Hij liet zijn partner Jane Pereira, met wie hij dertig jaar samen was, achter. |                                           |                   |                                    |                                     |                                       |  |
| 220 | John Bourke                               | 1 september 2005  | Union Mills                        | Junior Race                         | Suzuki GSX-R 600                      |  |
| Na de dood van twee rijders in het slechte weer op 31 augustus werd de Junior Race, die op dezelfde dag gepland was, een dag opgeschoven. John Paul Bourke, een 37-jarige IT-technicus uit Clondalkin bij Belfast, begon om 12.22 uur aan zijn race. Tijdens de derde ronde probeerde hij Andrew Timbrell, die 40 seconden eerder was gestart, te passeren. De beide machines raakten elkaar bij de rechter bocht bij het Railway Hotel in Union Mills en beiden vielen in de strobalen die een muur afschermden. John Bourke raakte ernstig gewond en overleed vrijwel onmiddellijk. Timbrell werd naar Noble's Hospital gebracht waar hij vijf dagen in coma lag. Bourke liet zijn partner Ann achter. |                                           |                   |                                    |                                     |                                       |  |
| 221 | Don Leeson                                | 2 september 2005  | Quarry Bends                       | Ultra-Lightweight Race              | Honda CBR 400                         |  |
| Donavon Geoffrey ("Don") Leeson (57) uit Corwen (Denbighshire, Wales) crashte tijdens de derde ronde van de Ultra-Lightweight Race bij de nadering van de linker bocht bij Quarry Bends. Hij vloog van de weg tegen een graswal en raakte enkele bomen. Hoewel de marshals snel ter plaatse waren konden zij niets meer doen om hem te redden. Don Leeson was timmerman en vader van twee dochters: Donna en Jennifer. Hij was secretaris van de Vintage Japanese Motorcycle Club of Wales. |                                           |                   |                                    |                                     |                                       |  |
| Isle of Man TT 2006, 1 slachtoffer |                                           |                   |                                    |                                     |                                       |  |
| 222 | Jun Maeda, † 6 november                   | 29 mei 2006       | Ballahutchin Hill                  | Training Superstock TT              | Honda CBR 1000 RR Fireblade           |  |
| Jun Maeda was een 38-jarige Japanner die in Kyoto zijn eigen motorzaak runde, maar die ook al sinds 1997 aan de IOMTT deelnam. Zijn droom was om de eerste Japanner op het podium te worden sinds Takazumi Katayama tijdens de Lightweight 250 cc TT van 1976. Zijn beste resultaat was de zesde plaats tijdens de Senior TT van 2005. Op 29 mei trainde hij met zijn Honda voor de Superstock Race van de IOMTT. Hij reed langzaam op het rechte stuk bij Union Mills toen Carl Rennie en Seamus Greene op hoge snelheid naderden. Rennie kon Maeda nog ontwijken, maar Greene niet. Maeda liep een bekkenfractuur op en werd in kritieke toestand naar het ziekenhuis in Manchester gebracht, waar hij een week later overleed. Seamus Greene werd met meerdere verwondingen naar het Walton Neurological Centre in Liverpool gebracht. |                                           |                   |                                    |                                     |                                       |  |
| Manx Grand Prix 2006, 1 slachtoffer |                                           |                   |                                    |                                     |                                       |  |
| 223 | Terry Crane                               | 21 augustus 2006  | 33rd Milestone                     | MGP Training                        | Honda RS 250                          |  |
| Terry John Crane was enkele jaren eerder zijn rechterbeen kwijtgeraakt bij een race-ongeval. Daarom reed hij met een toeclip op zijn rechter voetsteun om zijn beenprothese vast te zetten. Hij begon om 19.25 uur aan zijn training, maar al in de eerste ronde gleed zijn voorwiel weg bij de Thirty-Third. Hij crashte en raakte zwaar gewond. Hij werd per helikopter naar Noble's Hospital gebracht, waar hij dezelfde avond overleed. Terry Crane was een 46-jarige boer en hotelhouder uit Santon, een gehucht tussen Doulas en Castletown. Hij reed sinds 1988 al op het Billown Circuit (Southern 100) en op de Mountain Course. Hij liet zijn vrouw Maria en twee zoons achter. |                                           |                   |                                    |                                     |                                       |  |
| Isle of Man TT 2007, 1 slachtoffer (+ 2 toeschouwers) |                                           |                   |                                    |                                     |                                       |  |
| 224 | Marc Ramsbotham                           | 8 juni 2007       | 26th Milestone                     | Senior TT                           | Suzuki GSX-R 1000                     |  |
| Marc Robert Ramsbotham was een 46-jarige bankwerker uit Wymondham (Norfolk) die al de nodige race-ervaring had, maar die ook al veel ongevallen had gehad. Hij begon zijn racecarrière in 1998 op een twaalf jaar oude Kawasaki KR 250. In 1999 kocht hij een Aprilia RS 250, waarmee hij verschillende overwinningen behaalde, maar met die machine crashte hij op Lydden Hill (Kent). Hij liep nek-, schouder- en sleutelbeenbreuken op. In 2000 keerde hij terug, maar hij werd weer zodanig geblesseerd dat hij het seizoen moest afbreken en ook in 2001 niet kon rijden. In 2002 begon hij in de Ducati Monster-serie, maar nadat hij een Aprilia RSV 1000 kocht stapte hij over naar de Aprilia Challenge. Door een trainingsongeval moest hij een deel van het seizoen 2003 laten schieten. In 2004 was hij succesvol. Hij werd tweede met drie overwinningen tweede in de Aprilia Challenge. Hij besloot het seizoen 2005 over te slaan, maar in 2006 reed hij een aantal Britse races, waaronder de International Gold Cup op Oliver's Mount in Scarborough en hij werd derde in de Ulster Grand Prix. Daarop besloot hij zich voor het eerst in te schrijven voor de IOMTT. Hij had de Superbike TT en de Superstock TT al gereden toen hij op 8 juni aantrad voor de Senior TT. In de bocht bij de 26e mijlpaal (Joey's) verloor hij de controle over zijn motor en crashte in het publiek, terwijl hij nog op de motor zat. Ramsbotham was op slag dood, maar ook twee toeschouwers kwamen om: De 33-jarige Dean Jacob uit Kidderminster (Worcestershire) en de 53-jarige Gregory Kenzig uit Queensland (Australië). Twee vrouwelijke marshals raakten gewond: de 60-jarige Hilary Musson en de 50-jarige Janice Ann Phillips. Phillips liep een gebroken arm op, maar Musson moest haar milt laten verwijderen en haar linkerbeen werd geamputeerd. Uit door een toeschouwer gemaakte filmopnamen bleek dat Ramsbotham met zijn hoofd een paal in de binnenbocht had geraakt. Twee pathologen verklaarden dat dat alleen al de doodsoorzaak was geweest. Nader onderzoek bracht ernstige tekortkomingen aan het licht over de veiligheidsvoorzieningen ter plaatse. Het wegafsluitingsplan was onduidelijk, waardoor er toeschouwers op een parkeerplaats stonden die afgesloten had moeten zijn. De marshals waren zich ook niet bewust van het feit dat daar publiek stond. Na dit ongeval nam Roger Hurst, de voorzitter van de TT Marshals' Association, ontslag. De wit geverfde palen in de bocht werden verplaatst. Hilary Beryl Musson had zelf in de IOMTT geracet. In 1978 was ze de eerste vrouwelijke deelnemer na het "vrouwenverbod" dat in 1962 na de deelname van Beryl Swain was ingesteld. Ze reed in de Formula Two TT en de Formula Three TT tot 1985. Toen stapte ze over naar de Southern 100, waar ze nog tot 1993 deelnam. Ze was de vrouw van coureur John Musson en haar dochter Gail Musson reed in de MGP van 1998 tot 2006. Na het ongeval bleef Hilary tot 2022 bij de TT werken, ze informeerde bij de TT Grandstand de teams over de stand van zaken in de race. Ze overleed op 10 maart 2023, 76 jaar oud, aan de gevolgen van een hersentumor. |                                           |                   |                                    |                                     |                                       |  |
| Manx Grand Prix 2008, 1 slachtoffer |                                           |                   |                                    |                                     |                                       |  |
| 225 | John Goodall                              | 25 augustus 2008  | Ballacraine                        | Classic Junior Race                 | AJS 7R Boy Racer                      |  |
| De 67-jarige John Goodall uit Haverfordwest (Pembrokeshire) was uitermate ervaren op de Mountain Course. In 1972 was hij met een Seeley G50 gedebuteerd in de Senior Race van de MGP. In totaal was hij in de MGP 56 keer gestart en 2 keer in de Production TT. Hij reed vrijwel uitsluitend Classic Races, bijna altijd met een 350cc-AJS 7R Boy Racer en een 500cc-Matchless G50. In 2008 startte hij in de Classic Junior Race met zijn AJS Boy Racer. Bij Ballacraine verloor hij de controle, waarschijnlijk door een olievlek nadat een andere rijder zijn motor daar had opgeblazen. Hij liep ernstige verwondingen op en overleed in Noble's Hospital. Enkele dagen voor zijn dood had hij de "Spirit of the Manx Award" gekregen als erkenning voor het feit dat hij sinds de invoering van de Classic Senior Race geen enkele race had overgeslagen. In 1985 had hij de Classic Senior Race gewonnen. |                                           |                   |                                    |                                     |                                       |  |
| Isle of Man TT 2009, 1 slachtoffer |                                           |                   |                                    |                                     |                                       |  |
| 226 | John Crellin                              | 12 juni 2009      | Mountain Mile                      | Senior TT                           | Suzuki GSX-R 1000                     |  |
| John Crellin was een 55-jarige civiel ingenieur uit Douglas. Hij had sinds 1978 8 starts in de MGP en 47 in de IOMTT. Hij was de Bantam Racing Club-kampioen in 1977 en 1980. Hij was ook een erkend bergbeklimmer die zes van de zeven hoogste bergen ter wereld beklommen had. Hij deed drie pogingen om de Mount Everest te beklimmen, maar moest steeds afhaken wegens fysieke problemen. Crellin kwam om het leven tijdens de laatste ronde van de Senior TT toen hij crashte in de Mountain Box. Uren eerder was hij derde (en laatste) geworden in de zero-emission TTXGP Open Class TT met een elektrische motorfiets van het team TORK. |                                           |                   |                                    |                                     |                                       |  |
| Manx Grand Prix 2009, 1 slachtoffer |                                           |                   |                                    |                                     |                                       |  |
| 227 | Richard Bartlett                          | 1 september 2009  | Kerrowmoar                         | Newcomers Race Class A              | Honda CBR 600 RR cc                   |  |
| Richard Bartlett was een 38-jarige satelliettechnicus, die was geboren in Pembury, maar in 1978 met zijn familie verhuisd was naar Knatts Valley. Inmiddels woonde hij al 13 jaar samen met zijn vriendin Lee in Longfield Hill. Hij was een redelijk succesvol coureur in verschillende klassen. Hij had eerst een Harley-Davidson gekocht, maar was daarna trials gaan rijden met zijn motorclub, de Gravesend Eagles. Later wendde hij zich tot de grasbaanrace en uiteindelijk tot de wegrace. In 2008 won hij de Post Classic 750-klasse van de Classic Racing Motorcycle Club. Zijn grote wens was om op het eiland Man te racen, waar hij als kind al met zijn ouders races bezocht had. In 2009 kreeg hij eindelijk de kans om dat te doen en te debuteren in de MGP, maar tijdens de Newcomers Race crashte hij bij Kerrowmoar waarbij hij het leven verloor. |                                           |                   |                                    |                                     |                                       |  |
| Isle of Man TT 2010, 2 slachtoffers |                                           |                   |                                    |                                     |                                       |  |
| 228 | Paul Dobbs                                | 10 juni 2010      | Ballagarey Corner                  | Supersport TT Race 2                | Suzuki GSX-R 600                      |  |
| 229 | Martin Loicht, † 11 juni                  | 10 juni 2010      | Quarry Bends                       | Supersport TT Race 2                | Honda CBR 600 RR                      |  |
| Tijdens de tweede Supersport TT-race van 2010 vond een groot aantal ongevallen plaats en er vielen twee slachtoffers: Paul ("Dobsy") Dobbs was een 39-jarige motorfietsmonteur, was geboren in Onewhero (Waikato, Nieuw-Zeeland), maar hij woonde met zijn vrouw Bridget en twee kinderen in Leicester (East Midlands). In 1997 had hij de Australische 400cc-klasse en het Formula 3 Motorcycle Championship van New South Wales gewonnen. In 1998 was hij tweede in het Australische kampioenschap. Hij debuteerde al in 1999 in de Lightweight TT en startte pas in 2005 in de MGP, waarin hij 5 keer startte. In de IOMTT startte hij 41 keer. Hij was dus zeer ervaren op de Mountain Course. In de winter van 2010 was hij nog in Nieuw-Zeeland geweest om aan de Classic Motorbike Series deel te nemen. Zijn laatste race was in Pukekohe in februari. Kort na de start van de Supersport TT verloor hij de controle over zijn Suzuki bij Ballagary Corner. Hij crashte met ongeveer 225 km/uur in de rechter bocht en was vrijwel op slag dood. De eerstvolgende coureur ter plaatse was zijn vriend Paul Owens, die stopte en de gele vlag van een marshal overnam, zodat deze Dobbs te hulp kon schieten. Martin Loicht verongelukte tijdens de tweede ronde van de Supersport TT bij Quarry Bends. Het ongeluk bleek bij onderzoek te zijn veroorzaakt door een blokkerende ketting. Hij crashte tegen een muur en raakte ernstig gewond. Hij werd naar Noble's Hospital gebracht waar hij de volgende dag overleed. Martin Loicht was een 47-jarige machinebouw-professor aan de Technische Universiteit van Wenen. Ook Loicht was ervaren op Man, waar hij sinds 1992 17 keer gestart was, 1 keer zelfs als bakkenist van Helmut Lünemann. Hij was ook betrokken bij het TT Zero-project HTBLuVA TGM waar hij een elektrische motorfiets ontwikkelde voor deelname aan de TT ontwikkelde. Martin Loicht liet zijn vrouw Nikola en twee kinderen achter. |                                           |                   |                                    |                                     |                                       |  |
| Manx Grand Prix 2010, 2 slachtoffers |                                           |                   |                                    |                                     |                                       |  |
| 230 | Jamie Adam                                | 1 september 2010  | Alpine Cottage                     | Junior Race                         | Suzuki GSX-R 600                      |  |
| 231 | Chris Bradshaw                            | 1 september 2010  | Alpine Cottage                     | Junior Race                         | Speedycom-Yamaha YZF-R6               |  |
| Tijdens de tweede ronde van de Junior Race van de MGP van 2010 raakten twee coureurs bij een ongeval bij Alpine Cottage betrokken. James ("Jamie") Adam was een 28-jarige officier van de Royal Navy uit Prestwick in Schotland die in 2009 voor het eerst had deelgenomen. Hij overleed ter plekke. Chris Bradshaw was een 39-jarige verkeersagent uit Tamworth (Staffordshire). Hij had meer ervaring omdat hij al sinds 2004 in de MGP reed. Hij werd na het ongeval naar Noble's Hospital gebracht, maar overleed kort na aankomst. |                                           |                   |                                    |                                     |                                       |  |
| Isle of Man TT 2011, 3 slachtoffers |                                           |                   |                                    |                                     |                                       |  |
| 232 | Bill Currie (zijspancoureur)              | 31 mei 2011       | Ballacrye Corner                   | Training Sidecar TT                 | LCR-Yamaha YZF-R6                     |  |
| 233 | Kevin Morgan (bakkenist)                  | 31 mei 2011       | Ballacrye Corner                   | Training Sidecar TT                 | LCR-Yamaha YZF-R6                     |  |
| Lawrence William ("Bill") Currie en Kevin Morgan waren allebei ervaren in de zijspanrace, Bill als coureur en Kevin als bakkenist. Bill Currie reed al op het eiland Man sinds 1969, Kevin Morgan sinds 1984, maar in 2011 reden ze voor het eerst samen. Bill Currie was 67 jaar oud, gescheiden en had twee kinderen. Hij woonde in Ellesmere Port (Cheshire). Kevin Morgan was 59 jaar oud, vrijgezel en woonde in Shrewsbury (Shropshire). Tijdens de tweede training voor de Sidecar TT begonnen ze rond 20.00 uur aan hun training. Op het hogesnelheidsgedeelte bij Ballacrye Corner tussen Ballaugh en Quarry Bends verloor Currie de controle over de LCR-Yamaha-combinatie. Beiden verloren daarbij het leven. De training werd daarna beëindigd. |                                           |                   |                                    |                                     |                                       |  |
| 234 | Derek Brien                               | 6 juni 2011       | Gorse Lea                          | Supersport TT Race 1                | Yamaha YZF-R6                         |  |
| Derek Brien (34) uit County Meath (Ierland) debuteerde in de MGP in 2004. Hij haalde er een overwinning en drie tweede plaatsen. Sinds 2009 reed hij in de IOMTT. Tijdens de tweede ronde van de Monster Energy Supersport Race 1 crashte hij bij Gorse Lea. Hij was op slag dood. De race onmiddellijk afgevlagd. Derek Brien werd overleefd door zijn vriendin Sarah. |                                           |                   |                                    |                                     |                                       |  |
| Manx Grand Prix 2011, 3 slachtoffers |                                           |                   |                                    |                                     |                                       |  |
| 235 | Neil Kent                                 | 24 augustus 2011  | Greeba Bridge                      | Training Junior Race                | Yamaha TZ 250                         |  |
| Neil Anthony Kent (49) was geboren in Lincolnshire, waarschijnlijk in Boston, waar hij in elk geval gewoond heeft, maar woonde ten tijde van zijn overlijden in Loughshinny, (Fingal, Ierland). Hij was bijzonder populair op het eiland Man, maar hij was dan ook volledig toegewijd aan de MGP, reed in geen enkele andere race en trainde minstens vijf avonden per week in een sportschool om fit te blijven. Nadat hij in de MGP van 1986 gedebuteerd was, had hij geen jaar meer overgeslagen. Als hij niet racete hielp hij mee als marshal, meestal bij Hillberry Corner. Op Man logeerde hij bijna altijd in het Welbeck Hotel & Restaurant in Douglas bij Michael en Irene Welbeck. Hij was lid van de Two Stroke Supporters Club in Loughshinny en samen met twee andere leden, Brian Spooner en Brian Mateer won hij de Club Team Award in 2008. Het volgende jaar werd hij tweede in de Lightweight 250 cc Race, gesponsord door het Welbeck Hotel. In 2010 had hij de Lightweight Race gewonnen. Hij kreeg toen ook de John Goodall "Spirit of the Manx" Award voor sportiviteit, hard werk en inzet. Vanwege zijn leeftijd en ervaring mocht hij zich niet meer inschrijven in de Lightweight Race, maar wel in de Junior Race. De avondtraining begon op 24 augustus om 18.20 uur. Kent crashte bij Greeba Bridge en overleed aan hoofdwonden in Noble's Hospital. Neil Kent was vrijgezel en manager van de George W. Kent Electrical Store in Boston. Hij werd overleefd door zijn moeder, zuster, oom en stiefzoon Callum Hallam. |                                           |                   |                                    |                                     |                                       |  |
| 236 | Wayne Hamilton                            | 29 augustus 2011  | 13th Milestone                     | Junior Race                         | Yamaha YZF-R6                         |  |
| Wayne Hamilton uit Annaghmore bij Portadown (Noord-Ierland) was pas 20 jaar oud en een veelbelovend coureur. Hij was in 2009 gedebuteerd in de Bush Road Races waar hij de Junior Support Race had gewonnen met een nieuw ronderecord. In dat jaar won hij ook in Mid-Antrim, Armoy, Skerries en de Southern 100 Solo Founders Supertwin Race. In 2011 won hij de Dundrod 150 Supertwin Race en tijdens de MGP ook de Newcomers Race. Twee dagen later reed hij tijdens de derde ronde van de Junior Race op de derde plaats toen hij bij de 13e mijlpaal in de buurt van Kirk Michael crashte en overleed. |                                           |                   |                                    |                                     |                                       |  |
| 237 | Adam Easton                               | 31 augustus 2011  | Lambfell Cottage                   | Classic Senior Race                 | Norton 30M Manx                       |  |
| Adam Easton uit Musselburgh (Schotland) was met zijn 71 jaar een van de oudste deelnemers van de MGP. Hij was in 1983 gedebuteerd en had aan 34 races deelgenomen, altijd in de "Classic"-races met zijn oude Norton Manx die hij om in de klassieke stijl te blijven reed met een zwart motorpak en een witte jethelm en stofbril. Op 31 augustus reed hij op de 16e plaats in de Classic Senior Race toen hij bij Lambfell Cottage het gras raakte. Hij verloor de controle over zijn Norton, crashte en was op slag dood. |                                           |                   |                                    |                                     |                                       |  |
| Manx Grand Prix 2012, 2 slachtoffers |                                           |                   |                                    |                                     |                                       |  |
| 238 | Steve Osborne                             | 24 augustus 2012  | Quarterbridge Road                 | Training                            | Hyosung GT 650 R?                     |  |
| Steve Osborne uit Douglas had, hoewel hij van het eiland Man kwam, in zijn 45-jarige carrière nog nooit op de Mountain Course geracet. Hij begon in 1967, nauwelijks 16 jaar oud, te racen met een zelf geprepareerde BSA Bantam in Llandow (Wales) in een race van de Formula Bantam Racing Club. Zoals gezegd had hij een lange carrière waarin hij wel startte in de Southern 100 op het Billown Circuit op Man, maar ook in races op Cadwell Park, Snetterton, Mallory Park en Brands Hatch. Toch was hij volgens Harvey Garton, de voorzitter van de Manx Motor Cycle Club, ook in het rennerskwartier van de MGP een bekend en gerespecteerd man. In 2012 besloot hij dan eindelijk in deze race te starten, wellicht geïnspireerd door zijn zoon Stuart, die in 2011 de Lightweight Newcomers Race en de Lightweight Race gereden had met een Yamaha FZR 400, waarbij Steve hem als hulp in de pit had bijgestaan. Steve had in de eerdere training op 23 augustus al de 18e tijd gereden, maar in de laatste training op 24 augustus kwam hij meteen na de start bij de "Bottom of Bray Hill" ten val. Hij werd per helikopter naar Noble's Hospital gebracht maar overleed kort na aankomst daar. Steve Osborne werkte als IT-consultant voor het Gouvernernement van het eiland Man. Hij was 60 jaar oud en werd overleefd door zijn zoon Stuart en zijn familie. |                                           |                   |                                    |                                     |                                       |  |
| 239 | Trevor Ferguson                           | 29 augustus 2012  | The Nook                           | Supertwin Race                      | Kawasaki ER-6N                        |  |
| Trevor Ferguson, een 48-jarige winkelier uit Castlecaulfield (County Tyrone, Noord-Ierland) was de oom van sterrijder Ryan Farquhar, die sinds 1991 al 11 overwinningen in de MGP, de IOMTT en de Classic races op zijn naam had. Trevor was zelf pas in 2006 in de MGP aan de start gekomen en was minder succesvol dan zijn neef, die ondanks zijn successen in de TT ook nog steeds aan de MGP deelnam. Trevor had wel zes Noord-Ierse wegracetitels op zijn naam. Hij reed in de Supertwin Race op een Kawasaki ER-6N van Ryan's team KMR Kawasaki. Ryan had eerder die dag de Classic Senior Race met een 500cc-Paton gewonnen. Er was dan ook veel familie op het eiland. Behalve neef Ryan ook Trevor's vrouw Doris, zijn vader Alan en drie kinderen: zoon Danny en dochters Aimee en Jane. De beide meisjes maakten deel uit van zijn pitcrew. Tijdens de tweede ronde van de Supertwin Race lag Trevor Ferguson op de tweede plaats toen hij bij The Nook de controle verloor en crashte. Het was de derde tragische gebeurtenis voor de familie Ferguson in vier maanden. Trevor's moeder overleed in mei en haar zuster in juli. De race werd gewonnen door een andere inwoner van County Tyrone, Nigel Moore. Tijdens de begrafenis van Trevor Ferguson werd een grote groep motorcoureurs aangevoerd door Ryan Farquhar en Nigel Moore. |                                           |                   |                                    |                                     |                                       |  |
| Isle of Man TT 2013, 1 slachtoffer |                                           |                   |                                    |                                     |                                       |  |
| 240 | Yoshinari Matsushita                      | 27 mei 2013       | Ballacrye Corner                   | Training Supersport TT              | Tyco-Suzuki GSX-R 600                 |  |
| Yoshinari Matsushita (43) uit Saitama (Kanto) was motorredacteur en testrijder en een ervaren coureur. Sinds 2009 was hij verschillende klassen van de IOMTT gestart, soms met een Yamaha YZF-R1, maar meestal met een BMW S 1000 RR. Op 27 mei trainde hij voor de Monster Energy Supersport TT met een Suzuki GSX-R 600, ingeschreven door het team Tyco. Bij Ballacrye Corner crashte hij waarbij hij een aantal verwondingen opliep. Hij overleed korte tijd later. |                                           |                   |                                    |                                     |                                       |  |
| Isle of Man TT 2014, 2 slachtoffers |                                           |                   |                                    |                                     |                                       |  |
| 241 | Bob Price                                 | 2 juni 2014       | Ballaugh Bridge                    | Supersport TT Race 1                | Yamaha YZF-R6                         |  |
| Bob Price (65) uit Stroud (Gloucestershire) was autoschadehersteller en een ervaren coureur, die vanaf 1992 al 18 keer op Man gestart was. Op 2 juni nam hij met zijn Team SP Electrical Stroud-Yamaha YZF-R6 deel aan de Supersport TT race. Tijdens de derde ronde schatte hij Ballaugh Bridge verkeerd in. Hij nam de brug teveel aan de rechterkant en te snel. Hij maakte een hoge sprong en landde op zijn voorwiel om vervolgens op volle snelheid tegen een van de stootkussens voor de muur van het Raven Hotel te vliegen. Op een frontale botsing met hoge snelheid was dat kussen niet berekend. Bob raakte de muur en kwam met motorfiets en stootkussen op het midden van de weg terecht. Hij was op slag dood. |                                           |                   |                                    |                                     |                                       |  |
| 242 | Karl Harris                               | 3 juni 2014       | 26th Milestone ("Joey's")          | Superstock TT                       | Moto Breakers-Kawasaki ZX-10R         |  |
| Karl ("Bomber") Harris (34) uit Sheffield was een getalenteerde coureur die drievoudig Brits Supersport-kampioen was. Hij werd omschreven als "One of the great characters in the race paddock and in the pub". Tijdens de Superstock TT reden volgens ooggetuigen vier rijders dicht bij elkaar. Harris nam de Gooseneck erg snel en op een (te) wijde lijn. 360 meter later, bij de 26e mijlpaal, raakte hij het achterwiel van Joe Faragher met ongeveer 210 km/uur. Beide rijders kwamen ten val. Faragher kwam met de schrik vrij, maar Harris landde in een ravijn en werd op slag gedood. |                                           |                   |                                    |                                     |                                       |  |
| Manx Grand Prix 2014, 3 slachtoffers |                                           |                   |                                    |                                     |                                       |  |
| 243 | Stephen McIlvenna                         | 19 augustus 2014  | Mountain Mile                      | Kwalificatie Senior Race            | Yamaha YZF-R6                         |  |
| Stephen McIlvenna was een regelmatige deelnemer op het eiland Man. In 2009 had hij de Classic Senior Race van de MGP gewonnen en in 2010 was hij overgestapt naar de IOMTT. Daarna was hij enkele jaren afwezig geweest en in 2014 trainde hij weer voor de Senior Race. In de eerste kwalificatie had hij de 9e tijd van 76 deelnemers gereden. In de tweede kwalificatie crashte hij in de Mountain Mile-sectie net voorbij de stad Ramsey, waarbij hij om het leven kwam. McIlvenna was 39 jaar oud en zelfstandig huisschilder en woninginrichter. Hij kwam uit Randalstown in County Antrim (Noord-Ierland), maar het is niet duidelijk of hij daar ook geboren was. |                                           |                   |                                    |                                     |                                       |  |
| 244 | Tim Moorhead                              | 22 augustus 2014  | 29th Milestone                     | Kwalificatie Senior Race            | Suzuki GSX-R 1000                     |  |
| Timothy ("Tim") Moorhead crashte net voor Black Hut tijdens de laatste kwalificatietraining voor de Senior Race van de MGP, twee dagen na het overlijden van Stephen McIlvenna. Moorhead had de 75e trainingstijd gereden met zijn door Blue Bear Racers Children's Books gesponsorde Suzuki GSX-R 1000. Hij was 50 jaar oud, woonde in Whitstable (Kent) en werd overleefd door zijn echtgenote. |                                           |                   |                                    |                                     |                                       |  |
| 245 | Gary Firth                                | 29 augustus 2014  | 11th Milestone / Drinkwater's Bend | Senior Race                         | Honda CBR 600 RR                      |  |
| Nadat tijdens de trainingen al twee slachtoffers gevallen waren, crashte de 50-jarige Gary Firth uit Barnsley (South Yorkshire) tijdens de Senior Race zelf. Firth was nieuw op Man. Eerder had hij de Newcomers Senior Race gereden en daar had hij het rustig aan gedaan met een 34e plaats, ruim negen minuten langzamer dan de winnaar. Tijdens de derde ronde van de Senior Race verloor hij bij de 11e mijlpaal de controle over zijn Honda en kwam hij hard ten val. Hij had meerdere verwondingen en overleed vrijwel onmiddellijk. |                                           |                   |                                    |                                     |                                       |  |
| Isle of Man TT 2015, 1 slachtoffer |                                           |                   |                                    |                                     |                                       |  |
| 246 | Franck Petricola                          | 3 Juni 2015       | Sulby Crossroads                   | Training                            | BMW S 1000 RR                         |  |
| Franck Petricola (32) uit Pont-à-Mousson (Meurthe-et-Moselle) kwam uit in het I.R.R.C. (International Road Racing Championship) waar hij in 2011 11e in de Superbike-klasse was geworden met als beste resultaat een 6e plaats in Chimay. Hij haalde ook derde plaatsen in de Lightweight Races in twee wedstrijden in Tsjechië. Hij had in 2014 al een zwaar ongeval gehad tijdens de North West 200 toen hij tegen een lantaarnpaal crashte. Hij lag daarna enkele dagen in coma. Daardoor kon hij in dat jaar nog niet debuteren in de IOMTT. Toch ging zijn genezing relatief snel en daardoor kon hij in 2015 weer racen in Scarborough en een maand voor zijn dood ook in de North West 200. Op 3 juni trainde hij voor de IOMTT, maar bij Sulby Crossroads verloor hij de controle over zijn door Ice Valley Racing by Motorsave Trade gesponsorde BMW. Hij liep ernstige verwondingen op en overleed ter plaatse. |                                           |                   |                                    |                                     |                                       |  |
| Manx Grand Prix 2015, 2 slachtoffers |                                           |                   |                                    |                                     |                                       |  |
| 247 | Dennis Hoffer                             | 26 augustus 2015  | 13th Milestone                     | Kwalificatie Newcomers Race A       | Honda CBR 600 RR                      |  |
| Dennis Johannes Wilhelmus Hoffer was op 13 december 1972 geboren in Hoogkarspel (Noord-Holland). Sinds 2009 racete hij veelal op stratencircuits in het I.R.R.C. (International Road Racing Championship). Hij had zijn trainingsronden in het "newcomers"-hesje al gereden, maar tijdens de avondkwalificatie voor de Newcomers Race crashte hij bij de 13e mijlpaal waarbij hij het leven verloor. |                                           |                   |                                    |                                     |                                       |  |
| 248 | David Taylor                              | 4 september 2015  | Brandywell                         | Senior Race                         | Suzuki GSX-R 1000                     |  |
| David Taylor was een ervaren deelnemer aan de Manx Grand Prix. Sinds 1996 was hij 30 keer gestart en slechts 4 keer niet gefinisht. In zijn debuutjaar werd hij met een Kawasaki meteen 2e in de Newcomers Lightweight Race en in 1998 werd hij 3e in de Ultra-Lightweight Race. Vanwege zijn enthousiasme had de Manx Motor Cycle Club (MMCC) (de organisatie van de MGP) hem tot een van haar ambassadeurs benoemd. In 2012 had hij voor het laatst deelgenomen, maar in 2015 kwam hij terug naar Man. De Senior Race van 2015 werd ontsierd door een aantal ernstige ongevallen. Peter Symes crashte bij de 33e mijlpaal en de Franse nieuwkomer Yvan Cardona bij Cruickshanks Corner. Beiden werden in kritieke toestand naar Noble's Hospital gebracht, maar overleefden hun verwondingen. Taylor crashte bij Brandywell, het hoogste punt van de Mountain Course. Ook hij werd naar Noble's Hospital gebracht, waar hij die avond overleed. David Taylor kwam uit Sheffield, maar het is niet duidelijk of dit zijn geboorte- of woonplaats was. Ook zijn leeftijd is niet bekend. |                                           |                   |                                    |                                     |                                       |  |
| Isle of Man TT 2016, 4 slachtoffers |                                           |                   |                                    |                                     |                                       |  |
| 249 | Dwight Beare (zijspancoureur)             | 4 juni 2016       | Rhencullen                         | Sidecar Race 1                      | LCR-Suzuki GSX-R 600                  |  |
| 250 | Paul Shoesmith                            | 4 juni 2016       | Sulby Straight                     | Training                            | IVR-BMW S 1000 RR                     |  |
| Op 4 juni 2016 vielen er twee slachtoffers: Zijspancoureur Dwight Beare (27) was weliswaar een Australiër, geboren in Melbourne, maar hij woonde op het eiland Man in Onchan in het noordelijke deel van de stad Douglas. In 2014 en 2015 had hij deelgenomen met zijn vader Noel als bakkenist, maar in 2016 reed hij met de ervaren Manxman Benjamin Binns, die ook voor de grote ster Dave Molyneux als bijrijder gewerkt had. In de eerste zijspanrace van 2016 crashten ze rond 14.10 uur bij Rhencullen, tussen de 16e en de 17e mijlpaal in de buurt van Kirk Michael. Dwight Beare kwam hierbij om het leven, Binns werd met een gebroken enkel naar Noble's Hospital gebracht. Paul ("Shoey") Shoesmith (50) was een ervaren rijder uit Poynton (Cheshire). Hij reed al sinds 2005 op Man en had zijn eigen team: Ice Valley Racing BMW. Tijdens de training verongelukte hij op Sulby Straight bij Ramsey. Hij werd overleefd door zijn partner Jane Cowden en vier kinderen. |                                           |                   |                                    |                                     |                                       |  |
| 251 | Ian Bell (zijspancoureur)                 | 10 juni 2016      | Ballaspur                          | Sidecar Race 2                      | LCR-Yamaha YZF-R6                     |  |
| 252 | Andrew Soar                               | 10 juni 2016      | Keppel Gate                        | Senior TT                           | Suzuki GSX-R 1000                     |  |
| Op 10 juni 2016 vielen twee slachtoffers: Motorfietsdealer Ian Bell (58) uit Bedlington (Northumberland) kwam uit een echte racefamilie. Vader Geordie Bell had begin jaren zestig met zijspannen geracet en broer Geoff had dat tot 2003 ook gedaan. Vader Geordie was later met solomotoren gaan rijden omdat hij de zijspannen te gevaarlijk vond, maar Ian legde de omgekeerde weg af. Na een ongeluk met een solomotor op Snetterton stapte hij over naar de zijspanklasse. Hij werd Brits kampioen en reed al vanaf 1995 met verschillende bakkenisten in de IOMTT en finishte bijna al tijd ruim binnen de top tien. Hij won in 2003 de eerste race, maar startte niet meer in de tweede en kwam zelfs pas in 2014 weer terug op Man, dit keer met zijn zoon Carl als bakkenist. In 2016 zat Carl nog steeds in het rood/geel/blauwe zijspan van Ian. In de eerste race van 2016 vielen ze uit. In de tweede race crashten ze bij Ballaspur waarbij Carl gewond raakte en Ian overleed. Ian werd overleefd door zijn vrouw Trudi, zoon Carl en dochter Rachel. Later op de dag kwam Andrew Soar om het leven. Soar was 32 jaar oud en kwam uit Loughborough (Leicestershire). Hij was in 2012 knap gedebuteerd in de Newcomers Senior Race van de MGP met een 2e plaats en was ook in de echte Senior Race 2e geworden. In 2014 had hij de Senior Race zelfs gewonnen, maar na zijn overstap naar de IOMTT had hij die resultaten niet meer kunnen evenaren. Tijdens de Senior TT van 2016 crashte hij bij Keppel Gate waarbij hij het leven verloor. |                                           |                   |                                    |                                     |                                       |  |
| Isle of Man TT 2017, 3 slachtoffers |                                           |                   |                                    |                                     |                                       |  |
| 253 | Davey Lambert, † 6 juni                   | 4 Juni 2017       | Greeba Castle                      | Superbike TT                        | Kawasaki ZX-10R                       |  |
| Davey ("Lambo") Lambert (48) uit Gateshead (Tyne and Wear) had met een Kawasaki ZX-6R zes keer deelgenomen aan de MGP, maar in 2017 debuteerde hij met een Kawasaki ZX-10R in de Superbike Race van de IOMTT. Tijdens de derde van zes ronden crashte hij bij Greeba Castle. Hij werd ernstig gewond naar Noble's Hospital gebracht, maar vanwege de ernst van zijn verwondingen werd hij daarna naar Aintree University Hospital in Liverpool overgebracht. Daar overleed hij twee dagen later op 6 juni om 19.50 uur. |                                           |                   |                                    |                                     |                                       |  |
| 254 | Jochem van den Hoek                       | 7 Juni 2017       | 11th Milestone                     | Superstock TT                       | TC Racing-Honda CBR 1000 RR Fireblade |  |
| 255 | Alan Bonner                               | 7 Juni 2017       | 33rd Milestone                     | Kwalificatie Senior TT              | BMW S 1000 RR                         |  |
| Op 7 juni 2017 vielen twee slachtoffers: Jochem van den Hoek (28, bijgenaamd "Sjakie Spektakel") uit Gorinchem was in 2011 begonnen met racen, met als doel ooit in de Isle of Man TT te rijden. Hij had zich aangesloten bij het team Performance Racing Achterhoek waarmee hij in 2015 in het Internationale Road Race Championship (I.R.R.C.) was gestart. Ter voorbereiding op Man was hij ook gestart in de North West 200 en in de Ulster Grand Prix. In 2016 debuteerde hij in de Superstock TT, de Senior TT en de Superbike TT. In 2017 was hij met het op Man gevestigde team TC Racing als 27e geëindigd in de Superbike TT. Tijdens de eerste ronde van de Superstock TT crashte hij bij de 11e mijlpaal en overleed ter plaatse. Alan Bonner (26) uit Stamullen (County Meath, Ierland) reed sinds 2014 in de IOMTT, maar hij was ook bekend in de Ierse nationale races. In de ochtend van 7 juni was hij nog als 30e geëindigd in de Superstock TT met de Noel Williamson Racing BMW S 1000 RR. Tijdens zijn eerste ronde van de kwalificatie voor de Senior TT crashte hij bij de 33e mijlpaal en liep daarbij fatale verwondingen op. Voor de rest van de dag werden trainingen en races afgelast. |                                           |                   |                                    |                                     |                                       |  |
| Isle of Man TT 2018, 2 slachtoffers |                                           |                   |                                    |                                     |                                       |  |
| 256 | Dan Kneen                                 | 30 mei 2018       | Churchtown                         | Training Superbike TT               | Tyco-BMW S 1000 RR                    |  |
| Daniel Kneen (30) uit Onchan (Douglas) had al bij zijn debuut in de MGP van 2008 indruk gemaakt door zowel de Newcomers Race, de Junior Race als de Lightweight Race te winnen. Daarmee was hij de eerste MGP-deelnemer die drie races in een week wist te winnen. In 2010 reed hij alle (5) races van de IOMTT met als beste resultaat de 5e plaats in de Supersport TT. In 2014 werd hij Iers Superbike-kampioen. In 2017 werd hij 3e in de Superstock TT en in 2018 had hij al een race in de Tandragee 100 gewonnen. De avond voor zijn dood had hij zijn snelste ronde ooit gereden met 212,8 km/uur. Daarmee had hij zich als 3e gekwalificeerd voor de Superbike Race. Tijdens de laatste training voor die race, op woensdag 30 mei, crashte hij tegen een boom in Churchtown. Hij werd ter plaatse dood verklaard. Hij werd overleefd door zijn partner Leanne. Zijn vader Richard gaf het Tyco-team persoonlijk toestemming om aan de volgende races deel te blijven nemen. Zijn broer Ryan reed de volgende dag een ereronde met Dan's reservehelm. |                                           |                   |                                    |                                     |                                       |  |
| 257 | Adam Lyon                                 | 4 juni 2018       | Casey's                            | Supersport TT Race 1                | Team Lyon Racing Yamaha YZF-R6        |  |
| Adam Lyon (26) uit Helensburgh (Schotland) debuteerde in de IOMTT, maar in de 2e Supersport Race van de Ulster Grand Prix was hij 11e en hij klassificeerde zich als 6e in het Pirelli National Superstock 600 Championship met podiumplaatsen in Croft en Silverstone. Tijdens de eerste ronde van de Monster Energy Supersport TT Race 1 op 4 juni crashte en overleed hij. |                                           |                   |                                    |                                     |                                       |  |
| Manx Grand Prix 2018, 1 slachtoffer |                                           |                   |                                    |                                     |                                       |  |
| 258 | Bud Jackson, † 25 augustus                | 24 augustus 2018  | Creg-ny-Baa                        | Training Classic TT Senior Race     | Norton 30M Manx                       |  |
| Hoewel de naam van de race "Classic TT Senior race" was, werd ze tijdens de MGP van 2018 verreden. Veteraan Alan ("Bud") Jackson had erg veel ervaring op de Mountain Course. Hij was in 1979 al gedebuteerd in de Junior Race en had daar al 42 starts gehad. Daarbij waren 4 overwinningen. Vanaf 1987 combineerde hij de MGP met de IOMTT en in 1989 ging hij ook de "Classics" rijden en in dat jaar trad hij zelfs op als bakkenist van zijspancoureur Colin Jacobs. In de reguliere TT's had hij 68 starts en in de Classic TT's 15. In totaal had hij 127 keer aan de start gestaan en was hij slechts 22 keer niet gefinisht. Tijdens de training voor de Classic Senior crashte hij met zijn klassieke Norton Manx bij Creg-ny-Baa. Hij werd naar het ziekenhuis gebracht waar hij de volgende dag overleed. Jackson was 62 jaar oud, kwam uit Kendal (Cumbria). Hij liet zijn vrouw Elaine, zoon Paul en dochter Emma achter. |                                           |                   |                                    |                                     |                                       |  |
| Isle of Man TT 2019, 1 slachtoffer |                                           |                   |                                    |                                     |                                       |  |
| 259 | Daley Mathison                            | 3 juni 2019       | Snugborough                        | Superbike TT                        | BMW S 1000 RR                         |  |
| Daley Mathison (27) uit Stockton-on-Tees (County Durham) was sinds 2013 al 19 keer op het Mountain Circuit gestart. De Superbike TT was de openingsrace van de IOMTT, maar was vanwege het slechte weer al uitgesteld. Mathison reed voor het Franse team Penz13. Tijdens de derde ronde crashte hij op de Snugborough straightaway bij de nadering van Union Mills. Daarbij kwam hij te overlijden. Daley Mathison was de zoon van coureur Darren Mathison. Hij had drie opeenvolgende podiumplaatsen in de TT Zero Race gehaald en in 2014 won hij de Ultra-Lightweight Race van de North West 200. Hij werd overleefd door zijn vrouw Natalie. |                                           |                   |                                    |                                     |                                       |  |
| Manx Grand Prix 2019, 1 slachtoffer |                                           |                   |                                    |                                     |                                       |  |
| 260 | Chris Swallow                             | 24 aug 2019       | Ballaugh Bridge                    | Classic Senior TT                   | Lindell-Royal Enfield Bullet 500 cc   |  |
| Chris Swallow (37) was weliswaar geboren in Huddersfield (West Yorkshire), maar woonde in Wellington (Nieuw-Zeeland), waar hij onderwijzer was. Hij was de zoon van Bill Swallow, een zeer ervaren en enthousiast MGP- en TT-rijder die in 1974 gedebuteerd was in de MGP en in 2018 zijn laatste race reed in de Senior Classic TT. Bill won op Man 11 races. Zijn broer Richard Swallow, oom van Chris, won 5 races in de MGP, ook in Classic races, hoewel ook hij in de "normale" races startte. Richard was in 1992 overleden door huiselijk geweld. Bill Swallow had in 2010 al een oudere zoon, David, verloren door koolstofmonoxidevergiftiging in het rennerskwartier in East Lothian (Schotland). Sinds zijn debuut in de Classic Junior Race van de MGP in 2007 met een 350cc-Ducati had Chris Swallow altijd in de Classics gereden, ook met een 500cc-Ducati, een 500cc-Norton 30M Manx, een Aermacchi Ala d'Oro 350, een 500cc-BSA Gold Star, een 350cc-AJS Boy Racer, een replica van een bijzondere 350cc-Velocette-fabrieksracer uit 1952 met dubbele bovenliggende nokkenas en een door Steve Lindell getunede 500cc-Royal Enfield Bullet uit 1966 als lid van het Team Flitwick van Lindell. In totaal had hij 16 starts in de MGP. Tijdens de openingsronde van de Bennetts Senior Classic TT Race van 2019 verloor hij de controle over zijn Royal Enfield bij Ballaugh Bridge. Hij crashte en liep fataal hoofdletsel op. Hij werd overleefd door zijn echtgenote Jen. |                                           |                   |                                    |                                     |                                       |  |
| In 2020 werd er niet geracet vanwege de COVID-19-pandemie |                                           |                   |                                    |                                     |                                       |  |
| In 2021 werd er niet geracet vanwege de COVID-19-pandemie |                                           |                   |                                    |                                     |                                       |  |
| Isle of Man TT 2022, 5 slachtoffers |                                           |                   |                                    |                                     |                                       |  |
| 261 | Mark Purslow                              | 1 juni 2022       | Ballagarey Corner                  | Kwalificatie Supersport TT          | Yamaha YZF-R6                         |  |
| Mark Purslow (29) uit Llanon (Ceredigion, Wales) had zijn beste resultaat in de MGP meteen bij zijn debuut gehaald toen hij in 2015 de Lightweight Race won. Het katapulteerde hem meteen naar de IOMTT, maar daar kon hij dat resultaat niet meer evenaren. In 2018 was hij overgestapt naar de Classic TT's, maar in 2022 trainde hij voor de Supersport TT met een Yamaha YZF-R6, samen met de rijders van de Superbike- en Superstock TT. Hij reed zijn snelste ronde ooit, met een rondegemiddelde van 194,46 km/uur, maar in zijn derde ronde crashte hij bij Ballagarey Corner en hij bezweek aan zijn verwondingen. |                                           |                   |                                    |                                     |                                       |  |
| 262 | César Chanal (zijspancoureur)             | 4 juni 2022       | Ago's Leap                         | Sidecar Race 1                      | Team 588-SGR-Honda CBR 600 RR         |  |
| 263 | Olivier Lavorel (bakkenist), † 24 oktober | 4 juni 2022       | Ago's Leap                         | Sidecar Race 1                      | Team 588-SGR-Honda CBR 600 RR         |  |
| César Chanal en Olivier Lavorel debuteerden op het eiland Man, maar hadden al veel ervaring op Franse en Europese circuits. Meteen na de start van de eerste Sidecar Race crashten ze bij Ago's Leap, tussen de Bottom of Bray Hill en Quarterbridge. Chanal was op slag dood, Lavorel werd naar Noble's Hospital gebracht, maar de organisatie maakte een ernstige fout bij de identificatie. Ze meldde dat Lavorel was overleden en dat Chanal in het ziekenhuis lag. Waarschijnlijk droegen de coureurs per abuis elkaars ID-kaartje. Chanal kwam uit Bron, een voorstad van Lyon. Zijn leeftijd was niet bekend. Lavorel was 35 jaar oud. Hij werd aanvankelijk naar een ziekenhuis in Liverpool gebracht en uiteindelijk overgebracht naar Frankrijk. Daar overleed hij op 24 oktober alsnog aan zijn verwondingen. |                                           |                   |                                    |                                     |                                       |  |
| 264 | Davy Morgan                               | 6 juni 2022       | 27th Milestone                     | Supersport TT                       | Yamaha YZF-R6                         |  |
| Davy Morgan (52) uit Saintfield (Noord-Ierland), altijd herkenbaar aan zijn roze helm, was een veteraan op het eiland Man, die al sinds 2000 aan races deelnam en 63 starts had. Zijn beste resultaat was de overwinning in de MGP Senior Race van 2004. Hij reed ook al 30 jaar in de Grand Prix van Macau en op de Ierse en Noord-Ierse stratencircuits met overwinningen in de Ulster Grand Prix en de North West 200. Tijdens de Supersport TT van 6 juni crashte hij bij de 27e mijlpaal en hij overleed korte tijd later. |                                           |                   |                                    |                                     |                                       |  |
| 265 | Roger Stockton                            | 10 juni 2022      | Ago's Leap                         | Sidecar Race 2                      | LCR-Suzuki GSX-R 600                  |  |
| 266 | Bradley Stockton                          | 10 juni 2022      | Ago's Leap                         | Sidecar Race 2                      | LCR-Suzuki GSX-R 600                  |  |
| De tweede Sidecar Race was het sluitstuk van de TT van 2022. Vader en zoon Roger (52) en Bradley Stockton uit Crewe (Cheshire) crashten aan het begin van de tweede ronde bij Ago's Leap, zes dagen nadat ook César Chanel en Olivier Lavorel daar hun fatale ongeluk hadden. Roger Stockton was een zeer ervaren coureur, die al vanaf 2000 op Man racete, tot 2008 met bakkenist Peter Alton, daarna met Annette Daykin. Na een pauze van zes jaar startte hij in 2017 met Jason O'Connor maar in 2022 met zoon Bradley. Het was Roger's 20e start in de TT, maar Bradley's eerste, maar ze reden al vijf jaar samen en ze waren samen al als 2e geëindigd in de British F2 Sidecar Cup. Ze reden op het moment van het ongeluk op de 14e plaats. |                                           |                   |                                    |                                     |                                       |  |
| Isle of Man TT 2023, 1 slachtoffer |                                           |                   |                                    |                                     |                                       |  |
| 267 | Raúl Torras                               | 6 juni 2023       | Alpine Cottage                     | Supertwin Race                      | Aprilia RS 660                        |  |
| De 46-jarige politieagent Raúl Torras Martínez uit Sant Hilari Sacalm (Girona, Catalonië) startte in 2016 in de MGP en vanaf 2017 in de IOMTT. Hij had al 21 starts op de Mountain Course op zijn naam. Zijn beste resultaat was de 15e plaats in de Supertwin Race van 2022, maar in de MGP was hij in de Newcomers Race 6e geworden. In de ochtend van 6 juni had hij tijdens de Superstock Race met een gemiddelde van 201,881 km/uur zijn snelste ronde ooit gereden en was hij als 20e gefinisht. Daarmee was hij ook de snelste Spanjaard ooit. Tijdens de Supertwin Race van 2023, rond 19.25 uur, crashte hij tijdens de derde ronde bij Alpine Corner, tussen de 16e- en de 17e mijlpaal en kwam hij om het leven. De dag na zijn dood werd zijn kist met een lijkwagen voor een laatste ronde over het circuit gereden, begeleid door travelling marshals, politiemensen en meer dan 250 motorrijders die Torras Martínez' familie ondersteunden. |                                           |                   |                                    |                                     |                                       |  |
| Manx Grand Prix 2023, 2 slachtoffers |                                           |                   |                                    |                                     |                                       |  |
| 268 | Gary Vines                                | 20 augustus 2023  | Ballagarey Corner                  | Training                            | Kawasaki 750                          |  |
| Gary Vines (33) uit Colchester (Essex) crashte en overleed tijdens de gemeenschappelijke training voor de Senior Race en de Classic Superbike Race bij Ballagarey Corner bij de ingang van het dorp Glen Vine. Vines was een regelmatige deelnemer sinds hij in 2015 de Newcomers B-race had gewonnen. Hij reed ook in de Classic Races van de IOMTT. Naast wegracen reed hij ook met een KTM in de Red Bull Romaniacs Enduro-Rallye. |                                           |                   |                                    |                                     |                                       |  |
| 269 | Ian Bainbridge                            | 22 augustus 2023  | Kirk Michael                       | Training Classic Senior Race        | Petty-Norton 30M Manx                 |  |
| Ian Bainbridge (69) uit Barnard Castle (County Durham) was een ervaren coureur met meer dan 30 jaar ervaring. Hij reed uitsluitend in de Classic Races met zijn door Ray Petty getunede Norton Manx, opmerkelijk genoeg maar zelden in de 350cc-Classic Junior Race, want het was heel eenvoudig om het 500cc-blok door een 350cc-versie te vervangen. Zijn beste resultaat was een 8e plaats in de Classic Senior Race van de MGP in 2010. Hij nam ook regelmatig deel aan de McIntyre Memorial Race in East Fortune en had in 2023 nog deelgenomen aan de Pre-TT Classic tijdens de Southern 100. Hij was lid van de North East Motorcycle Racing Club. Op 22 augustus crashte hij tijdens de training voor de Classic Senior Race in Kirk Michael. Hij liet zijn echtenote Janette en zijn dochters Victoria en Nicola achter. |                                           |                   |                                    |                                     |                                       |  |

## Lijst van fatale ongelukken tijdens een Parade Lap
| Nr. | Coureur                        | Datum       | Plaats              | Evenement                                          | Machine            |
| --- | ------------------------------ | ----------- | ------------------- | -------------------------------------------------- | ------------------ |
| 1 | Jack Trustham (zijspancoureur) | 9 juni 1998 | Douglas Road Corner | Honda 50th Anniversary Tourist Trophy Lap of Honor | Imp Classic 998 cc |
| Jack George Trustham (66), een gepensioneerde juridisch adviseur uit Hornchurch (Groot-Londen) was een zeer ervaren coureur, die echter in 1977 zijn laatste IOMTT had gereden. Hij was al in 1953 met een AJS 7R in de Junior Race van de MGP gestart. Zijn laatste MGP-race was de Senior Race van 1970 met een Norton Manx-serie. Vanaf 1972 startte hij in de Sidecar TT met Seeley's, BSA's en BMW's. Zijn beste resultaat haalde hij met bakkenist John Cowley in de Sidecar 1.000 cc TT van 1975, waarin ze 9e werden. De Tourist Trophy Lap of Honor op dinsdagmiddag 9 juni 1998 werd georganiseerd ter herinnering aan het 50-jarige jubileum van Honda tijdens de IOMTT. Er was een groot aantal deelnemers, die alleen een ereronde reden en dat gebeurde niet met hoge snelheid. Jack Trustham, die een tweede huis in Ballaugh had, startte met bakkenist Graham Harris met zijn zwarte Imp-zijspancombinatie uit 1969. Bij nadering van Douglas Road Corner in Kirk Michael week de combinatie met een snelheid van slechts 80 km/uur plotseling naar rechts uit. Ze raakte een trottoirband en kwam terug op de weg. Volgens ooggetuigen deed de coureur niets om te corrigeren en de combinatie crashte in de strobalen aan de linkerkant van de weg. Beide opzittenden werden afgeworpen en toegesnelde marshals vonden hen bewusteloos op de weg. Trustham werd lang gereanimeerd, maar dat mocht niet baten. Hij werd ter plaatse dood verklaard, naar later bleek had hij een hartaanval gehad. Passagier Graham Harris werd per helikopter naar Noble's Hospital gebracht. Jack Trustham liet zijn vrouw Maureen en zoon Edward achter. |                                |             |                     |                                                    |                    |
| 2 | Peter Järmann                  | 2 juni 2003 | Bray Hill           | ACU Lap of Honour                                  | Bultaco TSS 250    |
| Peter Karl Järmann was een 46-jarige motordealer en -monteur uit Uzwil (Sankt Gallen, Zwitserland). Hij had vanaf 1991 in de MGP en de IOMTT geracet en ook in de Pre-TT Classic tijdens de Southern 100. Hij was de vertegenwoordiger van de "TT Supporters Club" van Zwitserland. Wellicht was dat de reden dat hij door de Auto-Cycle Union werd uitgenodigd om deel te nemen aan de Lap of Honour. Er waren 135 deelnemers, waaronder grote namen als Phil Read, Jim Redman, Tommy Robb, Mick Boddice en anderen. Peter Järmann was voor nog drie races in deze week ingeschreven, maar kort na de start van de Lap of Honour crashte hij net voor Bray Hill met zijn Bultaco TSS 250 uit 1964 met ongeveer 145 km/uur. Het ongeval werd veroorzaakt door een blokkerend achterwiel, hetgeen duidt op een vastloper. Järmann raakte met zijn schouder Jim Week's Suzuki 500, die dicht achter hem reed. Daarna gleed hij op zijn rug over de weg en botste hard tegen een muur aan de rechterkant van de weg. Hij werd naar Noble's Hospital gebracht, waar hij om 18.40 uur dood werd verklaard. |                                |             |                     |                                                    |                    |

## Lijst van fatale ongelukken op opengestelde wegen
| Nr. | Rijder                              | Datum            | Plaats                                | Evenement                   | Soort                | Machine       |
| --- | ----------------------------------- | ---------------- | ------------------------------------- | --------------------------- | -------------------- | ------------- |
| 1 | Stanley Birt                        | 30 augustus 1926 | Victoria Road/Olympia Bridge, Douglas | MARRC                       | Onofficiële training | Zenith        |
| Stanley George Royston Birt (22) uit Swansea (Wales) had zich met een Zenith ingeschreven voor het Manx Amateur Road Race Championship, maar hij verongelukte minder dan twee uur na zijn aankomst op het eiland Man op Victoria Road (Olympia Bridge) in Douglas. Dat was niet eens in de buurt van het circuit, maar voor "onofficiële trainingen" maakte dat weinig verschil. Zelfs voor de officiële trainingen waren de wegen nog niet afgesloten voor het gewone verkeer tot het dodelijke ongeval van Archie Birkin in 1927. |                                     |                  |                                       |                             |                      |               |
| 2 | John Simister, † 30 mei             | 28 mei 1951      | East Mountain Gate                    | Training Clubmans Junior TT | Verkeersongeval      | Velocette MAC |
| John Simister (26) uit Macclesfield (Cheshire) was niet alleen een bekende coureur, maar ook een telg uit een echte racefamilie. Hij was de zoon van motorfietsdealer Tom Simister, die van 1920 tot 1931 in de IOMTT gereden had en in 1924 derde was geworden in de GP des Nations op Monza. John zelf was in 1948 in de MGP gedebuteerd en was in 1950 met een Velocette KTT Mk VIII in de Junior TT en met een Triumph T100GP in de Senior TT gestart. Zijn broer Philip debuteerde in dat jaar in de MGP. Philip (volgens sommige bronnen "Peter") zou later een bekende klassieke rallyrijder worden. Zowel John als Philip waren ingeschreven voor de IOMTT van 1951, John in de Junior TT en Philip in de Clubmans Junior TT. Op 28 mei vonden de training voor de Clubmans Junior TT plaats, maar Philip kreeg een mechanisch probleem en stond stil in de buurt van Ramsey. John sprong op een van Peter's Velocettes om zijn broer te helpen. Hij gebruikte daarvoor waarschijnlijk de binnenwegen die geen deel uitmaakten van het circuit. Hij werd gevolgd door Robert Jackson, die ook in de Clubmans Junior TT was ingeschreven. Het zicht was slecht door mist en John Simister volgde de gele lijn op de weg om zich te oriënteren. Plotseling doken drie motorfietsen uit tegenovergestelde richting op. Simister wist er twee te ontwijken maar botste frontaal op de derde. Simister liep meerder verwondingen op en werd per ambulance naar Noble's Hospital in Douglas gebracht. Ook Simister's duopassagier, John Hamson uit Macclesfield en de andere motorrijder, Arthur Thomas Bint uit Reading werd in het ziekenhuis opgenomen. Deze beiden overleefden het ongeluk. John Simister werd in een ijzeren long gelegd maar kwam niet meer bij kennis en overleed twee dagen later, op 30 mei. Zijn oudere broer, dominee Thomas Simister leidde zijn begrafenis. John Simister werd overleefd door zijn broers Thomas en Philip, zijn ouders en zijn zuster Sheila. |                                     |                  |                                       |                             |                      |               |
| 3 | Bernard Rodgers (marshal)           | 10 juni 1953     | Ballagarraghyn                        | IOMTT                       | Verkeersongeval      | Onbekend      |
| Marshal Bernard Rodgers kwam om het leven tijdens de trainingen voor de IOMTT toen hij onderweg naar zijn post een verkeersongeval kreeg. |                                     |                  |                                       |                             |                      |               |
| 4 | Laurie Boulter                      | 31 mei 1954      | Handley's Corner                      | IOMTT                       | Onofficiële training | Norton        |
| De Australiër Laurence Charles Boulter begon zijn carrière in 1935 in Australë met crosses en strandraces in de buurt van zijn woonplaats Adelaide. Hij was erg succesvol en op weg om een van Australiës beste coureurs te worden toen de Tweede Wereldoorlog voorlopig een einde aan zijn ambities maakte. Na de oorlog begon hij een motorzaak in Torrensville, een wijk van Adelaide. Hij begon de racen met een Velocette KTT Mk VIII, een 500cc-Ariel en een Norton International Model 30 met het vooroorlogse Garden gate frame. Hij was vrijwel onverslaanbaar in Zuid-Australië. In 1952 kocht hij een Norton 30M Manx met het nieuwe Featherbed frame. Tijdens de Australische Grand Prix in Bathurst werd hij tweede achter Harry Hinton. Tot dat moment had Boulter nooit buiten Australië geracet, maar in 1953 schreef hij zich in voor de IOMTT. Voor de Junior TT kocht hij een 350cc-Norton 40M Manx, waarmee hij 26e werd, maar met de 30M Manx werd hij 11e in de Senior TT. Voor een debutant was dat een uitstekend resultaat, maar Boulter keerde terug naar Australië en gaf aan niet meer in het buitenland te zullen racen. Op nieuwjaarsdag won hij de Victorian Unlimited Grand Prix in Ballarat, waardoor hij werd uitgenodigd voor het Official Commonwealth Of Australia Team voor de TT van 1954, samen met Maurie Quincey en Jack Ahearn. De dag voor de officiële training reed Boulter het parcours rond om zich de bochten in te prenten. Het testen en trainen met racemotoren was buiten de officiële training verboden, dus Boulter deed dat waarschijnlijk met een Norton Dominator. Hij reed van de 11e mijlpaal richting Handley's Corner, toen hij zijn landgenoot Ken Kavanagh langs het circuit zag wandelen. Hij zwaaide naar zijn collega, waardoor zijn aandacht even niet op de weg gevestigd was. Kavanagh zag echter een Riley die achteruit de weg op reed. Kavanagh riep naar Boulter om voor zich te kijken, maar het was te laat. Boulter zag de auto pas toen hij 10 meter van hem af was, remde hard, maar de Norton crashte in de zijkant van de Riley. Boulter werd over de auto heen geworpen tegen een stenen muur aan de rechterkant. Hij reed zonder helm en overleed binnen enkele minuten. De bestuurder van de auto was dr. Letchworth, een gepensioneerde arts die samen met zijn vrouw op Man was en optrad als officiële arts voor de Auto-Cycle Union. Laurie Boulter werd overleefd door zijn vrouw en zoon Graham. Hij werd begraven op Braddan Cemetery op Man. |                                     |                  |                                       |                             |                      |               |
| 5 | John Goldsmith (travelling marshal) | 28 mei 1962      | Union Mills                           | IOMTT                       | Verkeersongeval      |               |
| |                                     |                  |                                       |                             |                      |               |
| 6 | Martyn Heyes (marshal)              | 1 september 2006 | Gorse Lea                             | MGP                         | Verkeersongeval      |               |
| |                                     |                  |                                       |                             |                      |               |

## Lijst van fatale ongelukken met race officials, omstanders en toeschouwers
| Nr. | Naam           | Datum            | Plaats         | Evenement                    |
| --- | -------------- | ---------------- | -------------- | ---------------------------- |
| 1 | Denis Hamer    | 7 september 1976 | Union Mills    | MGP Junior Race              |
| Politieagent Denis Alfred Hamer kwam om het leven toen Kevin Ainscough tijdens de Junior Race crashte. Ainscough overleefde het ongeval, vier race-officials raakten gewond. Hamer was in oktober 1969 toegetreden tot de Lancashire Police Constabulary en liet een weduwe achter. |                |                  |                |                              |
| 2 | Percy Guest    | 28 mei 1980      | Braddan Bridge | Voorbereiding Formula One TT |
| Flag marshal Percy Guest was gestationeerd bij Braddan Bridge en bezig met het afsluiten van de wegen voor de openingsrace van de IOMTT van 1980. Twee naderende motorrijders raakten elkaar en kwamen ten val. Een van de motorfietsen raakte Guest, die naar Noble's Hospital in Douglas werd gebracht. Daar overleed hij op 1 juni. Hij was 60 jaar oud. Ter herdenking werd bij de plaats van het ongeval (voor de kerk van Braddan) een "memorial seat" geplaatst door race marshals, het Union Mills Post Office (Percy Guest was postbeambte) en St Johns United AFC, een lokale voetbalclub. |                |                  |                |                              |
| 3 | April Bolster  | 10 juni 2005     | Kirk Michael   | IOMTT Senior TT              |
| April Jane Bolster was een 46-jarige marshal uit Kirk Michael met veel ervaring. Zij werkte op 10 juni 2005 de Senior TT vanuit haar eigen tuin. Tijdens de tweede ronde van de race stopte Keith Stewart met motorpech bij het tankstation tegenover haar huis. April stak over, waarschijnlijk om te zien of ze iets voor Stewart kon doen, maar werd gegrepen door een andere coureur, Gus Scott, die met 210 km/uur naderde. Zowel Scott als Bolster waren vrijwel op slag dood. Bolster liet haar man Paul en dochter Susan achter. De Coroner oordeelde aanvankelijk dat er sprake was dan "dood door schuld", een vonnis dat voor onrust bij de overige marshals zorgde. Later werd dat veranderd in "deaths by misadventure", een uitsluitend Brits verdict dat de doodsoorzaak legt bij een vrijwillig aangegaan risico. |                |                  |                |                              |
| 4 | Tim O'Connell  | 29 augustus 2005 | Quarterbridge  | MGP Verkeersongeval          |
| De 66-jarige Tim O'Connell verongelukte toen hij met zijn klassieke Norton tegen een touw reed dat het parcours bij Quarterbridge afsloot. Er volgde een juridisch onderzoek omdat de organisatie verzuimd zou hebben het touw te voorzien van een rode vlag. Desondanks zou O'Connell gewaarschuwd moeten zijn nadat hij een aantal geslotenverklaringen gepasseerd was en bovendien stond er volop publiek en gebeurde het in een 30 mph-zone. |                |                  |                |                              |
| 5 | Dean Jacob     | 8 juni 2007      | 26th Milestone | IOMTT Senior TT              |
| 6 | Gregory Kenzig | 8 juni 2007      | 26th Milestone | IOMTT Senior TT              |
| Dean Jacob en Gregory Kenzig stonden op 8 juni 2007 als toeschouwer op een parkeerplaats bij de 26e mijlpaal, toen coureur Marc Ramsbotham met zijn hoofd een paal in de binnenbocht raakte en met motorfiets en al het publiek in vloog. Ramsbotham was waarschijnlijk al overleden toen hij de paal raakte, maar Jacob en Kenzig werden ook gedood. Jacob kwam uit Kidderminster (Worcestershire), was 33 jaar oud en werkte als ICT-beveiliger, Kenzig was een gepensioneerde Australisch ingenieur uit Queensland en was 53 jaar oud. Twee vrouwelijke marshals raakten gewond: de 60-jarige Hilary Musson en de 50-jarige Janice Ann Phillips. Phillips liep een gebroken arm op, maar Musson moest haar milt laten verwijderen en haar linkerbeen werd geamputeerd. Uit door een toeschouwer gemaakte filmopnamen bleek dat Ramsbotham met zijn hoofd een paal in de binnenbocht had geraakt. Twee pathologen verklaarden dat dat alleen al de doodsoorzaak was geweest. Nader onderzoek bracht ernstige tekortkomingen aan het licht over de veiligheidsvoorzieningen ter plaatse. Het wegafsluitingsplan was onduidelijk, waardoor er toeschouwers op een parkeerplaats stonden die afgesloten had moeten zijn. De marshals waren zich ook niet bewust van het feit dat daar publiek stond. Na dit ongeval nam Roger Hurst, de voorzitter van de TT Marshals' Association, ontslag. De wit geverfde palen in de bocht werden verplaatst. |                |                  |                |                              |